# إقليم كردستان العراق
إقليم كردستان العراق أو إقليم كردستان (بالكردية: هەرێمی كوردستانى عێراق) إقليم كُرديّ عراقي في شمال جمهورية العراق، له حكم اتحادي، تحدهُ إيران من جهة الشرق وتركيا من جهة الشمال، وسوريا من جهة الغرب ويقع في شمال العراق. عاصمتها أربيل بحكم الواقع، تُعرف بهولير باللغة الكردية.
يعود إنشاء إقليم كردستان العراق إلى معاهدة الحكم الذاتي في آذار/مارس 1970 بعد الاتفاق بين الحكومة العراقية والمعارضة الكردية عقب سنوات من المعارك. ولقد دمرت المنطقة خلال الحرب بين إيران والعراق في عقد الثمانينيات، وكذلك خلال حملة الإبادة الجماعية (الأنفال) التي شنها الجيش العراقي على القرى الكردية، ولكن بعد انتفاضة الشعب العراقي عام 1991 ضد نظام حكم صدام حسين، اضطر الكثير من الكرد إلى الفرار والنزوح من البلاد ليصبحوا لاجئين في المناطق الحدودية مع إيران وتركيا. وفي عام 1991 أنشئت في الشمال منطقة حظر الطيران بعد حرب الخليج الثانية، مما شكل ملاذًا آمنًا سهل عودة اللاجئين الكرد، كما واصل الكرد فيما بعد محاربة القوات الحكومية، ولقد غادرت القوات العراقية منطقة كردستان في نهاية المطاف في 26 أكتوبر 1991، وغدت المنطقة مستقلة ذاتيًا بحكم الواقع، إلا أن أيًا من الحزبين الكرديين الرئيسيين لم یعلنا الاستقلال في ذلك الوقت، ولا تزال منطقة كردستان العراق تعد نفسها جزءً من العراق. ولقد أدى غزو العراق في عام 2003 والتغيرات السياسية اللاحقة للتصديق على دستور جديد للعراق في عام 2005، إلى تحديد الدستور العراقي الجديد لمنطقة كردستان العراق ككيان اتحادي ضمن العراق، وجعل اللغة العربية واللغة الكردية لغتان رسميتان مشتركة في العراق.
ويتمتع إقليم كردستان العراق بحكم ديمقراطي برلماني مع حكم برلمان إقليمي يتكون من 111 مقعدًا. والرئيس الأول للإقليم هو مسعود البرزاني، والذي انتخب في بداية عام 2005 وأعيد انتخابه في عام 2009. فيما انتخب الرئيس الجديد لاقليم كردستان نيجيرفان بارزاني في حزيران / يونيو 2019 وتبلغ مساحة المحافظات الأربع دهوك وأربيل والسليمانية وحلبجة حوالي 40,000 كيلومتر مربع (15,000 ميل مربع)، بينما يبلغ عدد سكانها حوالي 4 ملايين نسمة.

## التسمية
كُرْدِسْتَانِ تعني حرفيًا «بلاد الكرد»، ويشار إليها في الدستور العراقي باسم إقليم كردستان. والاسم الكامل للحكومة هو «حكومة إقليم كردستان». ويشار إلى المنطقة في أدبيات كثير من المنظمات السياسية الكردية، وسكان المحليين باسم «باشووری كوردستان» (جنوب كردستان) أو «كوردستانی باشوور» (كردستان الجنوبية) في إشارة إلى موقعها الجغرافي في كامل منطقة كردستان. وكانت المنطقة مسماة خلال إدارة حكومة حزب البعث في عقد السبعينات والثمانينات «بمنطقة الحكم الذاتي الكردية».

## التاريخ

### تحديد مصير كُردستان في أعقاب الحرب العالمية الأولى
خِلال الحرب العالمية الأولى وبعد الاحتلال البريطاني لِولاية المُوصل ذات الأغلبيَّة الكُرديَّة والغنيَّة بالنفط، سعى العُثمانيُّون لاستعادة السيطرة عليها فأرسلوا أعدادًا كبيرة مِن الضُّباط العسكريين العُثمانيين السّابقين ولا سِيما من الكُرد كمبعُوثين للشيخ مَحمُود الحفِيد الذي حكم مناطق واسعة من جنوب كُردستان آنذاك، لإقناعه بالبقاء تحت حُكم الدولة العُثمانيَّة. إلا أن الكُرد عملوا من أجل تمرير قرار ينصُ على تنفيذ بنود مُعاهدة سيفر التي نصت على تشكيل دولة كُردستان المستقلَّة على مرحلتين، وأرسلوا الجنرال شريف باشا كمبعُوث إلى باريس لِلاتصال بمشاركي مُؤتمر فِرسَاي الذي عقد بِنهاية الحرب العالمية الأولى. ومع ذلك بدأت الإدارة البريطانيَّة المسؤولة عن العراق وجنوب كُردستان العمل على ضم وِلاية المُوصل إِلى المملكة العراقيَّة المُنشأة حديثًا والتي كانت تتألفُ من وِلايتي بغداد والبصْرة، من خلال تنظيم اِستفتاء عام 1921 لتحديد مَا إذا كان فيصل الأول مقبُولاً كَملك. رفض أهالي أربيل ورواندز والغالبيَّة العُظمى من أهالي منطقة كَركُوك الاقتراح فيما رفضت مناطق كُرديَّةً أخرى لا سِيما منطقة السُّليمانيَّة حتى المُشاركة في الاستفتاء ورفضت الانضمام إلى العراق تحت الانتداب البريطاني، ورغم ذلك قررت عُصبة الأمم في جمعيّتها السابعة والثلاثين يوم 16 ديسمبر عام 1924 في جنيف، ضم جميع الأراضي الواقعة تحت "خطِ بُرُوكسل" بما فيها مناطق ولاية المُوصل إِلى المملكة العراقيَّة في عام 1925.

### الحرب الثانية الكردية العراقية واتفاقية الجزائر
في عام 1973، قدمت الولايات المتحدة اتفاقا سريا مع شاه إيران لبدء تمويل المتمردين الأكراد سرا ضد حكومة بغداد من خلال وكالة الاستخبارات المركزية، وبالتعاون مع الموساد، على حد سواء ومن شأنه أن يجعلها نشطة في هذا البلد من خلال إطلاق الغزو العراقي وإلى الوقت الحاضر. وبدأت حركات التمرد الكردية في شمال العراق واستمرت العمليات العسكرية بشكل إيجابي لصالح الحركة الكردية، وتكبد الجيش العراقي خسائر فادحة في المعارك، وهذا مادفع الحكومة العراقية إلى عقد اتفاقية مع إيران برعاية الرئيس الجزائري هواري بومدين لأجل وقف الدعم الذي كانت تقدمه إيران للحركة الكردية ضد الحكومة العراقية. وفي 6 آذار/مارس من سنة 1975 عقدت الاتفاقية بحضور كل من صدام حسين (نائب رئيس مجلس قيادة الثورة في العراق) وشاه إيران محمد رضا بهلوي حيث تنازلت الحكومة العراقية بموجب هذهِ الاتفاقية عن نصف شط العرب لصالح إيران مقابل وقف دعمها للحركة الكردية في الشمال. وبعدها سيطر الجيش العراقي على جميع مناطق الشمال، وطرد متمردوا الأكراد بعد تخلي حكومة طهران عنهم وقطع الإمدادات إلى الحركة الكردية. عند ذلك توجه بارزاني إلى إيران مع العديد من أنصارهِ. واستسلم البقية بشكل جماعي وانتهى التمرد بعد بضعة أيام من عقد الاتفاقية. واستطاعت الحكومة العراقية نتيجة ذلك أن تبسط سيطرتها على المنطقة الشمالية لمدة 15 عاما، وبغية تأمين نفوذها، بدأ برنامج التعريب من خلال نقل العرب إلى المناطق القريبة من حقول النفط في كردستان، وخصوصا تلك التي حول كركوك. وتمكنت الحكومة العراقية من تنفيذ هذه التدابير ضد الأكراد بعد اتفاقية الجزائر ثم بعد وقت قصير تجددت الاشتباكات بين الجيش العراقي والمتمردين الأكراد في عام 1977. فتصدت الحكومة لهم في عامي 1978 و1979، وحرق الجيش العراقي 600 قرية كردية وهجر حوالي 200,000 كردي حيث تم ترحيلهم إلى مناطق أخرى في العراق وتم توزيعهم على عدة محافظات جنوبية في العراق.

### الحرب العراقية الإيرانية وحملة الأنفال
هي حملة نفذتها الحكومة العراقية خلال فترة الحرب بين العراق وإيران ضد سياسة الأكراد، وأدين العراق على نطاق واسع من جانب المجتمع الدولي، ولكن لم يعاقب بجدية لاتخاذ تدابير قمعية، بما في ذلك استخدام الأسلحة الكيماوية ضد الأكراد، مما أسفر عنها سقوط آلاف القتلى.
تعتبر حملة الأنفال إبادة جماعية منظمة للشعب الكردي في العراق. نفذت المرحلة الأولى من الحملة في عام 1982 عندما ألقي القبض على 8000 شخص من عائلة البارزاني، وأعيدت رفاتهم إلى كردستان في عام 2008. وبدأت المرحلة الثانية والتي كانت أكثر شمولاً وعلى نطاق واسع من 29 مارس 1987 حتى 23 نيسان/أبريل 1989، عندما نفذ الجيش العراقي بقيادة علي حسن المجيد حملة إبادة جماعية ضد الأكراد، والتي تتميز بانتهاكات حقوق الإنسان التالية: الاستخدام الواسع النطاق للأسلحة الكيميائية، وتدمير مجموعة من القرى بلغت حوالي 2000 قرية، وقتل حوالي 2000 كردي في المناطق الريفية، حسب أكثر التقديرات تحفظا. ودمرت بالكامل بلدة كردية كبيرة من Dizeh قلعة (عدد سكانها 7000 نسمة) من قبل الجيش العراقي. ولقد شملت الحملة تعريب كركوك، وهو برنامج لطرد الأكراد وجماعات عرقية أخرى للخروج من المدينة الغنية بالنفط واستبدالها مع المستوطنين العرب من وسط وجنوب العراق.
جمعت منظمة العفو الدولية أسماء أكثر من 17000 شخص اختفوا في عام 1988 وقد وُصفت الحملة بأنها إبادة جماعية في طبيعتها.

### مذبحة للشعب الكردي العراقي من قبل منظمة مجاهدي خلق الإيرانية
في 13 تموز/يوليو 2003، نشرت صحيفة نيويورك تايمز مقالا في عام 1991 عندما استخدم الرئيس السابق صدام حسين فصائل مجاهدي خلق الإيرانية ودباباتها لسحق الشعب العراقي الكردي في شمال والشعب العراقي الشيعة في الجنوب، ثم أمر قائد قوات جيش منظمة مجاهدي خلق الإيرانية:
| إقليم كردستان العراق | "خذ الأكراد تحت الدبابات الخاصة بك، وأحفظ الرصاص للحصول على الحرس الثوري الإيراني." | إقليم كردستان العراق |

في 14 كانون الأول/ديسمبر 2006، نشرت مجلة تايم مقالاً عن منظمة مجاهدي خلق الإيرانية، وذكرت: «وبحلول منتصف عقد الثمانينيات، وصلت مجموعة من منظمة (مجاهدي خلق) إلى صدام حسين، الذي قدم لهم الأموال وجهز لهم معسكر أشرف شمال بغداد. واتهمت الحكومة الأميركية منظمة (مجاهدي خلق) التي ساعدها صدام حسين في ضرب انتفاضة العراقيين بوحشية، وقتل الشعب الكردي في وقت مبكر من عقد التسعينيات، وعلى شن هجمات عديدة داخل إيران.»

### الربيع الكردي الأول

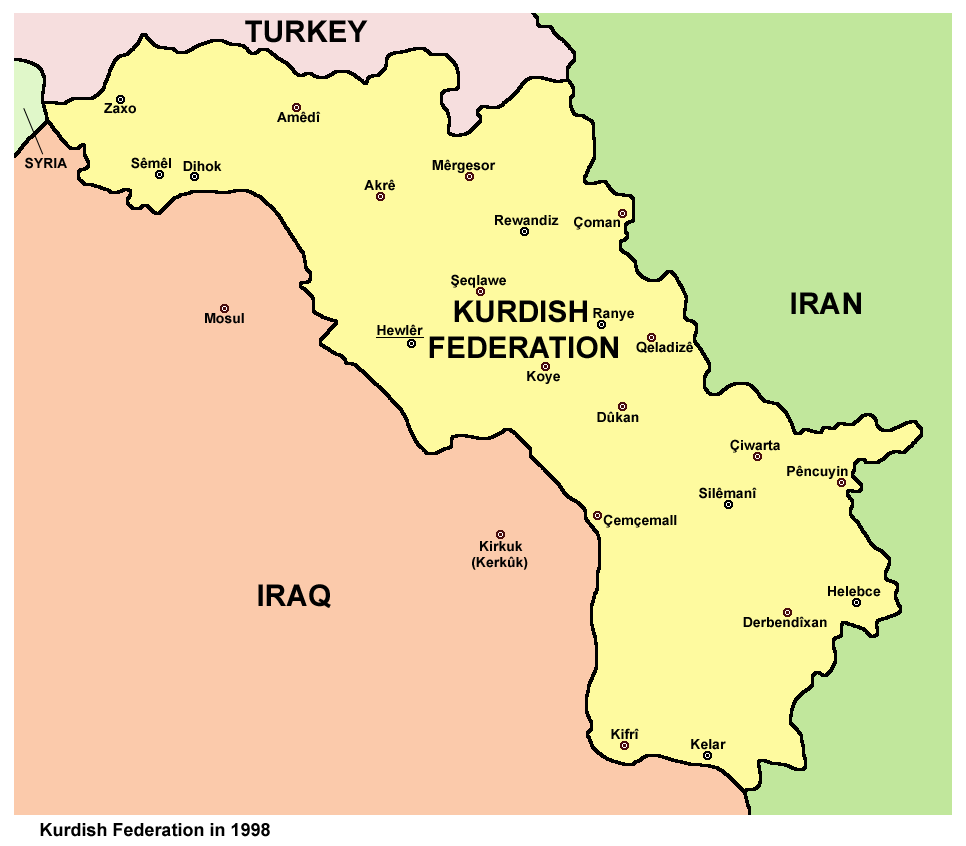

كان الربيع الكردي الأول قد بدأ من الحكم الذاتي الإقليمي الذي أنشئ في عام 1970 مع إنشاء منطقة الحكم الذاتي الكردية في أعقاب اتفاق الحكم الذاتي بين الحكومة العراقية وقادة المجتمع الكردي العراقي. وأنشئت الجمعية التشريعية واربيل وأصبحت عاصمة للكيان الجديد الذي وضع في شمال العراق، وتضم السلطات الكردية في أربيل ودهوك والسليمانية. حكم الحزب الواحد الذي هيمن على العراق بينما البرلمان الجديد كان عنصرا عاما لحكومة بغداد المركزية؛ وثبتت السلطة الكردية من بغداد وكان قد منع نظام التعددية الحزبية في كردستان العراق، وكان سكان هذه المنطقة المحلية لا يتمتعون بأي حرية خاصة أو حكم ديمقراطي كما هو مرفوض في بقية أنحاء البلاد. وبدأت الأمور تتغير بعد انتفاضة عام 1991 ضد نظام صدام حسين عقب انتهاء حرب الخليج العربي. ولقد أعطت هيئة الأمم المتحدة قرار مجلس الأمن 688 ولادة إلى ملاذ آمن للأكراد بعد القلق الدولي من أجل سلامة اللاجئين الأكراد. وأنشأت الحكومة الأميركية والبريطانية منطقة حظر الطيران والتي تشمل جزء كبير من شمال العراق (انظر عملية توفير الراحة)، إلا أنه استبعد السليمانية وكركوك وغيرها من المناطق الكردية مهمة مأهولة بالسكان. واستمرت الاشتباكات الدامية بين القوات العراقية والقوات الكردية، وبعد أن تم التوصل إلى توازن غير مستقر وهشة للسلطة، وانسحبت الحكومة العراقية تماما مع موظفيها العسكريين وغيرهم من المنطقة الشمالية في تشرين الأول 1991 مما سمح لحكومة كردستان العراق أن تعمل في الواقع على نحو مستقل عن حكومة بغداد، وكانت المنطقة خاضعة لحكم الحزبين الكرديين الرئيسيين، الحزب الديمقراطي الكردستاني والاتحاد الوطني الكردستاني (بزعامة جلال طالباني)، وكان للمنطقة علمها الخاص ونشيدها الوطني أيضا.
في الوقت نفسه، فرض على العراق حصارا اقتصاديا، وللحد من إنتاجها من النفط والمواد الغذائية. وكانت الانتخابات التي جرت في شهر حزيران/يونيو 1992 قد اسفرت عن نتيجة غير حاسمة للجميع وقسمت النتائج بالتساوي تقريبا بين الحزبين الرئيسيين وحلفائهما. ولقد غذت المصاعب الاقتصادية الحادة الناجمة عن الحظر، والتوترات بين الطرفين السياسية المهيمنة؛ الحزب الديمقراطي الكردستاني والاتحاد الوطني الكردستاني للسيطرة على طرق التجارة والموارد. فالعلاقات بين الاتحاد الوطني الكردستاني والحزب الديمقراطي الكردستاني بدأت تصبح متوترة بشكل خطير في الفترة من أيلول/سبتمبر 1993، وبعد جولات فاشلة من حالات اندماج وقعت بين الطرفين. ادى ذلك إلى الصراع الداخلي والحرب الكوردية بين عامي 1994 و 1996. انتهت هذه الحرب باتفاق مسعود البرازاني مع صدام حسين. وهذا الاتفاق ينص على اعتراف برازاني بحزب البعث وبصدام حسين وفِي المقابل استخدام الجيش العراقي للقضاء على عدوه اللدود جلال طالباني وكذلك السيطرة على المحافظات الثلاثة وإدارتها من قبل مسعود وجماعته وبالفعل تم طرد جلال من أربيل ودفعه إلى السليمانية ولولا تدخل الغرب لقضي تماما على جلال وحزبه وبعد ذلك خصصت الامم المتحدة 13% من مبيعات النفط العراقي للمحافظات الكردية في شمال العراق، وهذا أدى إلى ازدهار نسبي في المنطقة. وكان صدام إنشاء طريق تهريب النفط عبر الأراضي التي يسيطر عليها الحزب الديمقراطي الكردستاني، بمشاركة نشطة من مسعود بارزاني وكل أفراد البارازانية. فتم فرض الضرائب على هذه التجارة عند نقطة العبور بين الأراضي صدام حسين والأكراد الأراضي التي تسيطر عليها ومن ثم إلى تركيا، جنبا إلى جنب مع إيرادات خدمة المرتبطة بها، وهذا يعني أن ان مسعود البرازاني كانت له السيطرة على الإطلاق على دهوك وزاخو وأصبح لديه القدرة على كسب الملايين من الدولارات في الأسبوع الواحد وبذلك أصبحت برازاني وحزبه من أغنى الاشخاص والأحزاب بالعالم حيث تقدر ثروتهم بعشرات المليارات من الدولارات موزعة على بنوك العالم وبأسماء وهمية. قادت الولايات المتحدة وساطة بين الطرفين على وقف إطلاق النار رسميا في اتفاق واشنطن في أيلول/سبتمبر 1998. ويقال أيضا أن برنامج النفط مقابل الغذاء في الفترة من 1997 فصاعدا كان لها تأثير هام على وقف الأعمال العدائية.

### وبعد الغزو الذي قادته الولايات المتحدة 2003

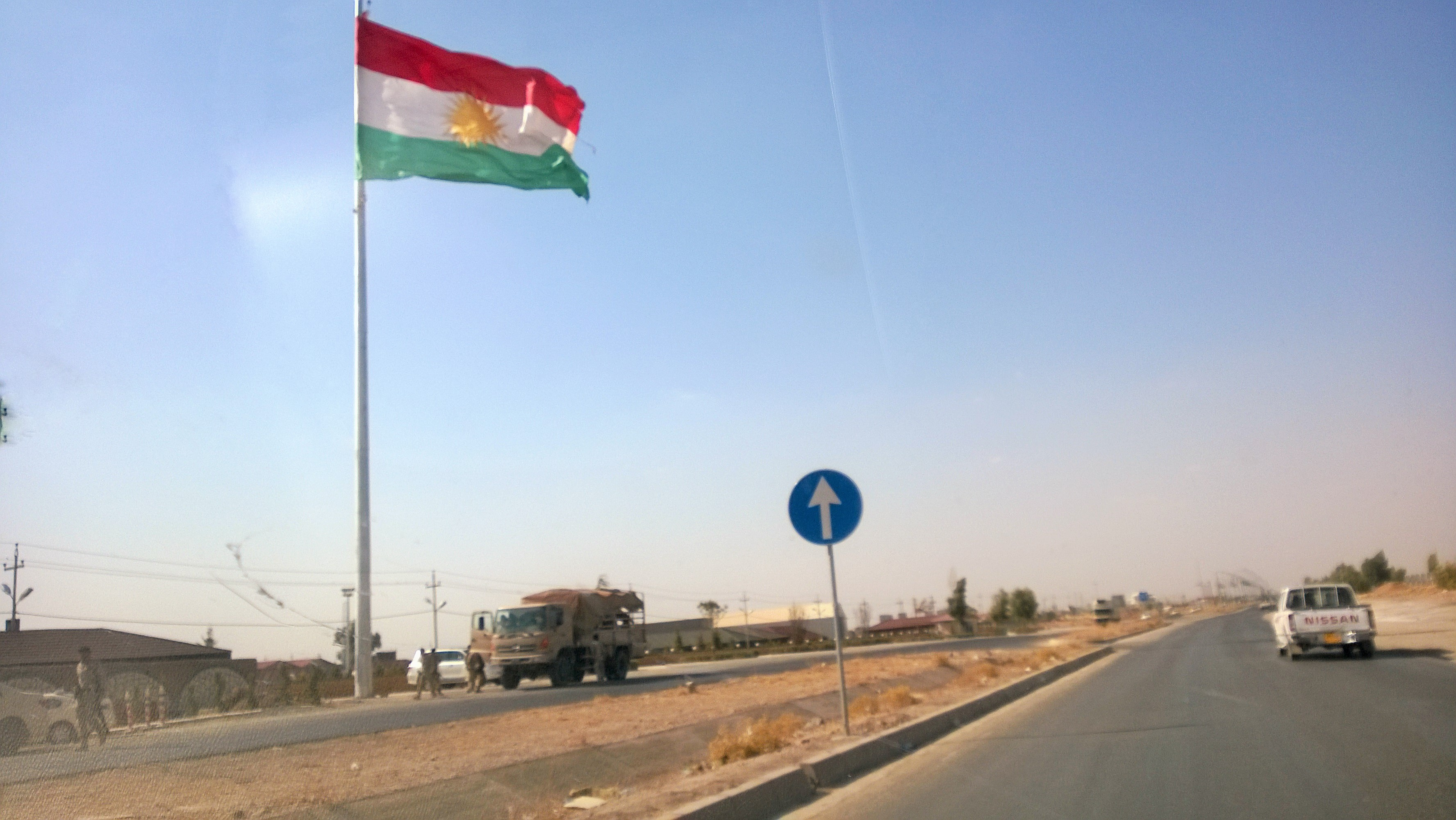
طريق كركوك - السليمانية

لعب أكراد العراق دورا مهما في حرب الخليج 2. انضمت الأحزاب الكردية القوات ضد الحكومة العراقية خلال الحرب وفي ربيع 2003. لعبت القوات العسكرية الكردية المعروفة باسم البشمركة، دورا رئيسيا في الإطاحة بالحكومة العراقية، ومع ذلك فأن الأكراد كانوا مترددين في إرسال قوات إلى بغداد وفضلوا عدم الانجرار إلى الصراع الطائفي الذي يسيطر على الكثير من مناطق العراق. ولا يجوز أن ينظر إلى الأكراد العراقيين بطريقتين. أولا وهي الطريقة الأكثر شيوعا هو عرض الأكراد على أنهم ضحايا، سواء من الحكومة المركزية في العراق أو من الدول المجاورة - تركيا بشكل خاص. الطريق الثاني وهو المخالف لرؤيتها باعتبارها عامل إثارة، بوصفها قوات تعمل بالوكالة للدول المعارضة لنظام الحكم الحالي في العراق. وهذا يوضع في مفهوم الاستقطاب فأن وضعهم قد يكون بسيطا جدا، وعندما ينظر المرء أن هناك معارضة داخل جدول الأعمال العراقي كردستان وخاصة فيما يتعلق بقضايا مثل العلاقة مع تركيا، والتطلعات القومية والعلاقات على المستوى العالمي.
انتخب زعيم حزب الاتحاد الوطني الكردستاني، جلال الطالباني كرئيس للدوله العراقية الجديدة، في حين أن قائد الحزب الديمقراطي الكردستاني مسعود بارزاني نصب كرئيس لحكومة إقليم كردستان.
منذ سقوط نظام صدام حسين، كانت العلاقات بين حكومة إقليم كردستان وتركيا في حالة تغير مستمر. تميزت بأرتفاع حدة التوتر في أواخر شباط/فبراير 2008 عندما تولت تركيا من جانب واحد القيام بعمل عسكري ضد حزب العمال الكردستاني الذي يستخدم منطقة شمال العراق كقاعدة لأنشطة مليشياته ضد تركيا. كان من الممكن أن يؤدي التوغل التي استمر لفترة 8 أيام من قبل للقوات المسلحة التركية في كردستان إلى حرب إقليمية اوسع. ومع ذلك، فقد تحسنت العلاقات منذ ذلك الحين، وتركيا لديها الآن أكبر حصة من الاستثمارات الأجنبية في كردستان وذلك بسبب التنازلات التي يقدمها الأكراد للأتراك في مجال أستخراج وتصدير النفط دون الرجوع إلى الحكومة الأتحاديه في بغداد.

### الربيع الكردي الثاني
كان الربيع الثاني لأكراد قد بدأ عندما قام بعض شباب محافظة السليمانية بتأسيس صفحات على موقع فيسبوك يطالبون فيها من أهالي المدينة بالخروج في مظاهرات ضذ الفساد الإداري في أقليم كردستان، وفي 17 شباط/فبراير 2011 بدأت المظاهرات في السليمانية، جائت الاحتجاجات بعد بداية الربيع العربي وسماها السياسين بربيع الكردي (بالكردية: بهارا كوردان) وفي هذه الأثناء خرج أناس مدفوعي الأجر مع جلب طلاب المدارس والموظفين بالقوة في مدينة دهوك بمظاهرات تأييدً لحكومة كردستان ومسعود بارزاني وطالبوا الحكومة بألقاء القبض على المتظاهرين في محافظة السليمانية بسبب التخريب والهجوم على مقر الحزب الديمقراطي الكردستاني في السليمانية، ولقد أنتهت هذه المظاهرات بعد ان تفاوضت الاحزاب الرئيسية في كردستان على قمع الانتفاضة الكردية ضد فساد العائلة البارزانية، ووضعهم في السجون وتلفيق التهم لهم وتهديدهم بالقتل، وبالمقابل حصلت هذه الأحزاب على منح مالية كبيرة من عائلة مسعود. وهذه الأحزاب هي ((حزب الديمقراطية - حزب الاتحاد الوطني الكردستاني - حزب الاتحاد الإسلامي الكردستاني - حركة التغيير الكردية - الجماعة الإسلامية في كردستان)).[بحاجة لمصدر]

## الحكومة
بعد غزو العراق عام (2003) مثل السياسيين الأكراد في مجلس الحكم العراقي. في 30 كانون الثاني/يناير، عقدت ثلاثة انتخابات عام 2005 في المنطقة: 1.) لل جمعية الوطنية الانتقالية في العراق 2) الجمعية الوطنية ل كردستان العراق و3) لمجالس المحافظات. إن قانون إدارة الدولة العراقية لل الانتقالية اعترف فترة الحكم الذاتي لل حكومة اقليم كردستان خلال الفترة الانتقالية بين «السيادة الكاملة» واعتماد دستور دائم.
وحكومة إقليم كردستان المعترف بها دستوريا سلطة على محافظات اربيل ودهوك والسليمانية وحلبجة.

## السياسة

### الانتخابات
تجري الانتخابات الجمعية الوطنية الكردستانية كل أربع سنوات. فقد جرت آخر انتخابات لبرلمان كردستان في 25 تموز 2009. وكان التحالف السياسي البارز في القائمة الكردستانية التي تتكون من الحزبين السياسيين الرئيسيين، الاتحاد الوطني الكردستاني والحزب الديمقراطي الكردستاني، والتي حصدت 59 مقعدا. بينما فازت الحركة الجديدة المنافسة الأقل شعبية وهي قائمة كوران («غوران» يعني «التغيير» في اللغة الكردية) والتي يرأسها نوشيروان مصطفى على 25 مقعدا بنسبة ربع مقاعد البرلمان. حازت قائمة كوران على نتائج قوية في مدينة السليمانية ومجلس محافظة السليمانية، التي كانت تعتبر في السابق معقل الاتحاد الوطني الكردستاني. كما فازت قائمة الإصلاح، وتتألف من 4 أحزاب، على 13 مقعدا. وبالإضافة إلى ذلك، فازت الحركة الإسلامية ب2 مقعد، وخصصت 11 مقعدا للأقلية التركمانية الأطراف (5 مقاعد) والآشوريين (5 مقاعد) والأرمن (1 مقعد).
وفي الانتخابات الرئاسية عين مسعود البرزاني رئيس وفاز فترة ولاية أخرى في عام 2009 بحصوله على 70% من الأصوات. وجاء الدكتور كمال ميروديلي ثانيا مع ما يقرب من 30 في المئة من الأصوات.
تجري الانتخابات لمجالس المحافظات كل أربع سنوات. ويتكون كل مجلس من 41 عضوا. وعقدت آخر انتخابات مجلس محافظة كردستان في عام 2009.

### العلاقات الخارجية
ولا يسمح للإقليم كردستان التحكم، إلى حد ما، من علاقاتها الخارجية الخاصة بها من دون الرجوع إلى بغداد. [بحاجة لمصدر]
في كردستان العديد من قنصليات والسفارات والمكاتب التجارية والقنصليات الفخرية التابعة للبلدان التي ترغب في زيادة نفوذها واقامة علاقات أفضل مع حكومة أقليم كردستان. وكما من تشرين الأول/أكتوبر 2010 كان هناك 20 الممثليات الدبلوماسية في المنطقة، بما فيها تركيا.
ممثل حكومة إقليم كردستان إلى الولايات المتحدة هو الابن الأصغر للرئيس العراقي جلال الطالباني، قباد طالباني. ممثل حكومة إقليم كردستان من الأعلى إلى المملكة المتحدة بيان سامي عبد الرحمن، ابنة سامي عبد الرحمن الذي قتل في هجوم إرهابي في 1 شباط 2004.

## حقوق الإنسان

### وسائل الإعلام
أفادت هيومن رايتس ووتش أن الصحفيين في كردستان العراق الذين انتقدوا الحكومة الإقليمية واجهوا عنف كبير، وتهديدات، ودعاوى قضائية في الأشهر الأخيرة، والبعض فر من البلاد.

### العنف ضد المرأة
أفادت هيومن رايتس ووتش بأن ختان الإناث يمارس بشكل رئيسي من قبل الأكراد في كردستان العراق، حيث ورد أن 60 في المائة من النساء الكرديات قد خضعن للختان، على الرغم من أدعاء حكومة إقليم كردستان بأن هناك مغالاة في الأرقام. وتتلقى الفتيات والنساء رسائل متضاربة وغير دقيقة من المسؤولين الحكوميين في عواقبها. ووافق البرلمان الكردستاني في عام 2008 على مشروع قانون بتجريم الختان للإناث، ولكن ألغي القرار الوزاري اللازم لتنفيذ ذلك، وكان من المتوقع إعادة تفعيل القانون في شباط/فبراير 2009.
كما ورد لمركز التعددية الإسلامية من قبل منظمة غير حكومية توقف ختان الإناث في إقليم كردستان في شمال العراق، في 25 تشرين الثاني، واعترف رسميا بهِ بعد انتشار ثقافة التوعية في الأوساط النسائية ومما يسببه الختان في تشويه الأعضاء التناسلية للأنثى (ختان الإناث). وجاء الاعتراف بقانون إلغاء الختان من قبل حكومة إقليم كردستان بين الأكراد خلال برنامج ومؤتمر الاحتفال باليوم الدولي للقضاء على العنف ضد المرأة.
في 27 تشرين الثاني 2010، اعترفت الحكومة الكردية رسميا على العنف ضد المرأة في كردستان، وبدأت باتخاذ تدابير جدية. 21 يونيو 2011 وتمت الموافقة على مشروع قانون العنف الأسري من قبل برلمان كردستان، ويتضمن العديد من الأحكام التي تجرم

### التسامح الديني في كردستان
يرى النائب البريطاني روبرت Halfon كردستان كمنطقة مسلمة أكثر تعايشا مع الأديان من البلدان الأخرى المسلمة في الشرق الأوسط. ويوجد في المنطقة من السكان من المسيحيين الآشوريين والكلدانيين والسريان واليزيديين، يارسان ، المندائيين والشبك والديانة الكاكائية والأديان الأخرى.

### حقوق الأقليات في شمال العراق
على الرغم من أن البرلمان الكردي الإقليمي قد اعترفت رسميا الأقليات الأخرى مثل الآشوريين والتركمان والعرب والأرمن والمندائيين والشبك واليزيدية، كانت هناك اتهامات متعددة من محاولات «تكريدهم» لهم. لطالما ادعى مسعود برازاني بان الحكومة العراقية عملت على تعريب كركوك. ولكن بعد سقوط بغداد عام 2003 قام الأكراد بحملات تكريد كبرى في المناطق العربية حيث جرى طرد العرب وجلب الأكراد وإسكانهم في بيوت العرب ونفس الفعل حصل مع الآشوريون واليزيديين وباقي الطوائف من غير الأكراد، حيث كان هناك ممانعة في إعادة بناء القرى الآشورية في منطقتهم في حين بناء المزيد من المستوطنات للأكراد المتضررة خلال حملة الأنفال. وبعد زيارته للمنطقة، لاحظ جويل السياسي الهولندي Voordewind أن المناصب المخصصة للأقليات في وكان البرلمان الكردي حيث عين من قبل الأكراد والآشوريين على سبيل المثال لا إمكانية لتسمية مرشحيها.
وقد اتهمت الحكومة الإقليمية الكردية بمحاولة «تكريد» مناطق أخرى مثل سهول نينوى الآشورية وكركوك من خلال توفير الدعم المالي للأكراد الذين يرغبون في الاستقرار في تلك المناطق وتهديد غير الأكراد ودفعهم للنزوح وترك قراهم واراضيهم.

## الاقتصاد
ويهيمن على اقتصاد إقليم كردستان قطاعات الزراعة والنفط والصناعة والسياحة. ونظرا لسلام نسبي في المنطقة ان لديها اقتصاد أكثر تطورا بالمقارنة مع أجزاء أخرى من العراق.

### البنية التحتية والنقل
بسبب الدمار الناجم عن حملات الجيش العراقي في عهد صدام حسين وغيره من النظام العراقي السابق، كانت البنية التحتية في إقليم كردستان غير قادرة على تحديث.لكن بعد التأسيس في عام 1991، بدأت حكومة إقليم كردستان مع مشاريع لاعادة اعمار إقليم كردستان. ومنذ ذلك الحين، من جميع القرى 4500 والتي تم تدميرها من قبل نظام صدام حسين "، وقد تم بناؤها 65% من قبل حكومة إقليم كردستان. وعلاوة على ذلك، منذ زوال النظام السابق في عام 2003، حكومة إقليم كردستان قد تمكنت من رفع مستوى لها تقديم الخدمات والبنية التحتية، والتي تم تغيير المشهد الاقتصادي في المنطقة، ويسرت لعدد من المشاريع الاستثمارية.

#### التنقل
ويمكن الدخول إلى منطقة كردستان العراق عن طريق البر والجو. فعن طريق البر، بواسطة طريق تركيا عبر بوابة هابور الحدودية التي تعد البوابة الحدودية الوحيد بين العراق وتركيا. ويمكن الوصول إلى هذه البوابة الحدودية بواسطة حافلة أو سيارة أجرة من المطارات في تركيا في أقرب المطارات من مدينة ماردين أو ديار بكر، وكذلك من إسطنبول أو أنقرة. إن كردستان العراق لديها بوابات حدودية مع إيران، فعلى الحدود توجد منطقة حاجي عمران وهي البوابة الحدودية، وتقع بالقرب من مدينة السليمانية. وكذلك توجد بوابة للحدود مع سوريا والمعروفة باسم بوابة الخابور الحدودية. أما الوصول للمنطقة من داخل العراق، فيمكن الوصول إلى الإقليم عن طريق البر من طرق متعددة.
وقد فتحت كردستان العراق أبوابها أمام العالم الدولي عن طريق فتح اثنين من المطارات الدولية. مطار أربيل الدولي ومطار السليمانية الدولي، والذي على حد سواء بتسيير رحلات جوية إلى الشرق الأوسط وأوروبا. لقد أنفقت حكومة إقليم كردستان الكثير على المطارات لجذب شركات الطيران الدولية، وشركة الخطوط الجوية النمساوية في الوقت الراهن، لوفتهانزا، الاتحاد للطيران والملكية الأردنية وطيران الخليج وطيران الشرق الأوسط، أطلس جيت، وفلاي دبي جميع الخدمات في المنطقة. هناك على الأقل 2 المطارات العسكرية في كردستان العراق.

## الجغرافيا

### الموقع
منطقة كردستان جبلية إلى حد كبير، حيث تبلغ أعلى نقطة فيها 3,611 م (11,847 قدم) المعروفة محليًا باسم جبل شيخا دار («الخيمة السوداء»). وتشمل الجبال في كردستان العراق جبال زاغروس وسنجار وجبال حمرين وجبل نزير وجبل قنديل. هناك العديد من الأنهار التي تمر عبر المنطقة، والتي تتميز بأراضيها الخصبة، والمياه الوفيرة، والطبيعة الخلابة. يتدفق الزاب الكبير والزاب الصغير من الغرب إلى الغرب في المنطقة. نهر دجلة يدخل كردستان العراق من كردستان التركية.
إن الطبيعة الجبلية لكردستان العراق، والفرق في درجات الحرارة في مناطقها المختلفة، وثروتها المائية تجعل منها أرضًا زراعية وسياحية. بحيرة دوكان هي أكبر بحيرة في المنطقة. هناك أيضًا العديد من البحيرات الصغيرة، مثل بحيرة دربندخان وسد دهوك. الأجزاء الغربية والجنوبية من إقليم كردستان ليست جبلية مثل الشرق. بدلا من ذلك، هو التلال والسهول المتداول عن طريق النباتات.

### البيئة
وتشمل النباتات في المنطقة، التنوب، البلوط، الصنوبريات، البلاتانوس، الصفصاف، أشجار الزيتون، الحور، الزعرور، الطائرة الشرقية، الكرز البرقوق، الوركين الوردية، أشجار الفستق، الوردية، الكمثرى، الرماد الجبلي والصنوبر التركي. الصحراء في الجنوب هي في معظمها السهوب وستتميز بنباتات إكسيريك مثل أشجار النخيل، والتاماريس، ونخيل التمر، وفراكسينوس، وبوا، والأفسنتين الأبيض، وchenopodiaceae. [16] [17] .وأكدت جهات ومنظمات معنية بالبيئة في إقليم كردستان العراق في نوفمبر 2023 أن نسب المساحات المزروعة بالأشجار في معظم المناطق، لا تتجاوز 10%.
الحيوانات الموجودة في المنطقة تشمل الدب البني السوري، الخنزير البري، الذئب الرمادي، ابن آوى الذهبي، النمس الهندي المتوج، الثعلب الأحمر، الغزال الغضروفي، الثعلب الأوراسي، الضبع المخطط، غزال الريم، الباذنجان، المنغر، وسلاحف الفرات سوفتشيل. [ 18]
تشمل أنواع الطيور، الحطام الذي يمكن رؤيته، الغراب الغربي، شواذ أحمر فاتح، غراب مقنع، سهرة أوروبية، ذراع فرك ذي ذيل رخامي، صرخة ملثمة، ورجاء الصخور. [19] [20]

### المناخ
نظرًا لخط العرض والارتفاع، فإن كردستان العراق أكثر برودة ورطوبة من بقية العراق. تقع معظم المناطق في المنطقة ضمن المنطقة المناخية المتوسطية، مع مناطق في الجنوب الغربي مع شبه قاحلة. نظرًا لكون فصل الصيف أقل تطرفًا، فإن آلاف السياح من المناطق الأكثر حرارة في العراق يأتون إلى المنطقة في هذا الموسم. [21]
على الرغم من سمعتها في الصيف «المعتدل»، فإنها لا تزال شديدة الحرارة للمعايير غير العراقية، على الرغم من أن متوسط درجة الحرارة يتراوح من 35 درجة مئوية (95 درجة فهرنهايت) إلى المناطق الشمالية الأكثر برودة في 40 درجة مئوية (104 فهرنهايت) أدنى مستويات في منتصف 30 (70 درجة فهرنهايت) إلى 24 درجة مئوية (75 درجة فهرنهايت). ومع ذلك، فإن فصول الشتاء أكثر برودة من مناطق أخرى في العراق، حيث تتراوح المعدلات بين 9 درجات مئوية (48 درجة فهرنهايت) و11 درجة مئوية (52 درجة فهرنهايت) وانخفاضها مع بعض المناطق في حدود 3 درجات مئوية (37 درجة فهرنهايت). والتجمد في الآخرين، وتراجع إلى -2 درجة مئوية (28 درجة فهرنهايت) و0 درجة مئوية (32 درجة فهرنهايت) في المتوسط. ستكون الأماكن المرتفعة مثل قمم الجبال أكثر برودة.
في مدن أخرى في الجدول أدناه، تشهد سوران وشقلاوة وحلبجة أيضًا أدنى مستوياتها أقل من 0 درجة مئوية (32 درجة فهرنهايت) في الشتاء. تتمتع دهوك بأطول صيف في المنطقة بمتوسط 42 درجة مئوية (108 درجة فهرنهايت). في المنطقة، بعض المناطق ترى الأمطار منخفضة تصل إلى 500 ملم (20 بوصة) في أربيل إلى 900 ملم (35 بوصة) كأماكن مثل العمادية. تسقط معظم الأمطار في الشتاء والربيع، وعادة ما تكون ثقيلة. الصيف وأوائل الخريف جافة عمليا. الربيع هو فاترة إلى حد ما. تشهد كردستان العراق تساقط الثلوج في بعض الأحيان في الشتاء، والصقيع شائع جدا. هناك تأخر موسمي في بعض الأماكن في الصيف، مع درجات حرارة تصل إلى حوالي آب/أغسطس وأيلول/سبتمبر.
| البيانات المناخية لـأربيل                                                 | البيانات المناخية لـأربيل | البيانات المناخية لـأربيل | البيانات المناخية لـأربيل | البيانات المناخية لـأربيل | البيانات المناخية لـأربيل | البيانات المناخية لـأربيل | البيانات المناخية لـأربيل | البيانات المناخية لـأربيل | البيانات المناخية لـأربيل | البيانات المناخية لـأربيل | البيانات المناخية لـأربيل | البيانات المناخية لـأربيل | البيانات المناخية لـأربيل |
| الشهر                                                                     | يناير                     | فبراير                    | مارس                      | أبريل                     | مايو                      | يونيو                     | يوليو                     | أغسطس                     | سبتمبر                    | أكتوبر                    | نوفمبر                    | ديسمبر                    | المعدل السنوي             |
| ------------------------------------------------------------------------- | ------------------------- | ------------------------- | ------------------------- | ------------------------- | ------------------------- | ------------------------- | ------------------------- | ------------------------- | ------------------------- | ------------------------- | ------------------------- | ------------------------- | ------------------------- |
| الدرجة القصوى °م (°ف)                                                     | 20 (68)                   | 27 (81)                   | 30 (86)                   | 34 (93)                   | 42 (108)                  | 44 (111)                  | 48 (118)                  | 49 (120)                  | 45 (113)                  | 39 (102)                  | 31 (88)                   | 24 (75)                   | 49 (120)                  |
| متوسط درجة الحرارة الكبرى °م (°ف)                                         | 12.4 (54.3)               | 14.2 (57.6)               | 18.1 (64.6)               | 24 (75)                   | 31.5 (88.7)               | 38.1 (100.6)              | 42 (108)                  | 41.9 (107.4)              | 37.9 (100.2)              | 30.7 (87.3)               | 21.2 (70.2)               | 14.4 (57.9)               | 27.2 (81.0)               |
| المتوسط اليومي °م (°ف)                                                    | 7.4 (45.3)                | 8.9 (48.0)                | 12.4 (54.3)               | 17.5 (63.5)               | 24.1 (75.4)               | 29.7 (85.5)               | 33.4 (92.1)               | 33.1 (91.6)               | 29 (84)                   | 22.6 (72.7)               | 15 (59)                   | 9.1 (48.4)                | 20.2 (68.3)               |
| متوسط درجة الحرارة الصغرى °م (°ف)                                         | 2.4 (36.3)                | 3.6 (38.5)                | 6.7 (44.1)                | 11.1 (52.0)               | 16.7 (62.1)               | 21.4 (70.5)               | 24.9 (76.8)               | 24.4 (75.9)               | 20.1 (68.2)               | 14.5 (58.1)               | 8.9 (48.0)                | 3.9 (39.0)                | 13.2 (55.8)               |
| أدنى درجة حرارة °م (°ف)                                                   | −4 (25)                   | −6 (21)                   | −1 (30)                   | 3 (37)                    | 6 (43)                    | 10 (50)                   | 13 (55)                   | 17 (63)                   | 11 (52)                   | 4 (39)                    | −2 (28)                   | −2 (28)                   | −6 (21)                   |
| الهطول مم (إنش)                                                           | 111 (4.4)                 | 97 (3.8)                  | 89 (3.5)                  | 69 (2.7)                  | 26 (1.0)                  | 0 (0)                     | 0 (0)                     | 0 (0)                     | 0 (0)                     | 12 (0.5)                  | 56 (2.2)                  | 80 (3.1)                  | 540 (21.2)                |
| متوسط أيام هطول الأمطار                                                   | 9                         | 9                         | 10                        | 9                         | 4                         | 1                         | —                         | —                         | 1                         | 3                         | 6                         | 10                        | —                         |
| متوسط الأيام المثلجة                                                      | 1                         | 0                         | —                         | 0                         | 0                         | 0                         | 0                         | 0                         | 0                         | 0                         | 0                         | —                         | —                         |
| متوسط الرطوبة النسبية (%)                                                 | 74.5                      | 70                        | 65                        | 58.5                      | 41.5                      | 28.5                      | 25                        | 27.5                      | 30.5                      | 43.5                      | 60.5                      | 75.5                      | 50.0                      |
| المصدر #1: المناخ البيانات, بلدي الطقس لسجلات والرطوبة والثلوج وهطول أيام |                           |                           |                           |                           |                           |                           |                           |                           |                           |                           |                           |                           |                           |
| المصدر #2: ما هو الطقس مثل, أربيل                                         |                           |                           |                           |                           |                           |                           |                           |                           |                           |                           |                           |                           |                           |

## التقسيمات الإدارية

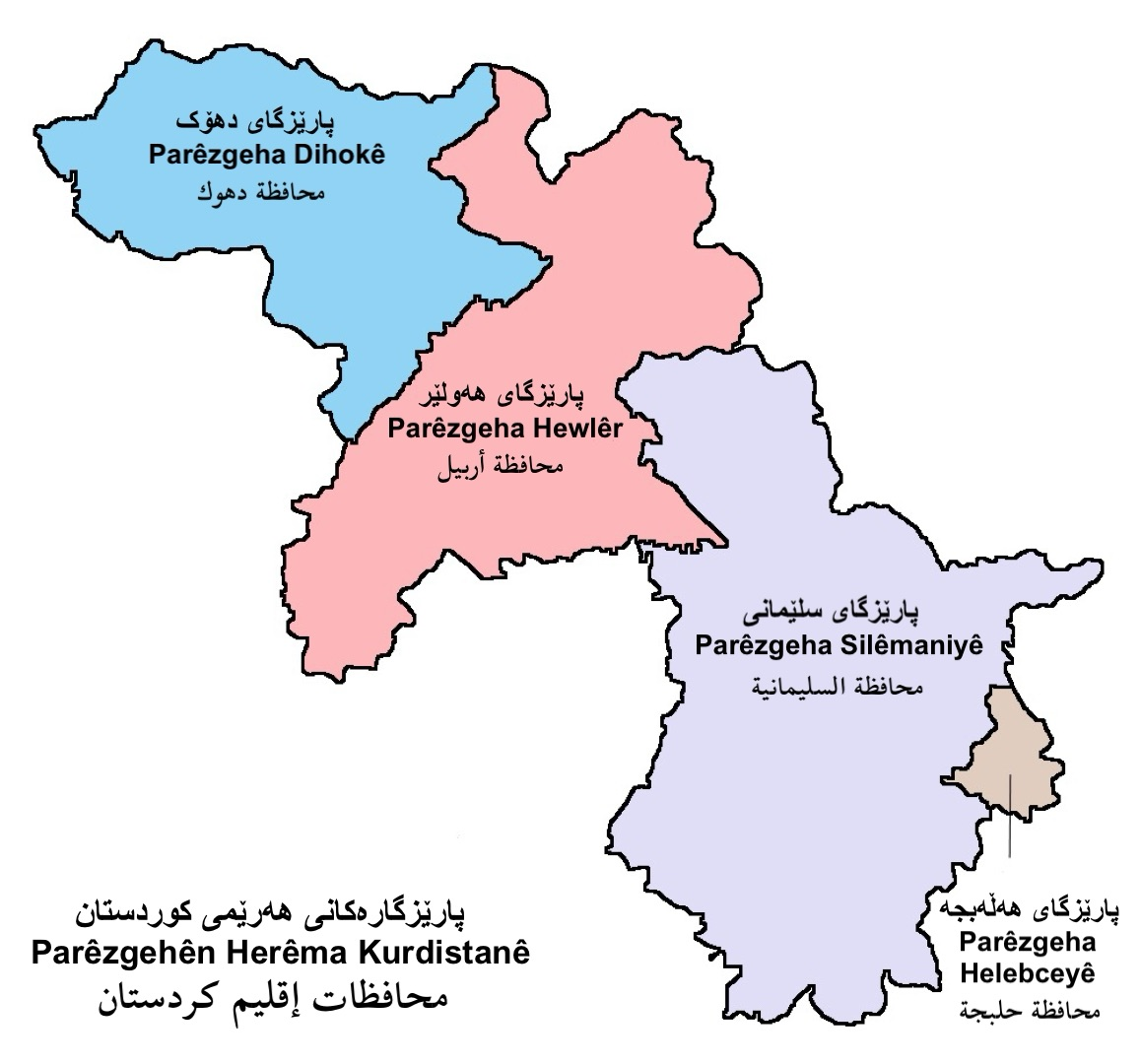
محافظات إقليم كردستان العراق باللغة العربية والكردية السورانية والكرمانجية

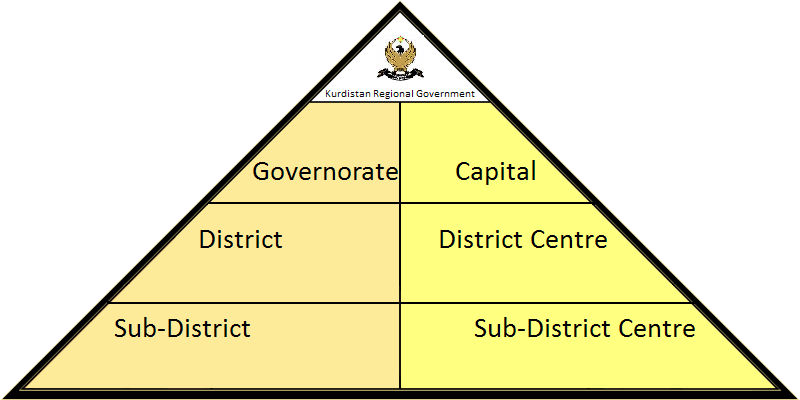
مستويات التقسيمات الإدارية لكردستان.

تنقسم الإقليم إلى أربع محافظات (بالكردية: پارێزگا، Parêzgeh) وهم دهوك وأربيل والسليمانية وحلبجة. وينقسم كل من هذه المحافظات إلى المناطق مع ما مجموعه 26 مقاطعة. وتنقسم كل منطقة إلى مناطق فرعية. المحافظات لديها العاصمة، بينما المناطق والأحياء الفرعية لها من مراكز المقاطعات. هناك خلاف قائمة بين الحكومة العراقية والحكومة الإقليمية الكردية حول المناطق المتنازع عليها.
- محافظات كردستان العراق:

1. محافظة السليمانية
2. محافظة أربيل
3. محافظة دهوك
4. محافظة حلبجة

### المدن
لدى إقليم كردستان العراق أعداد متزايدة من السكان في المناطق الحضرية ولا تزال هناك أعداد كبيرة تسكن في المناطق الريفية. القائمة التالية هي قائمة غير كاملة من أكبر المدن في المحافظات الثلاث التي هي حاليا بحكم القانون وبحكم الواقع تحت سيطرة حكومة إقليم كردستان.

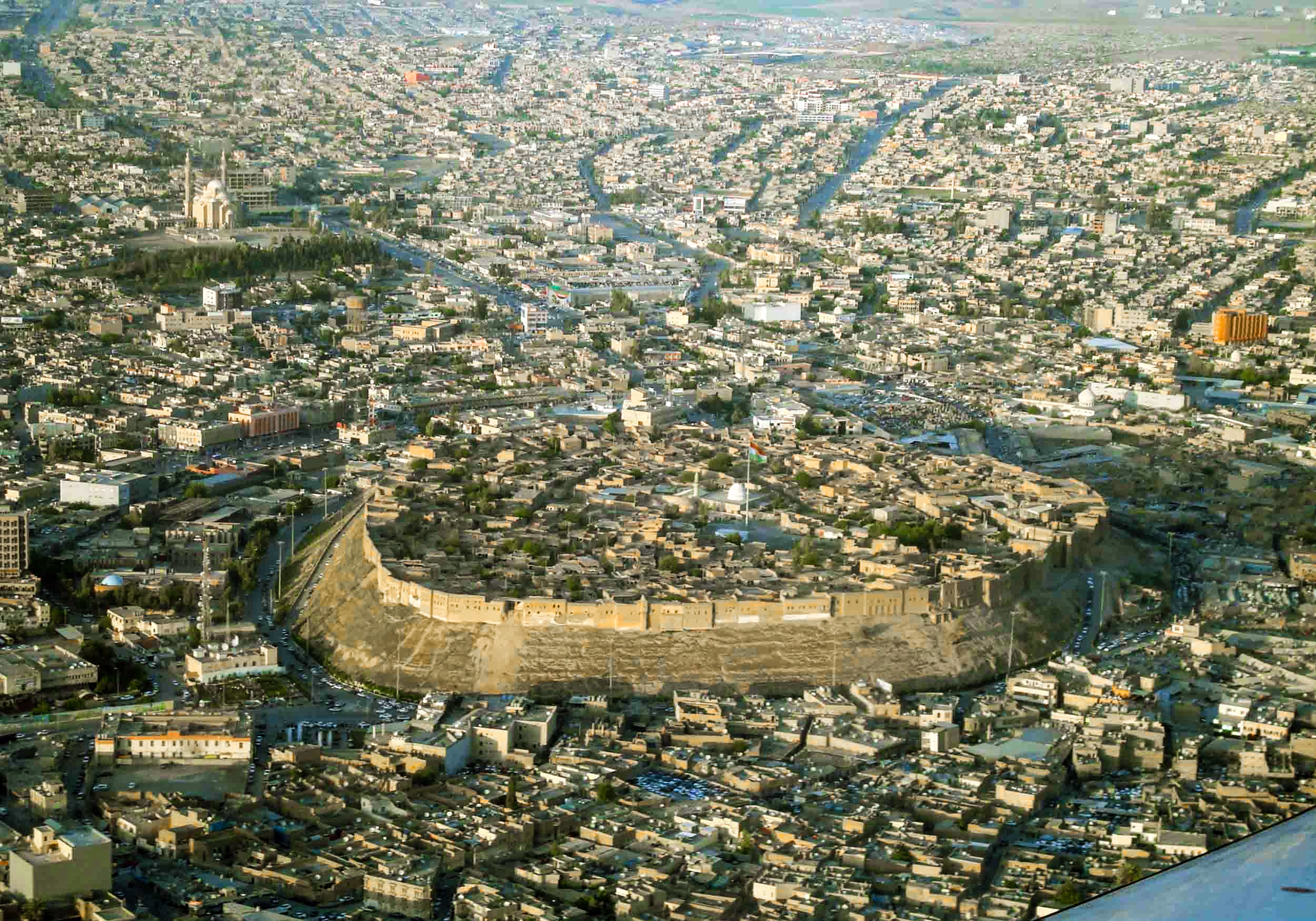
العاصمة أربيل

## معرض الصور

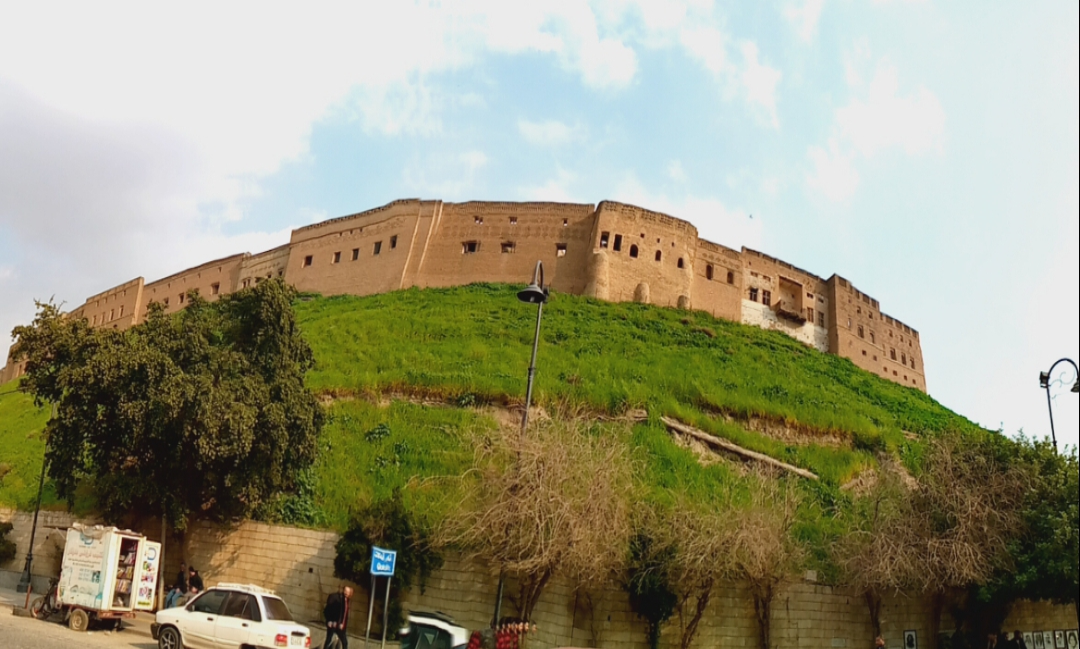
قلعة أربيل
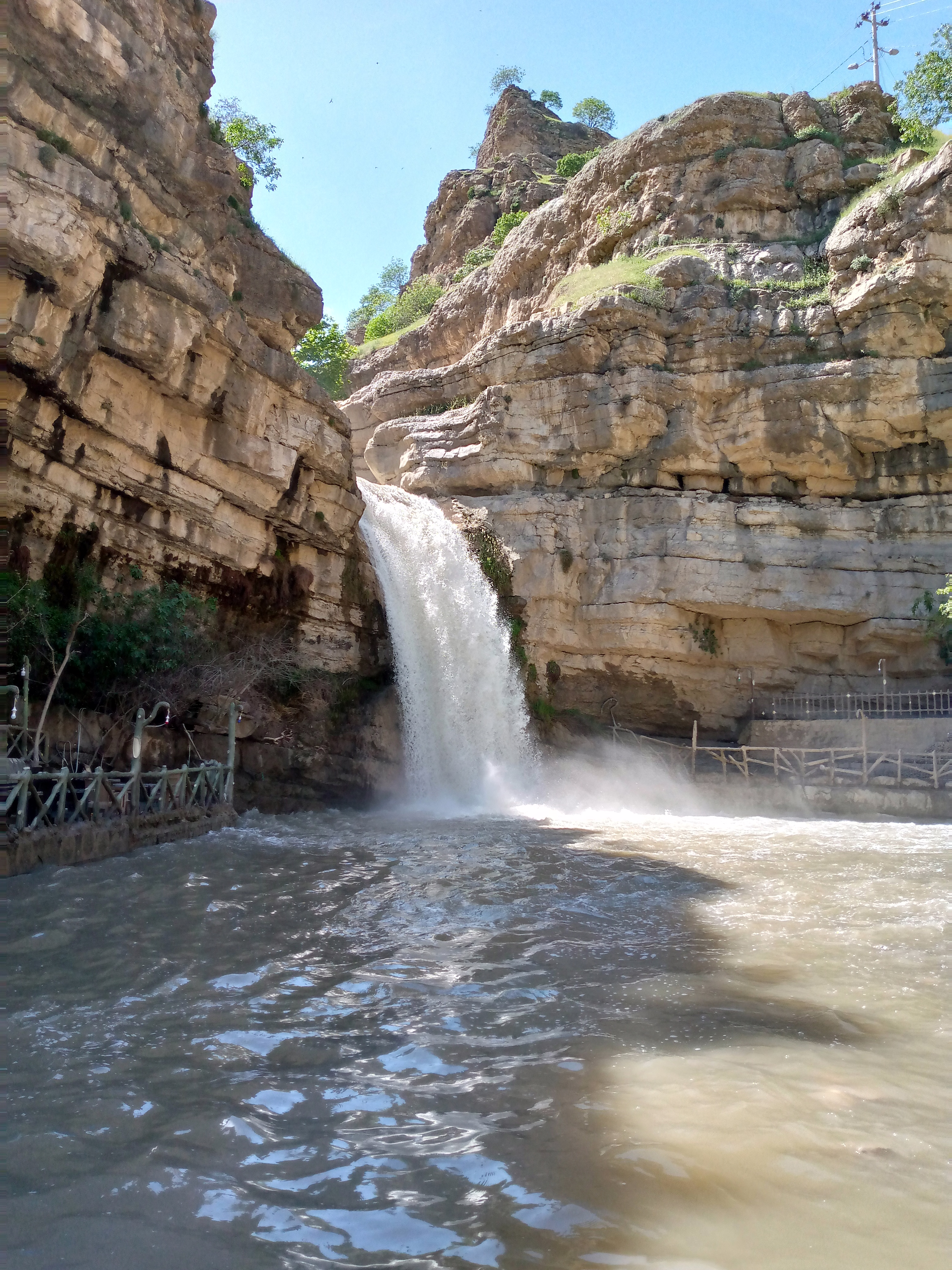
شلال كلي علي بك
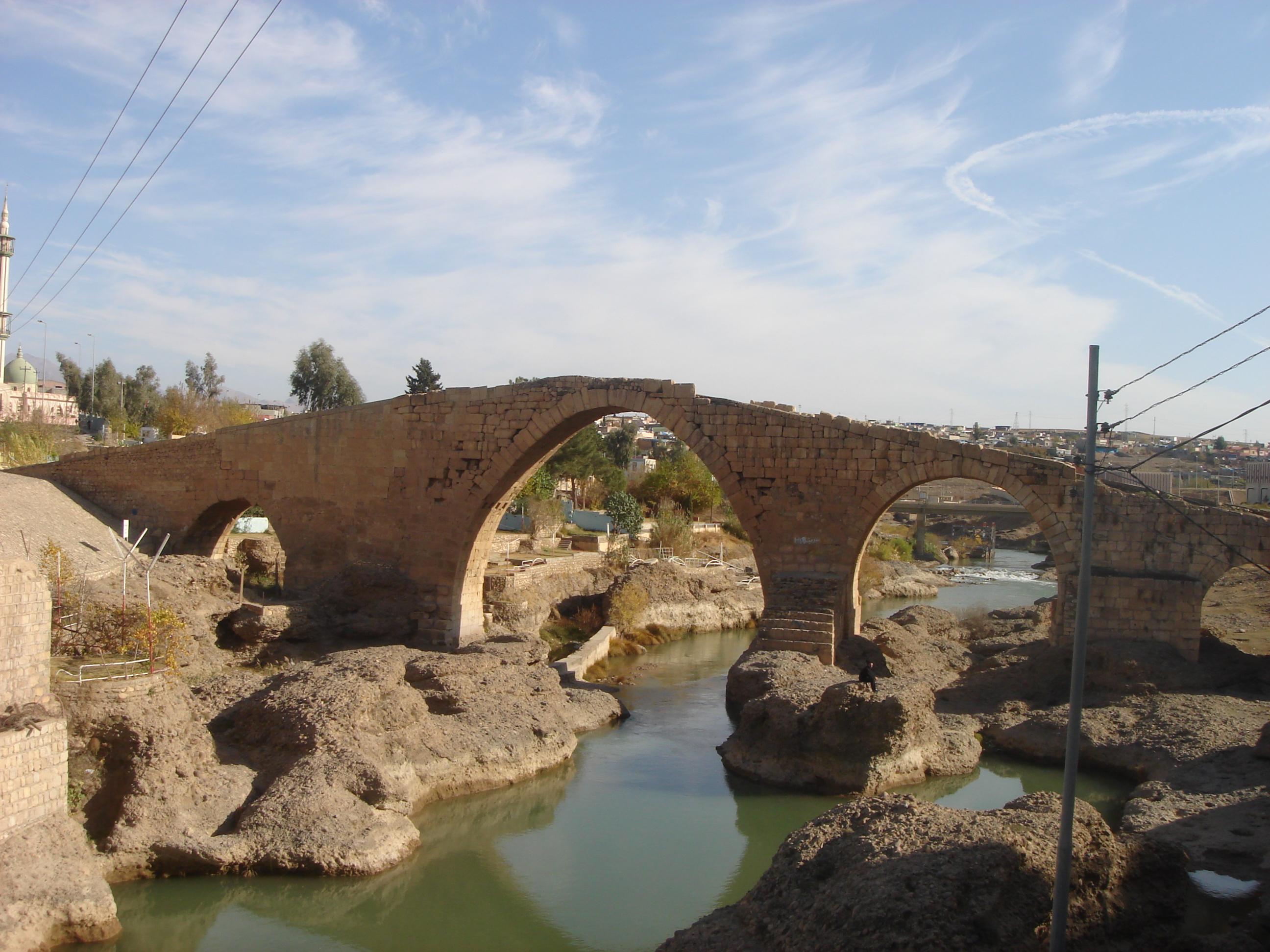
جسر دلال في زاخو
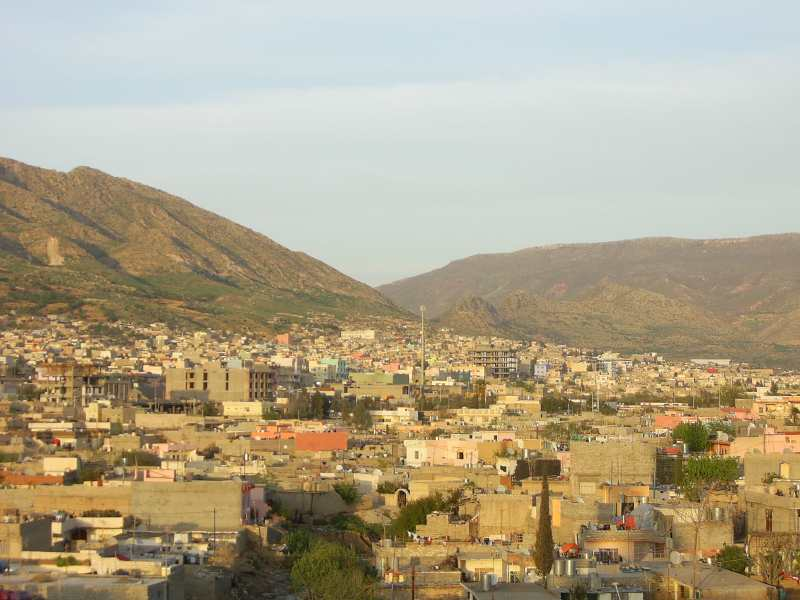
دهوك
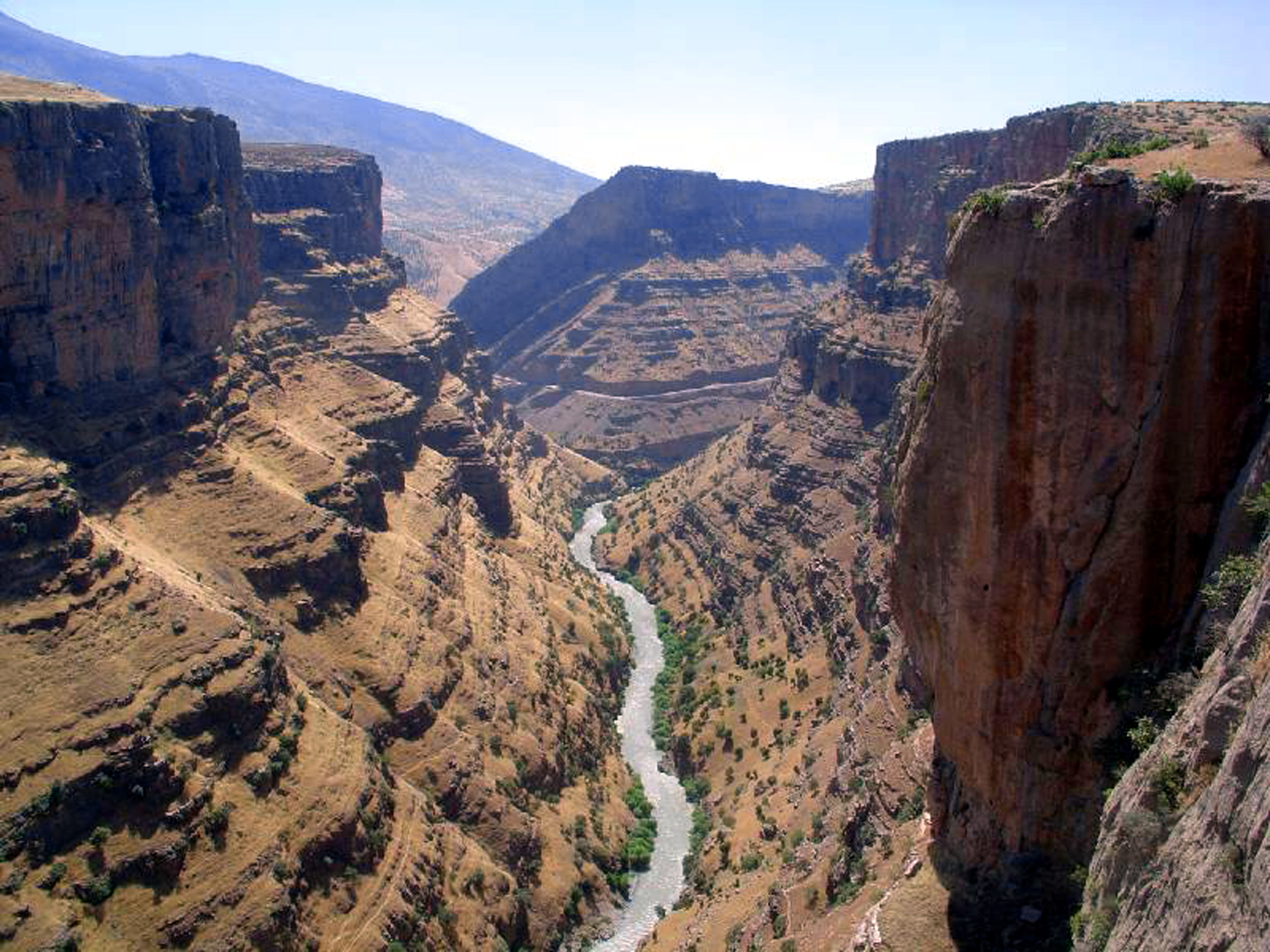
الوادي بالقرب من مدينة راوندوز
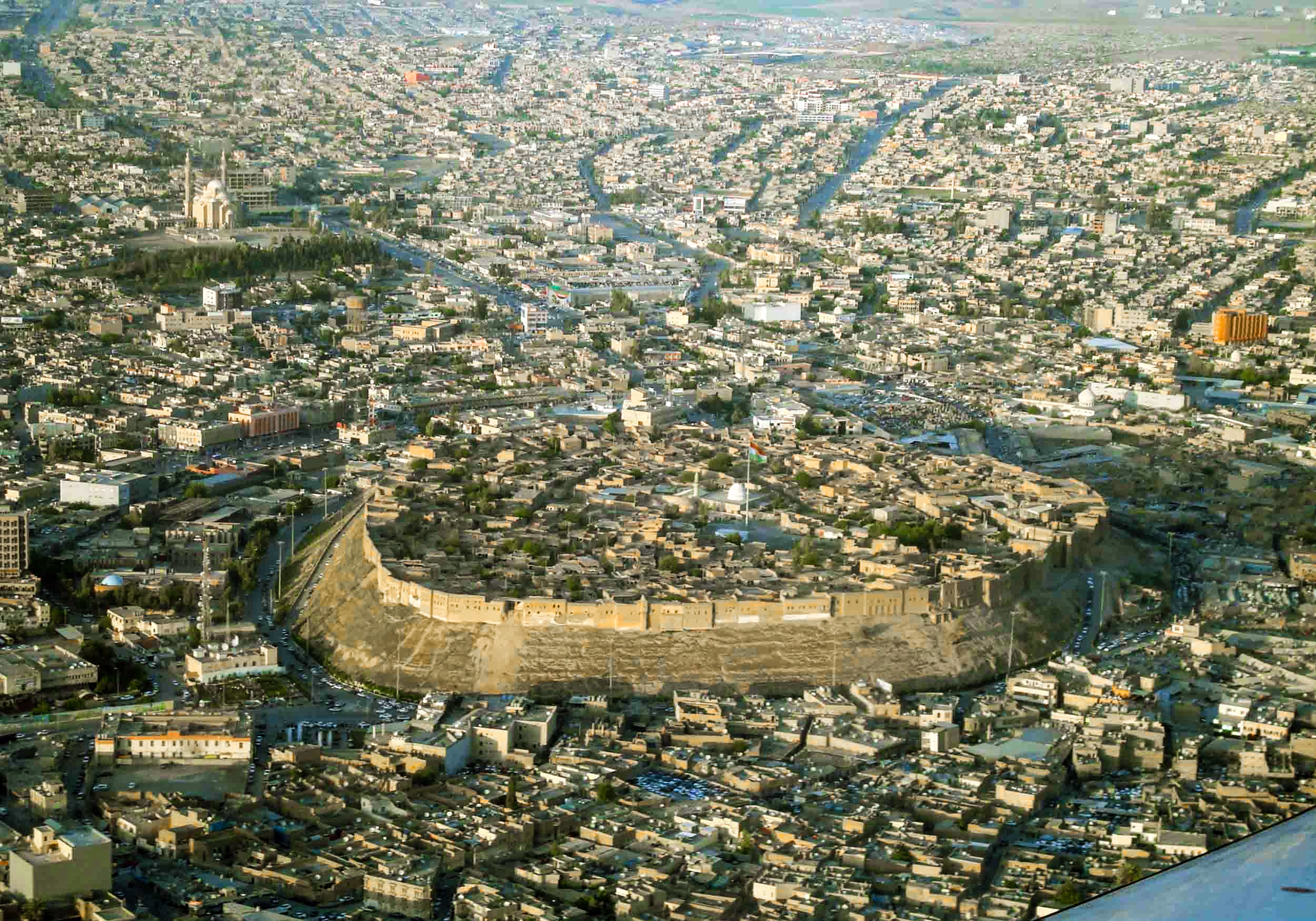
أربيل
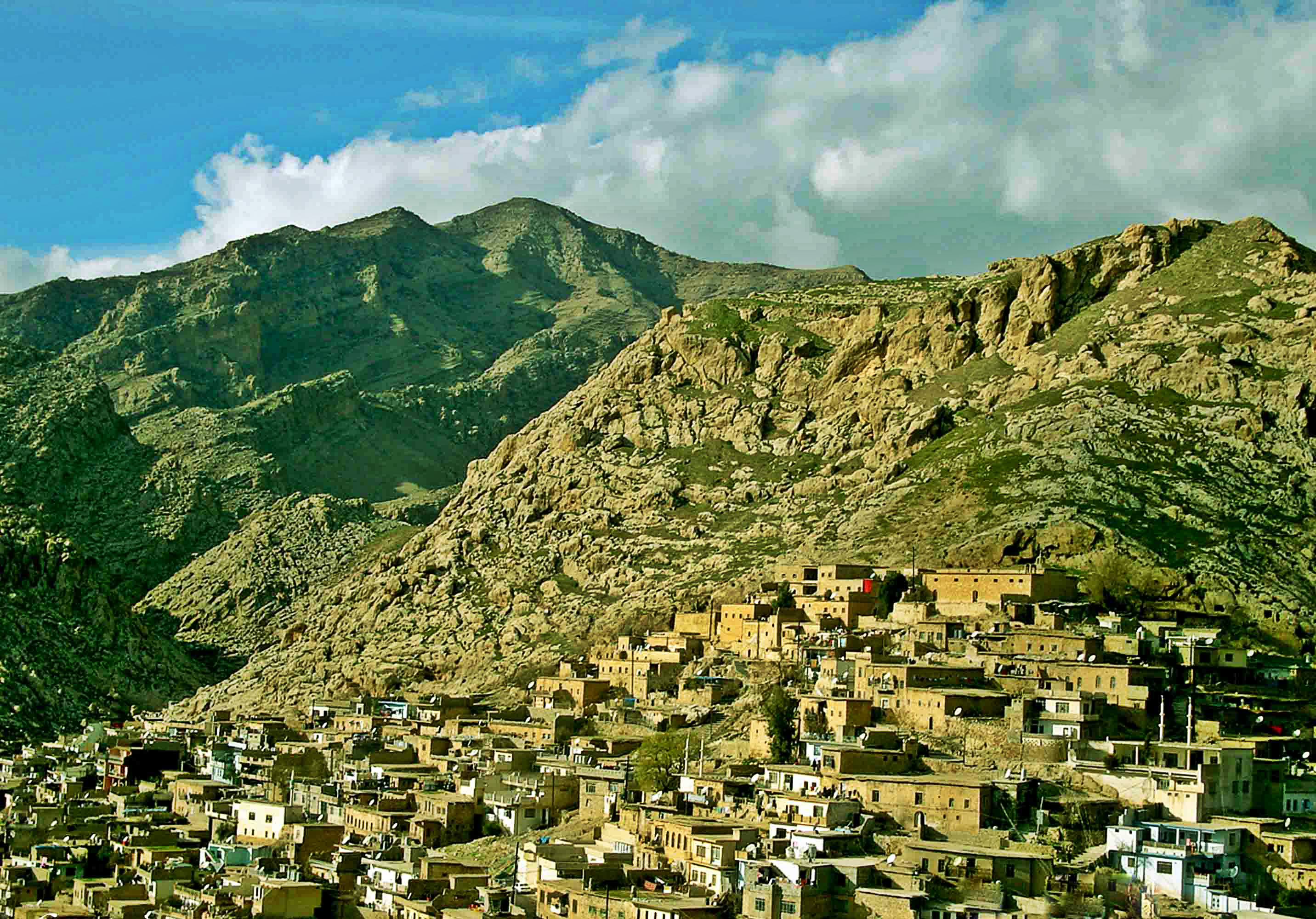
عقرة
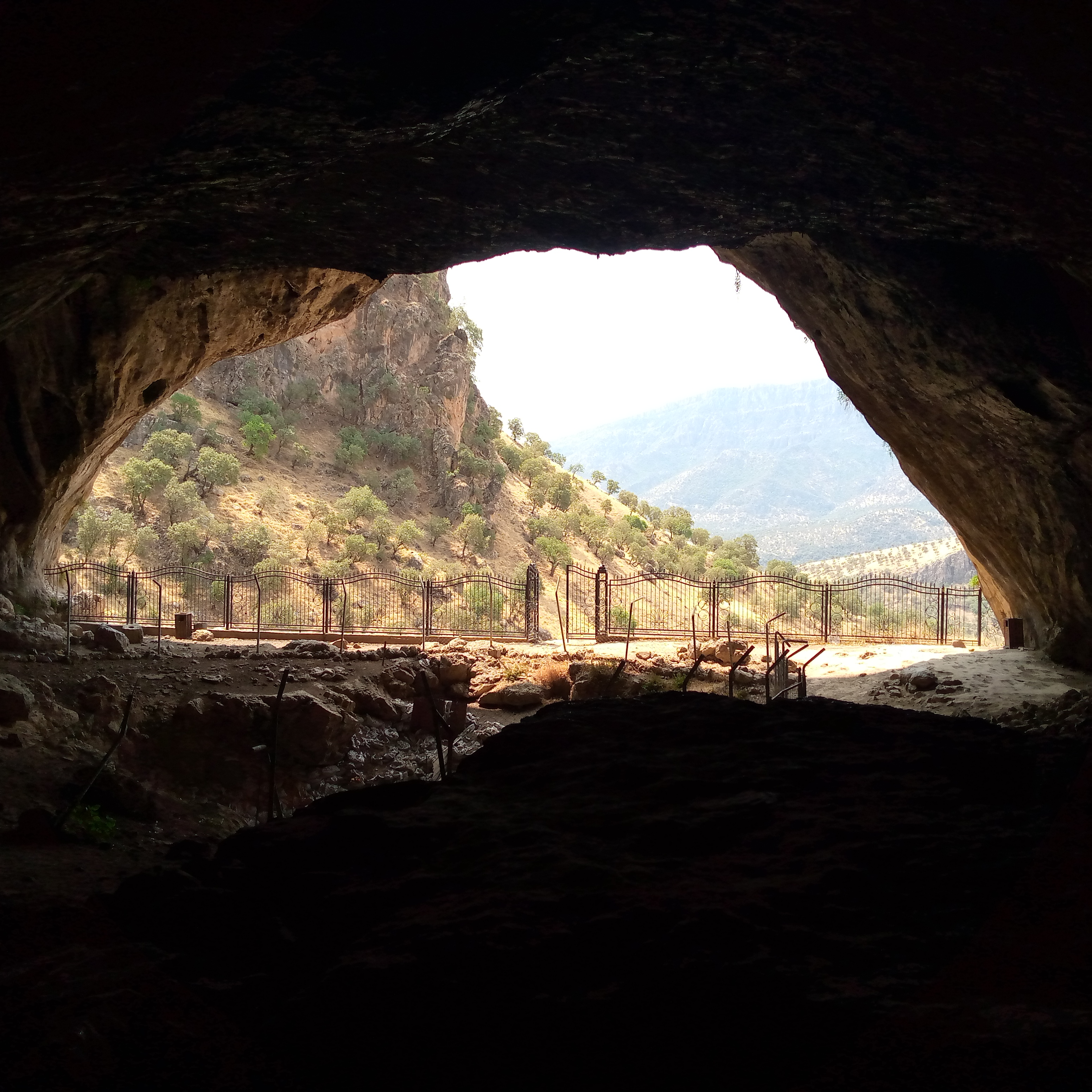
كهف شاندر
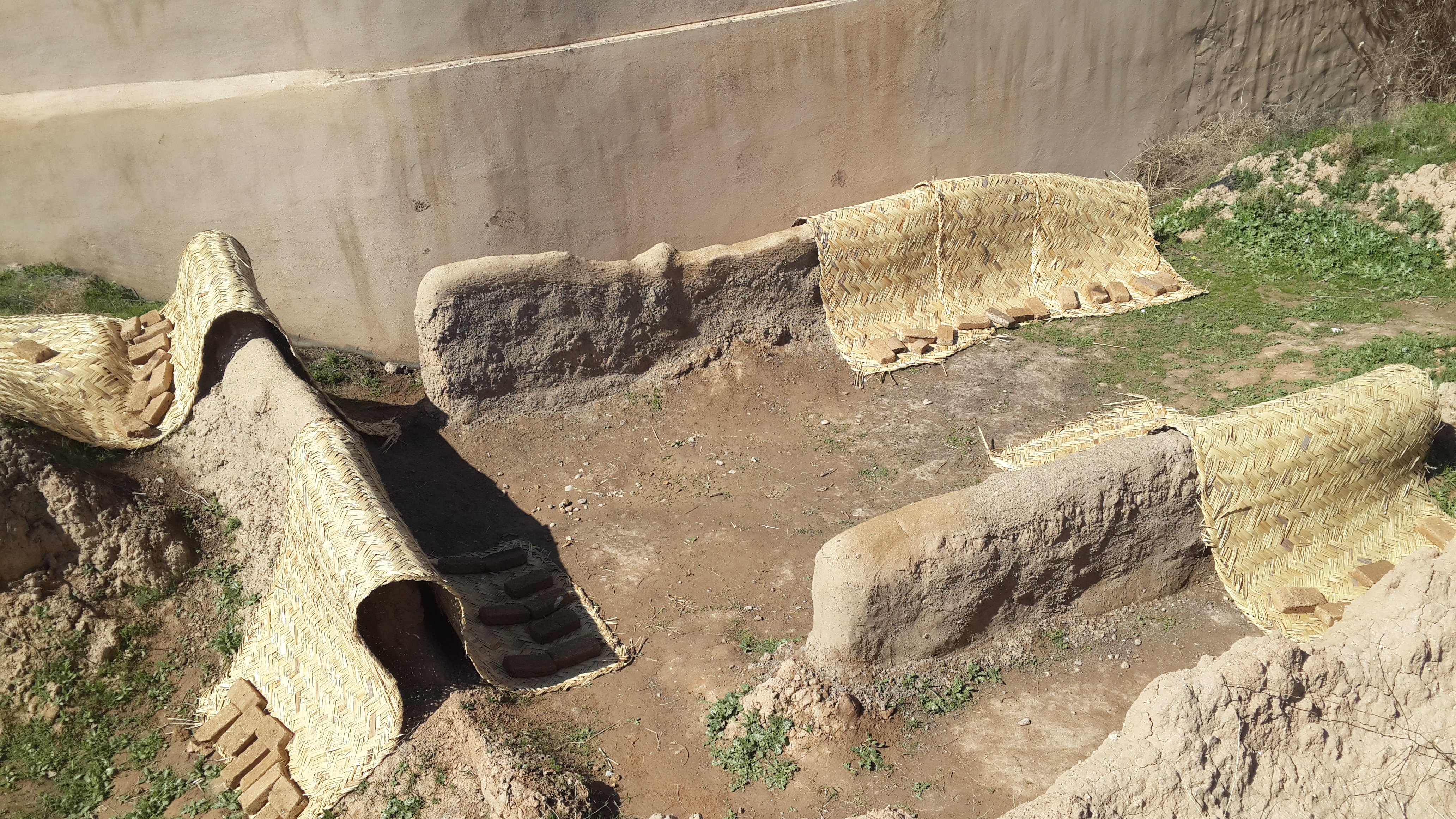
تل قالينج آغا
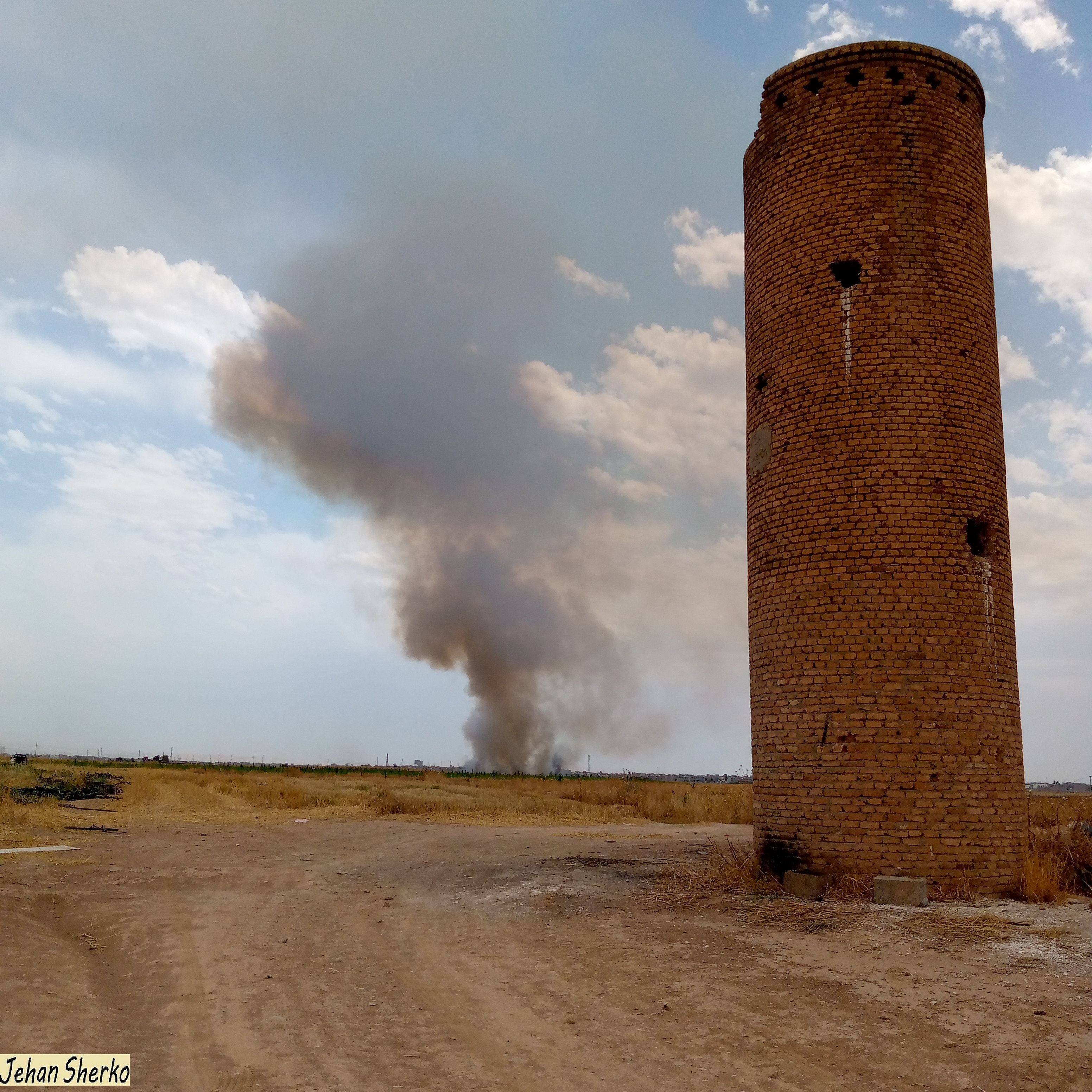
مطحنة قرية عزة في أربيل
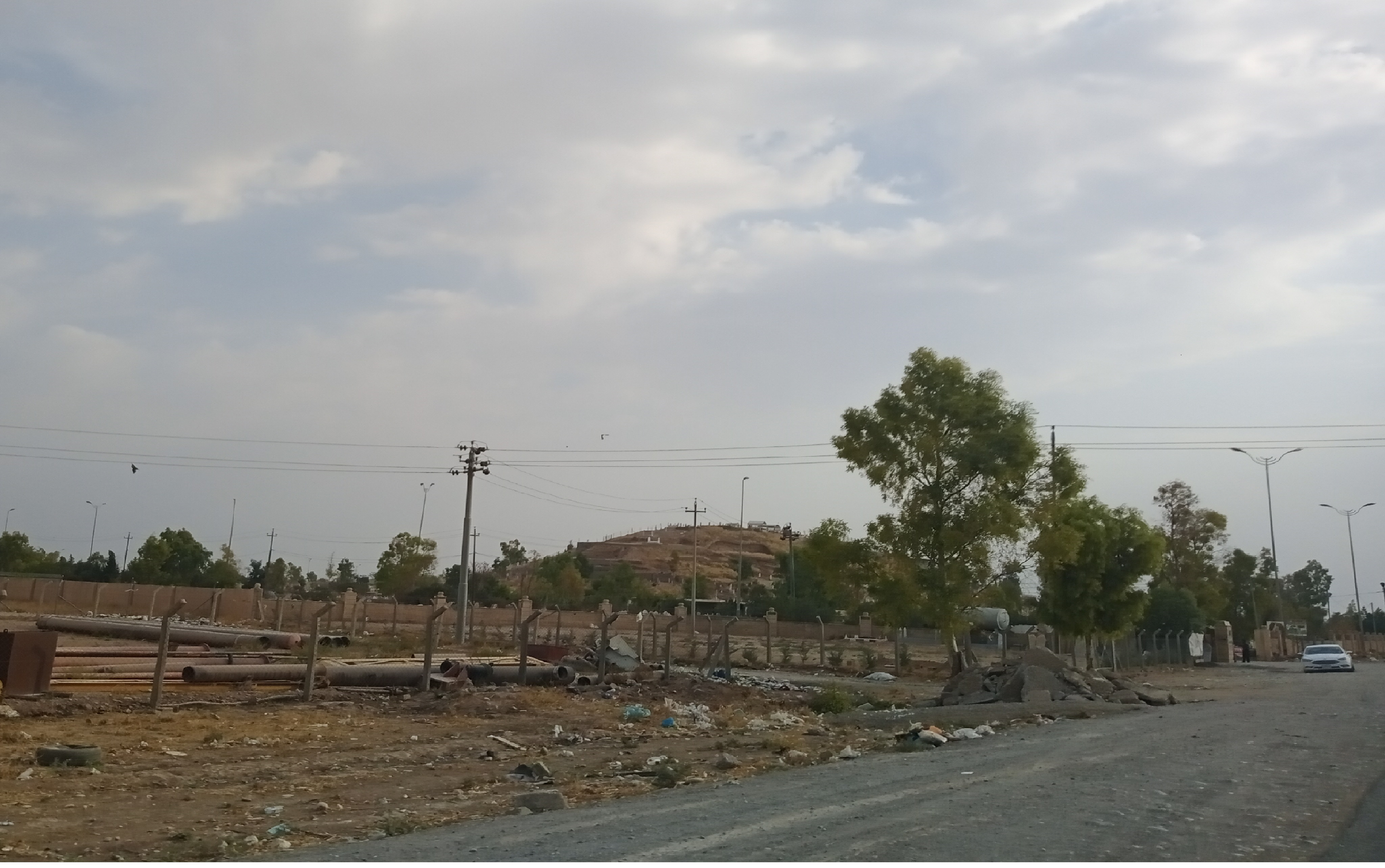
تل بيرداود
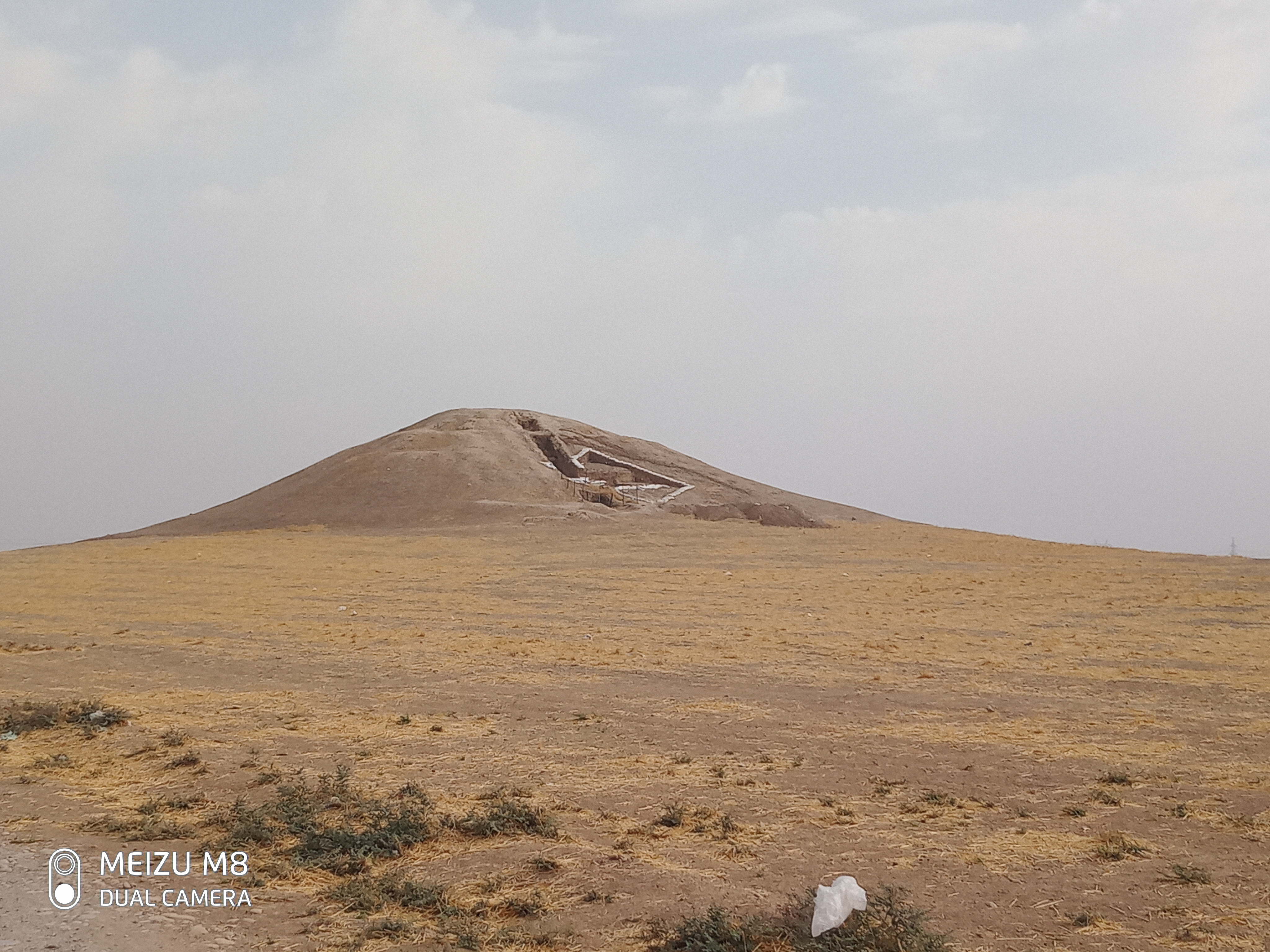
تل سوريزة
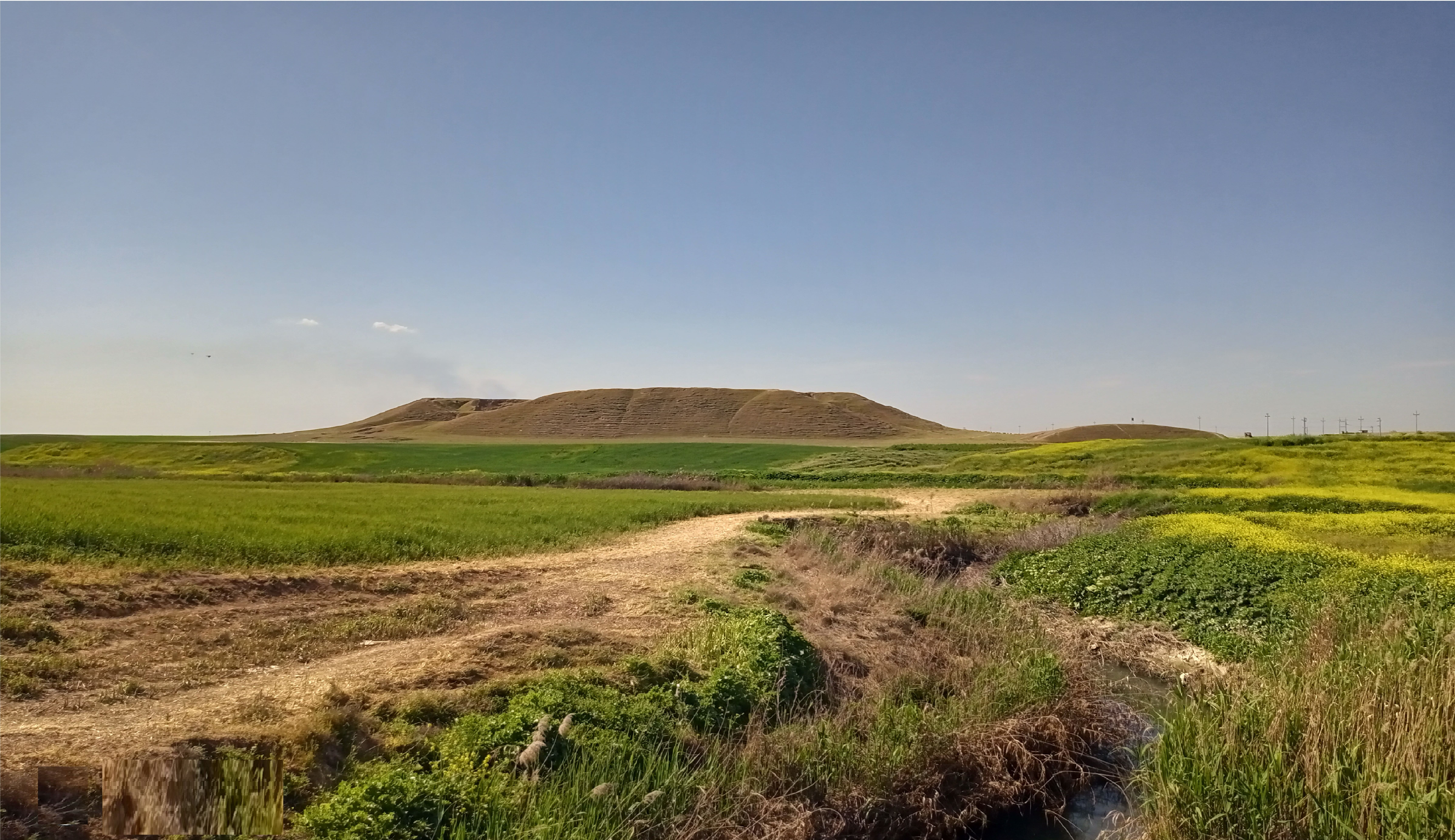
تل قصر شمامك
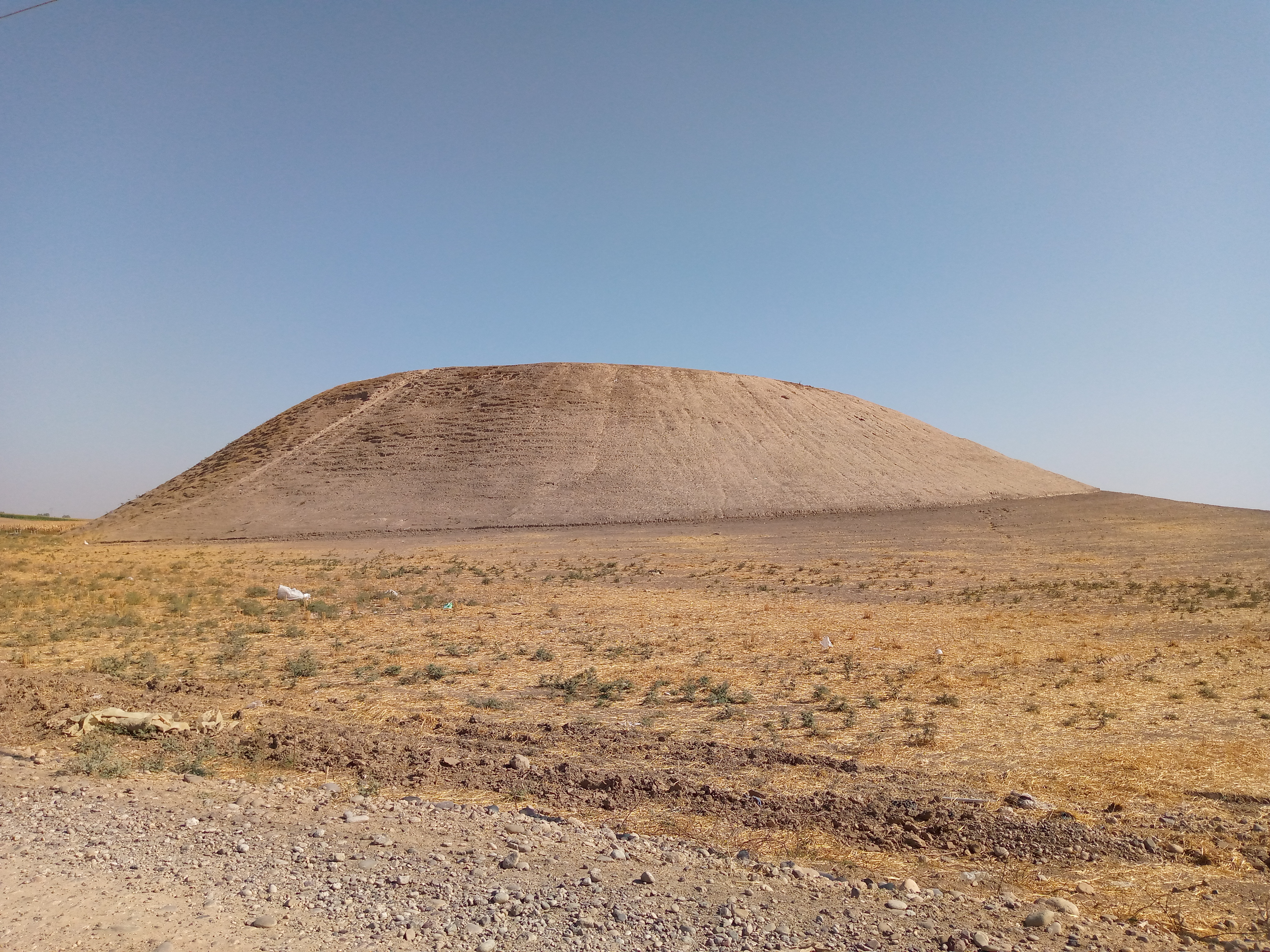
تل علياوا
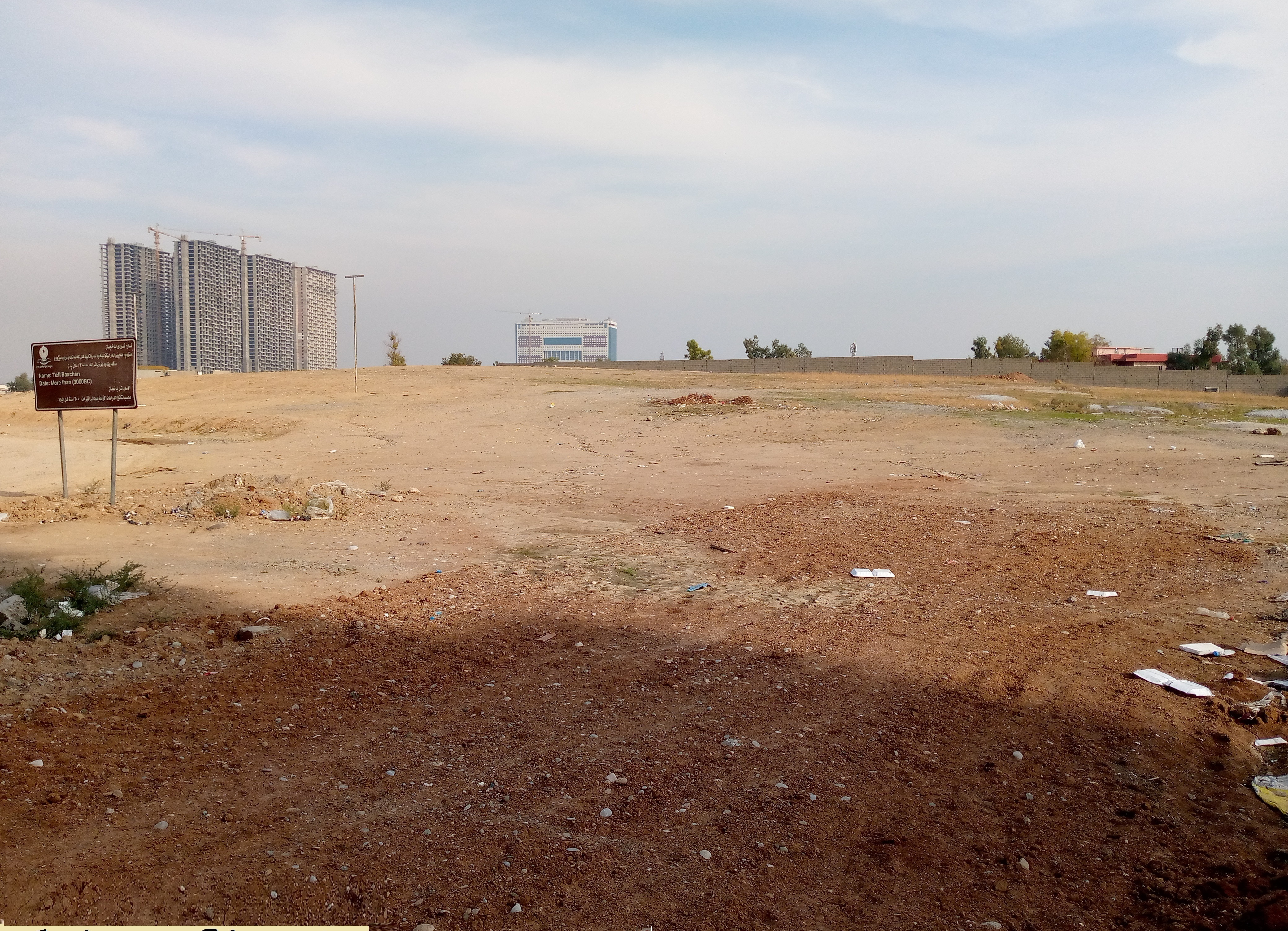
تل باخجان
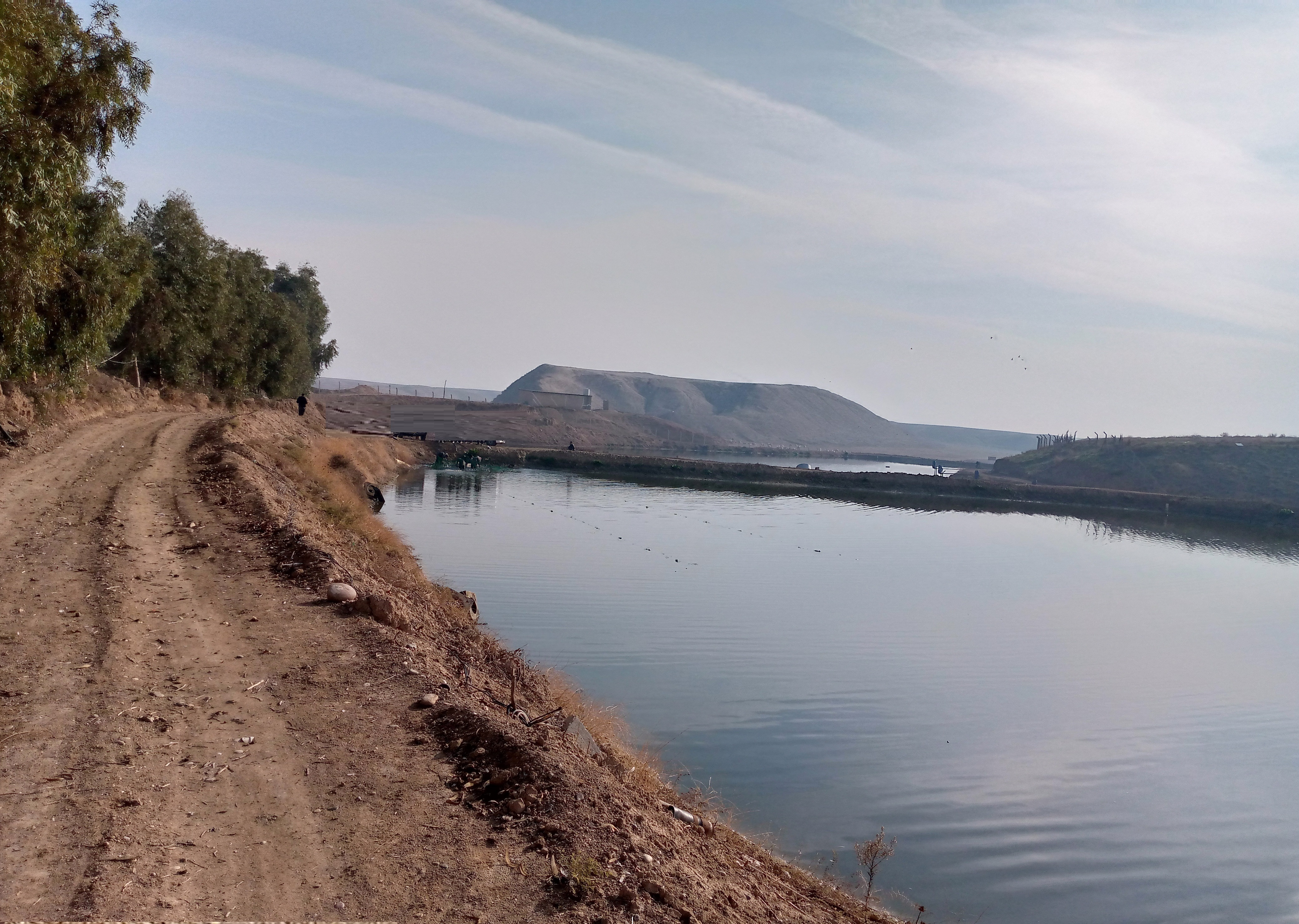
تل عوينة
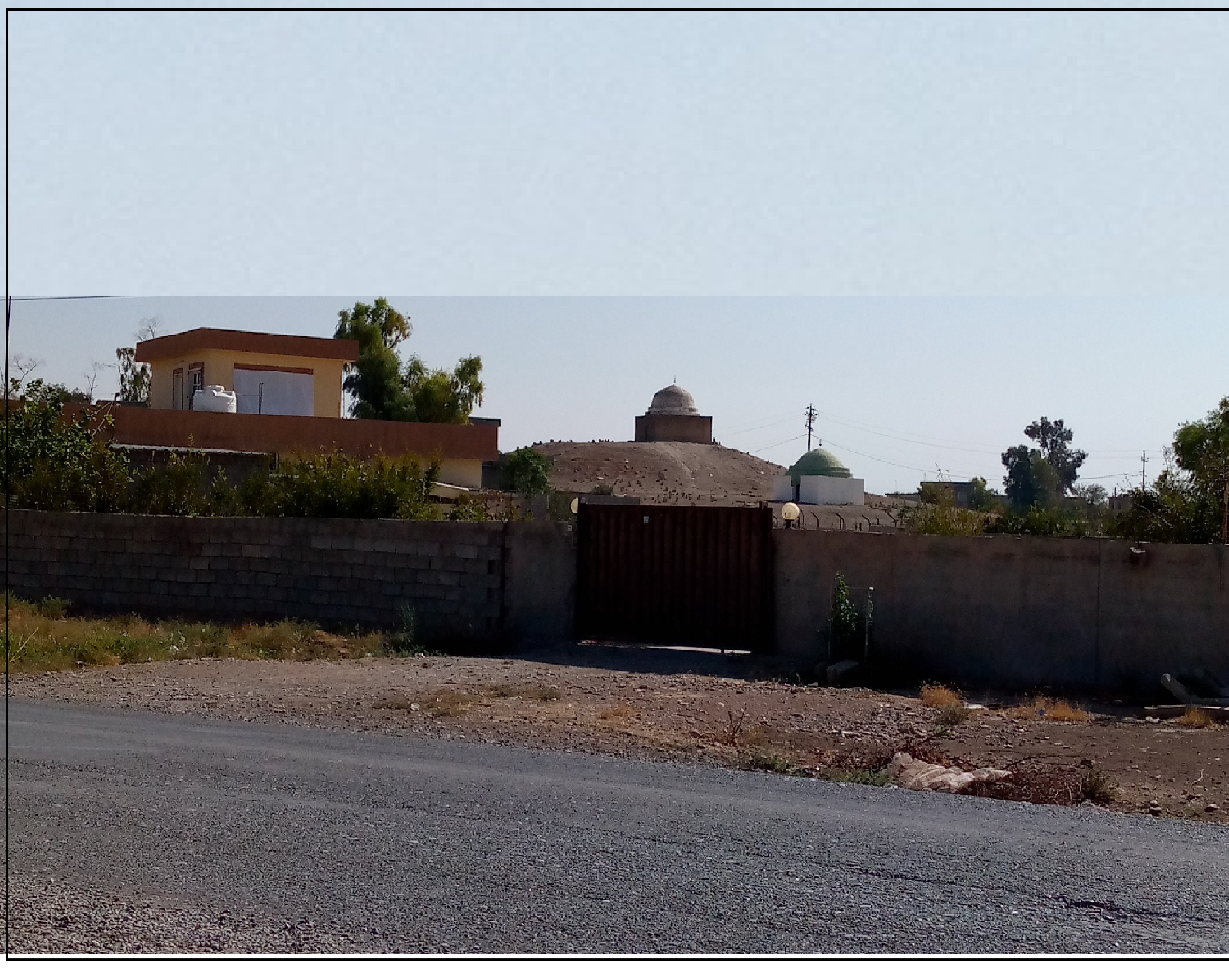
تل عازبان
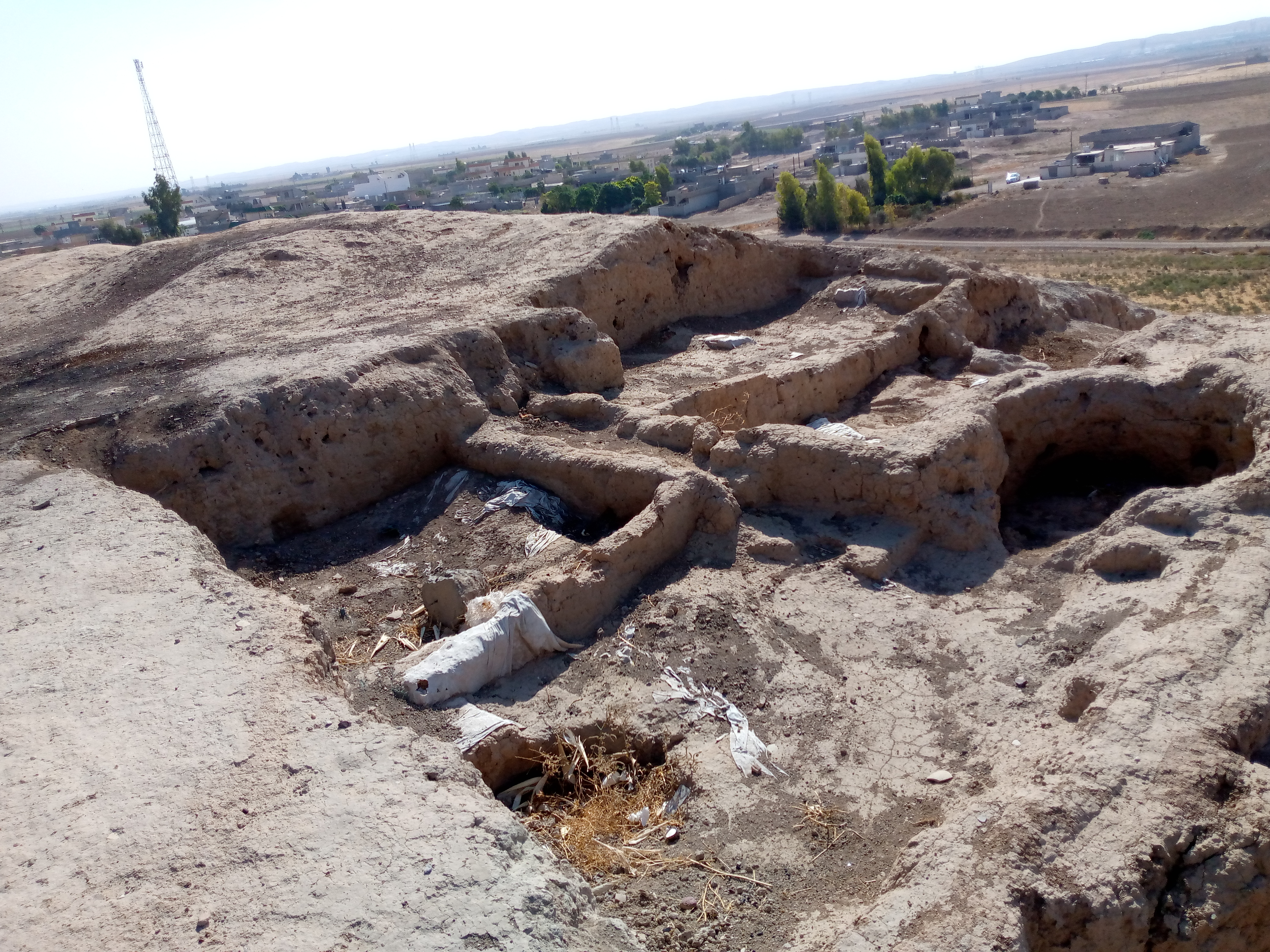
اطلال تل هيلاوة
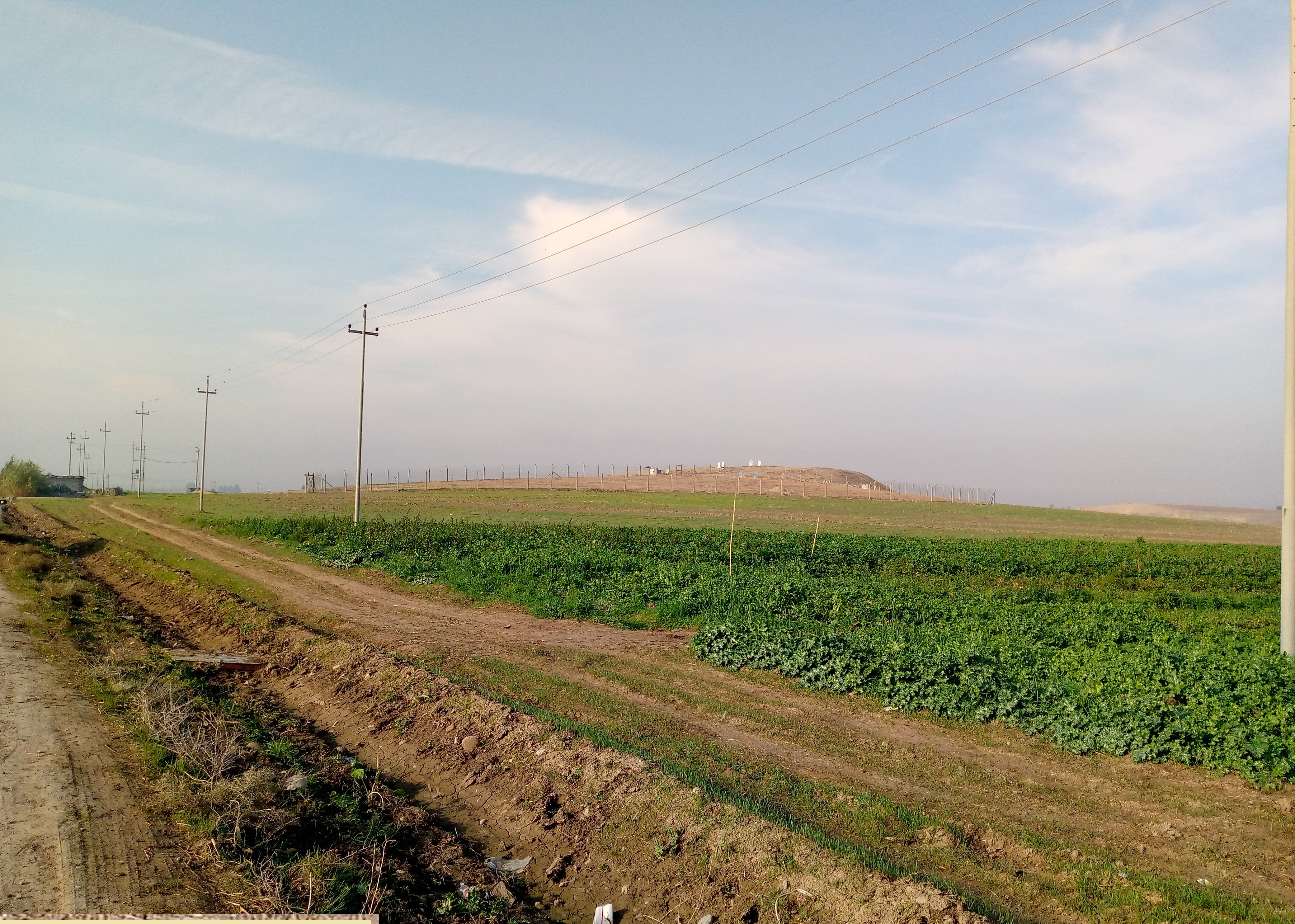
تل ملا محمود ( دلوكول)
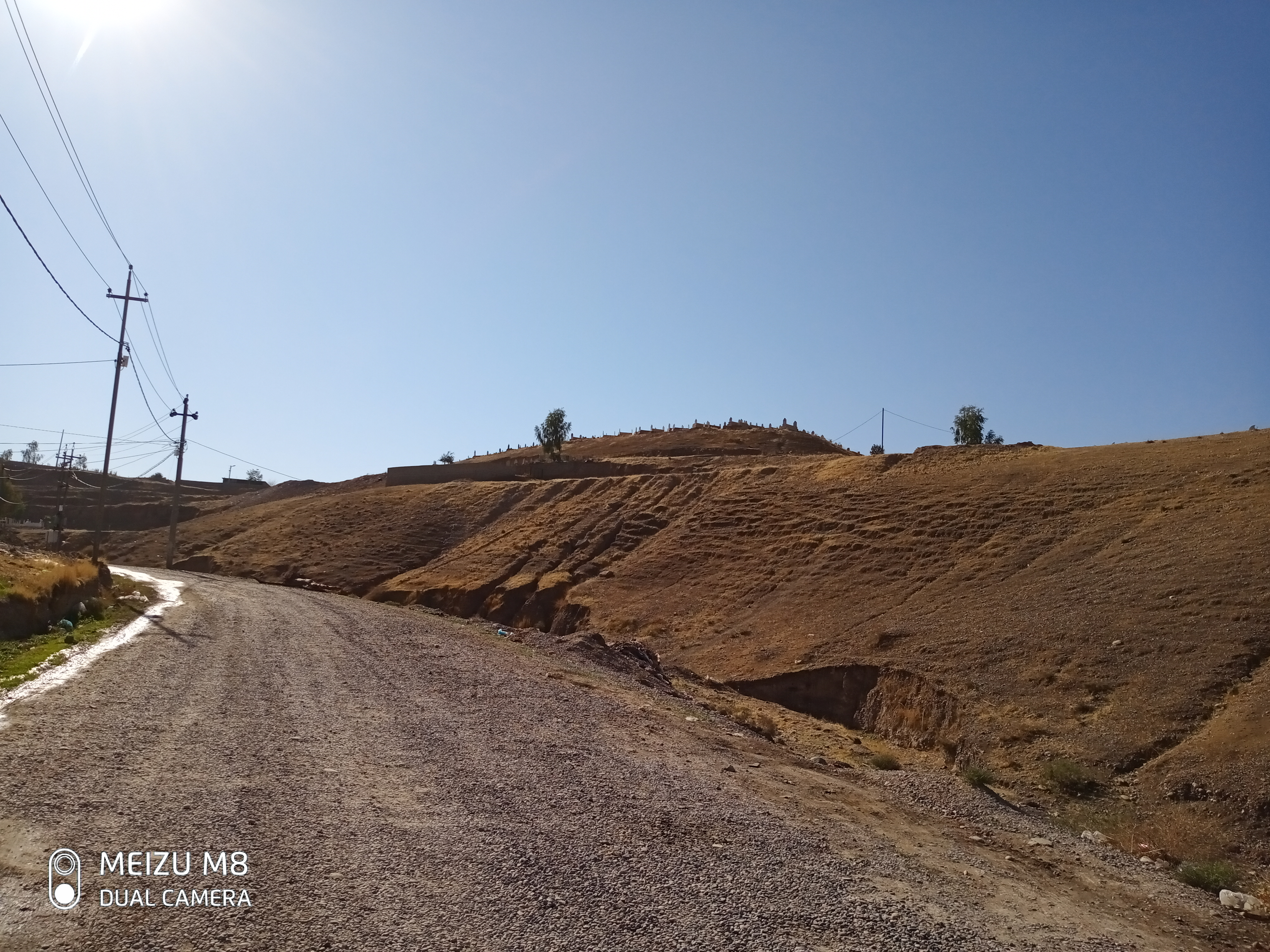
تل باستام
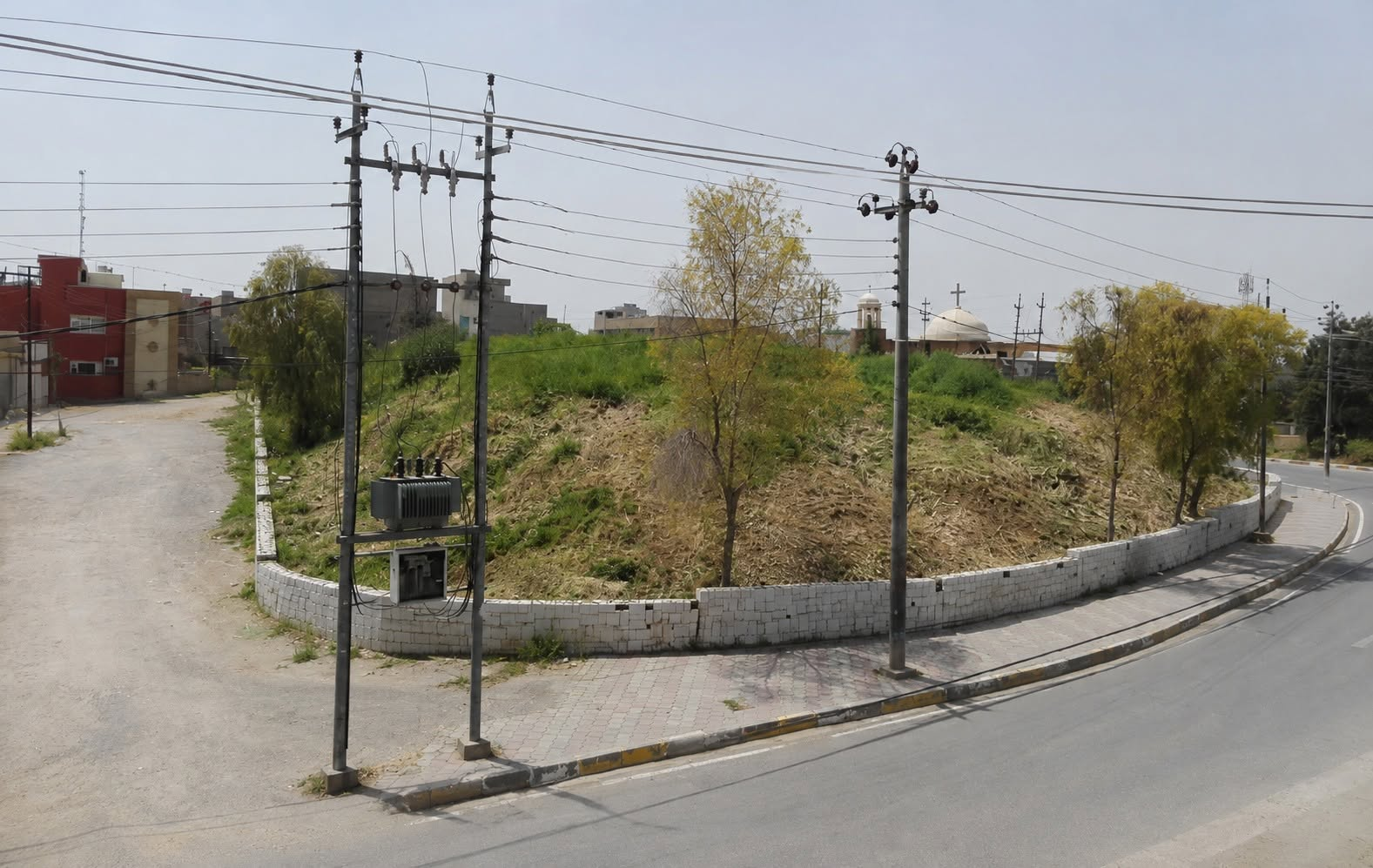
تل قصرا
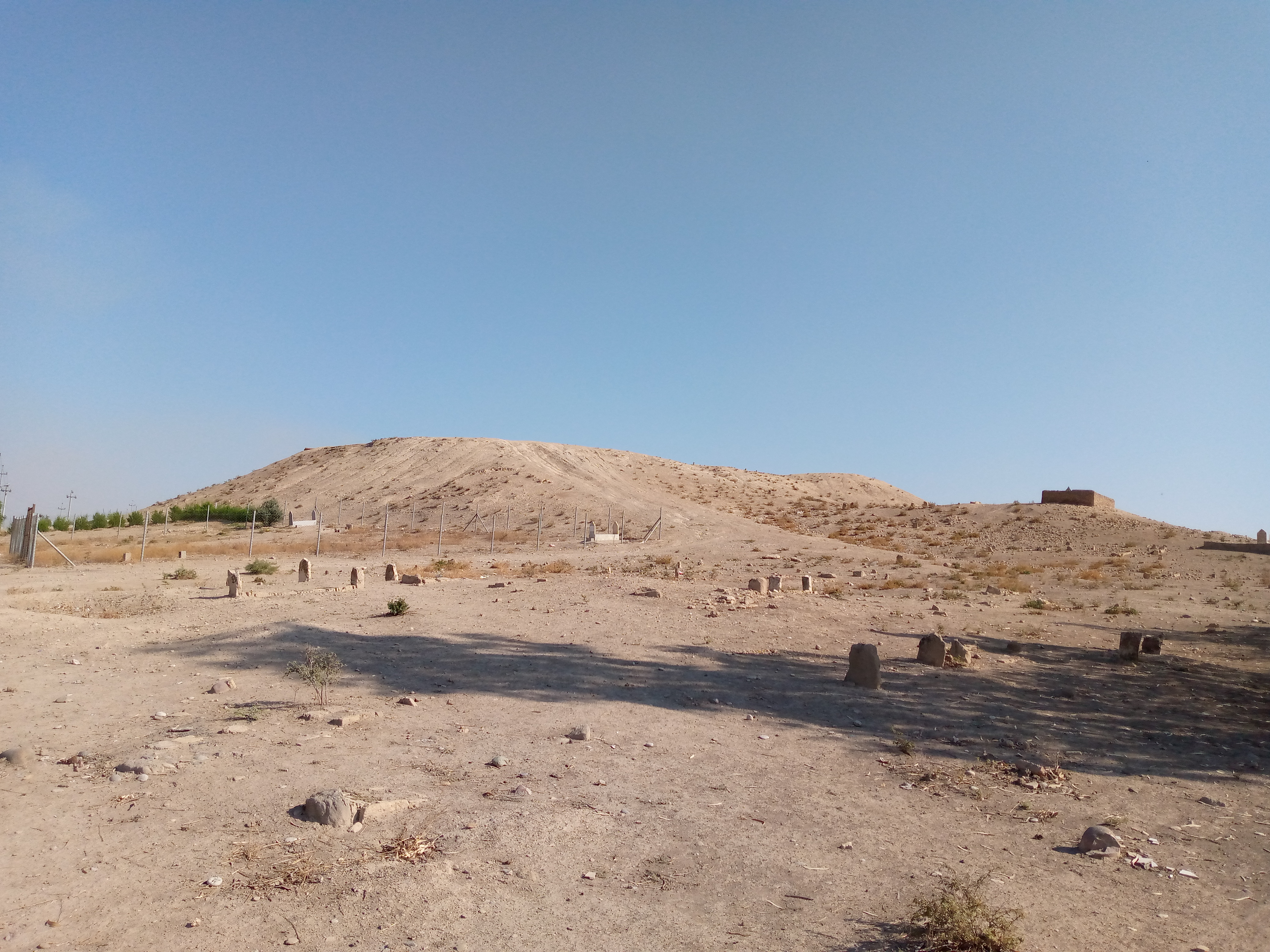
تل عبدالعزيز
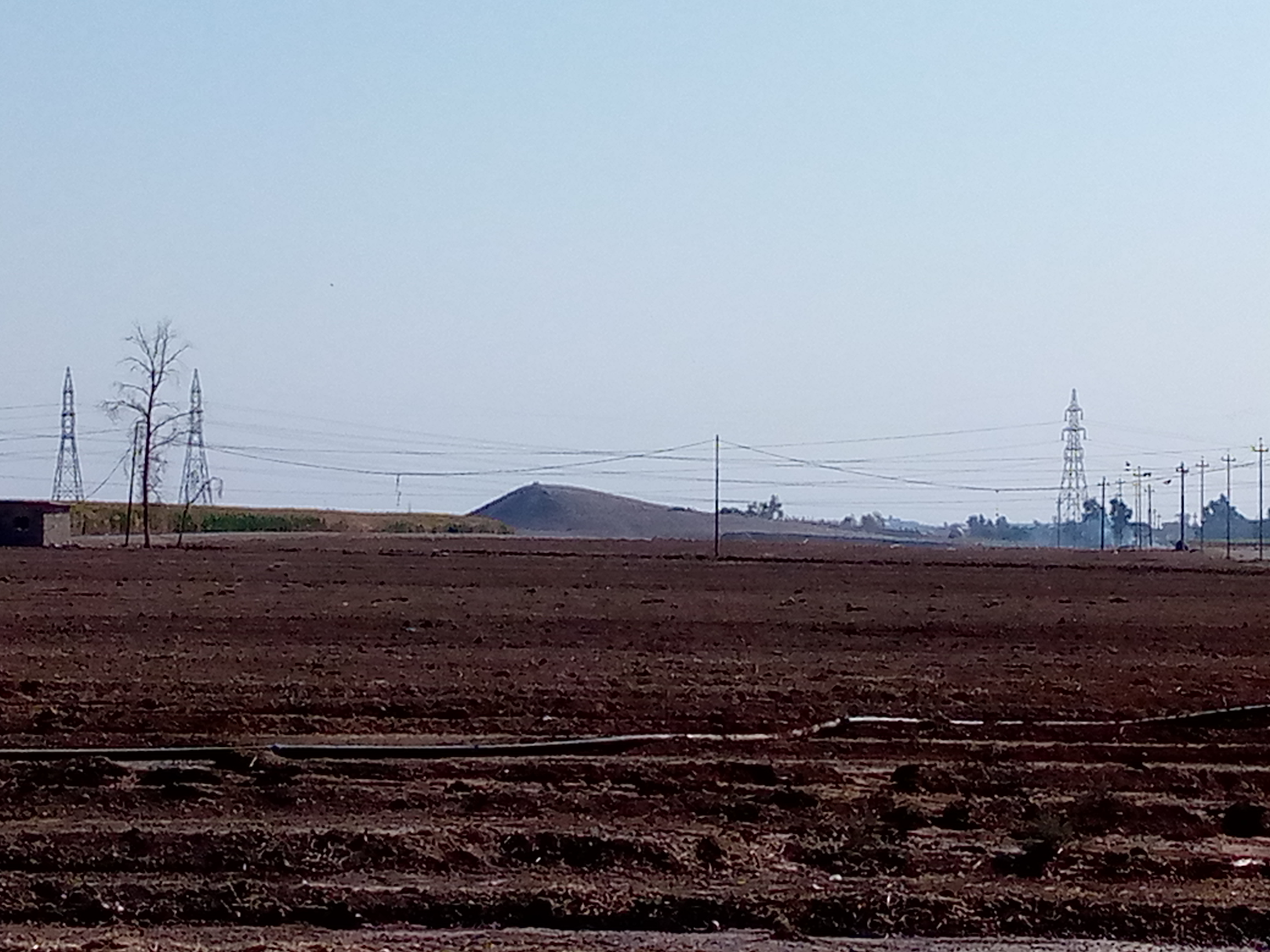
تل حسن اگادار
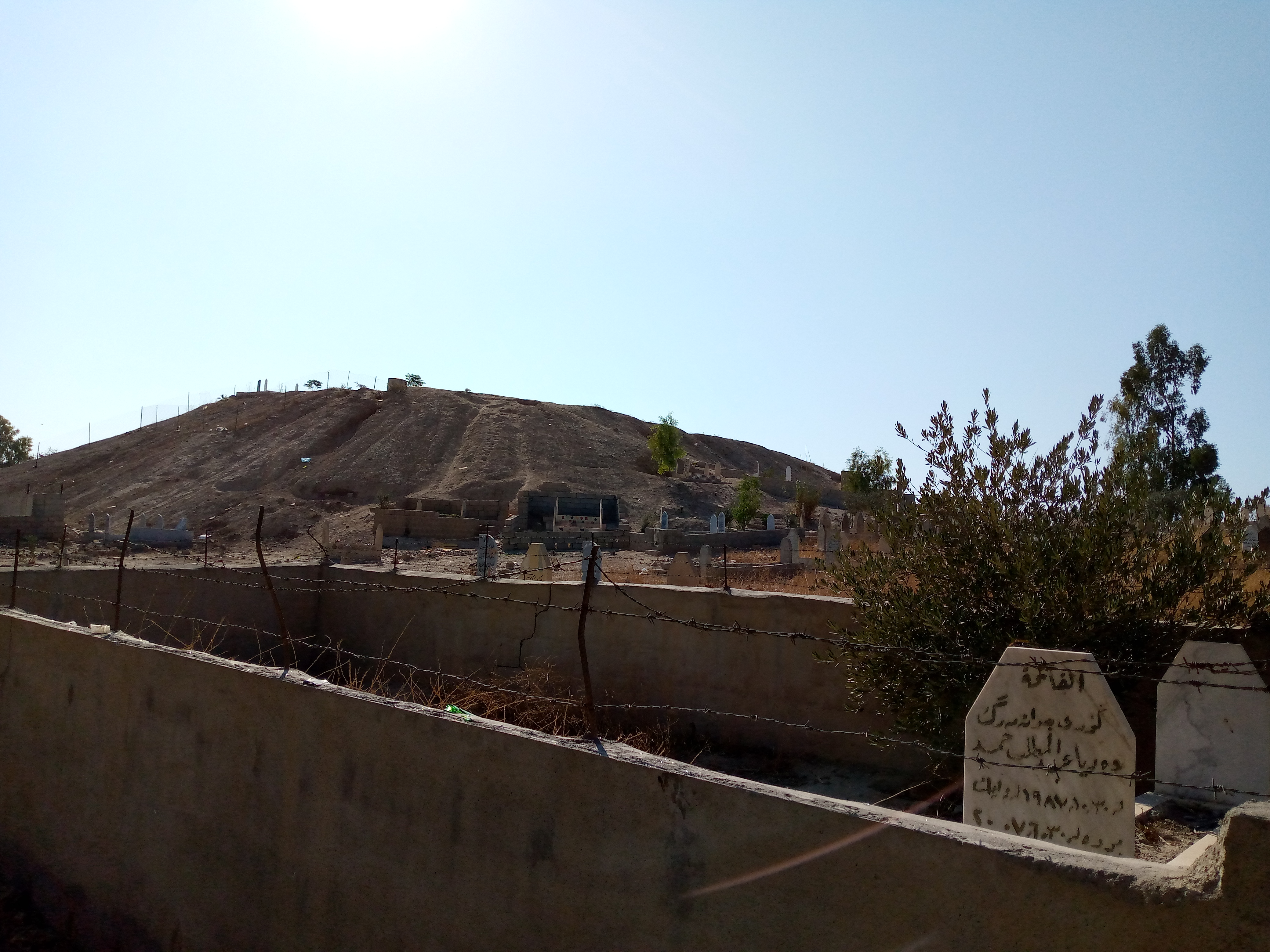
تل قتوي
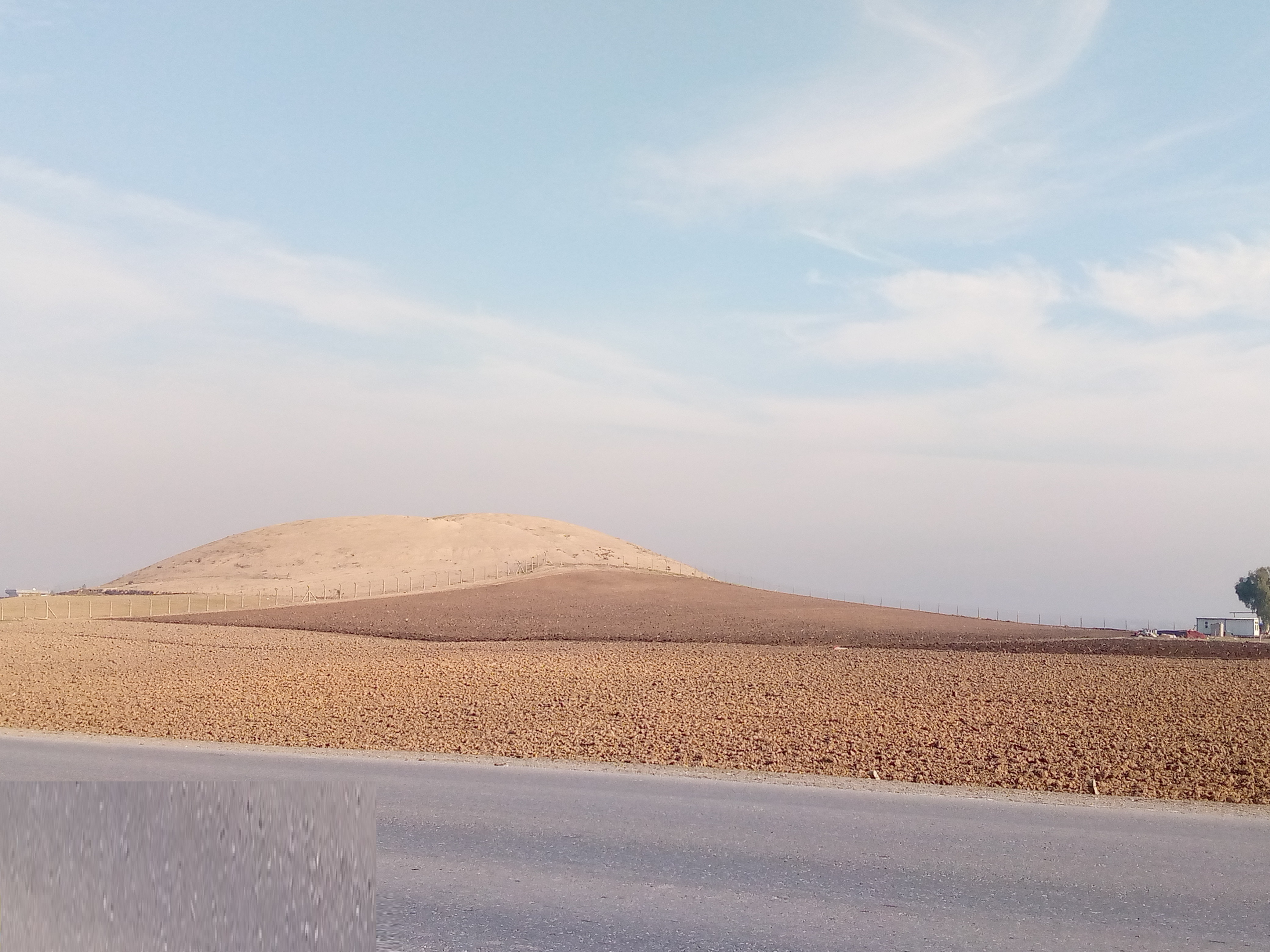
تل سيد احمد
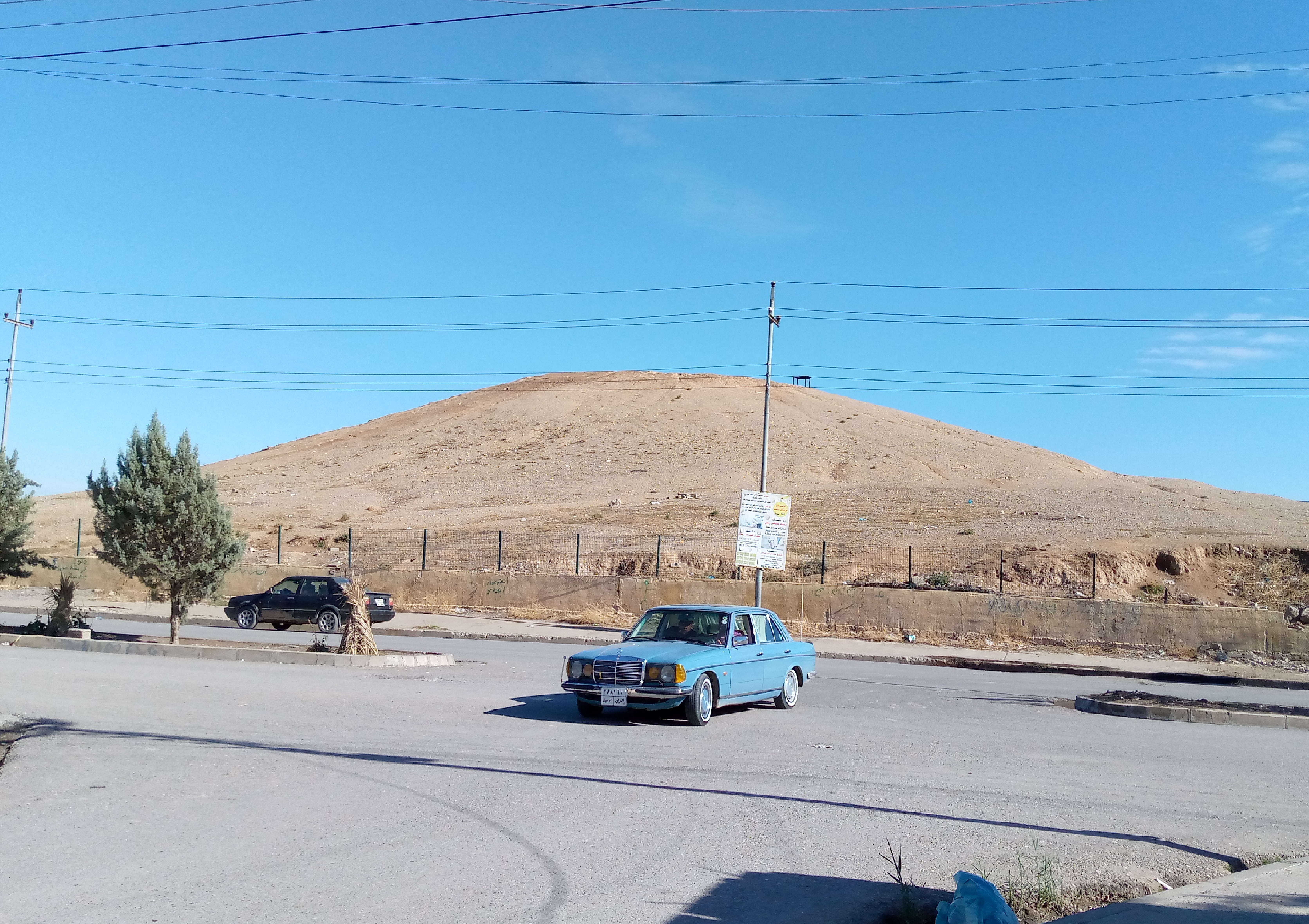
تل قوش تبه
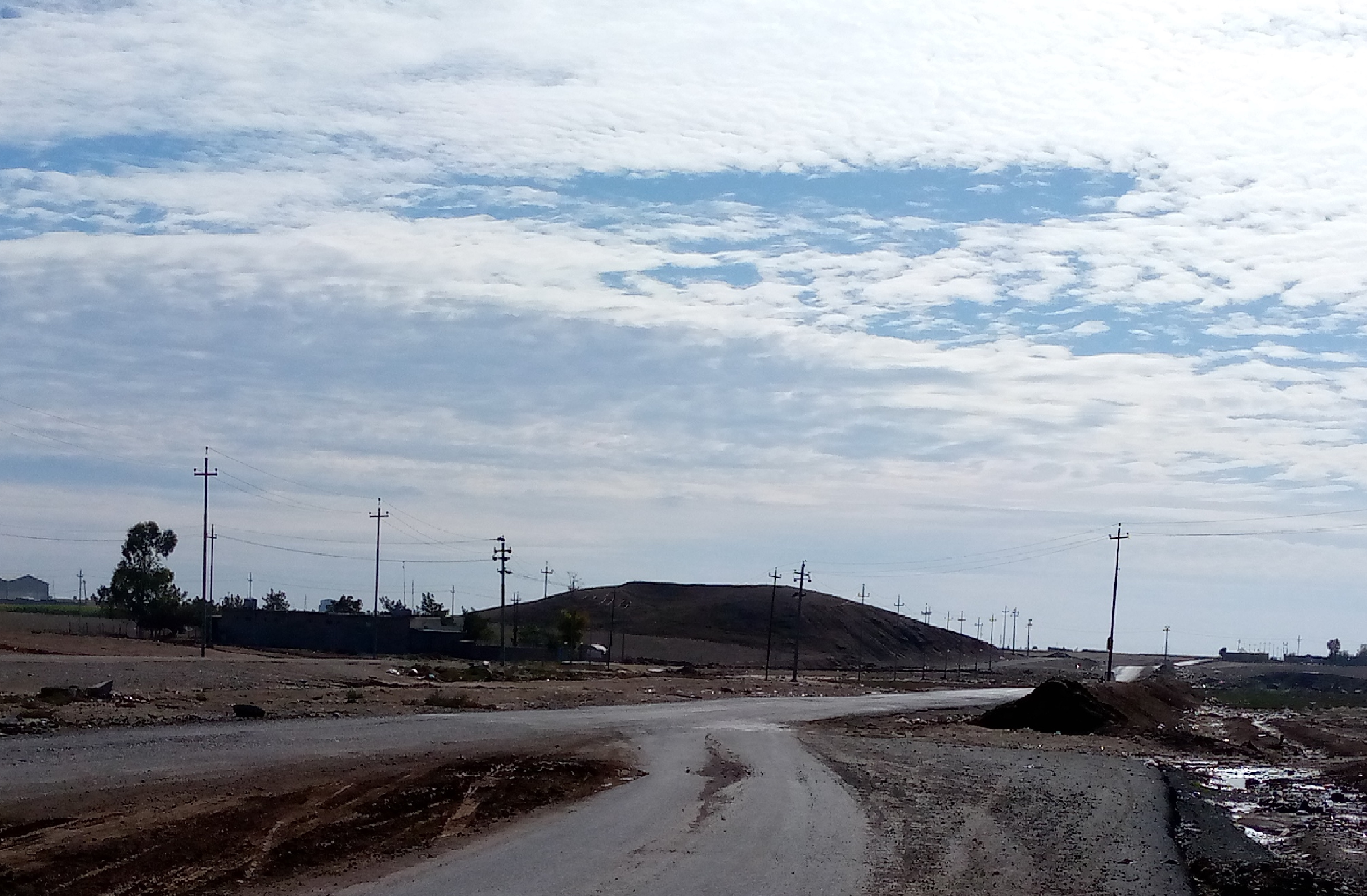
تل قول تبه
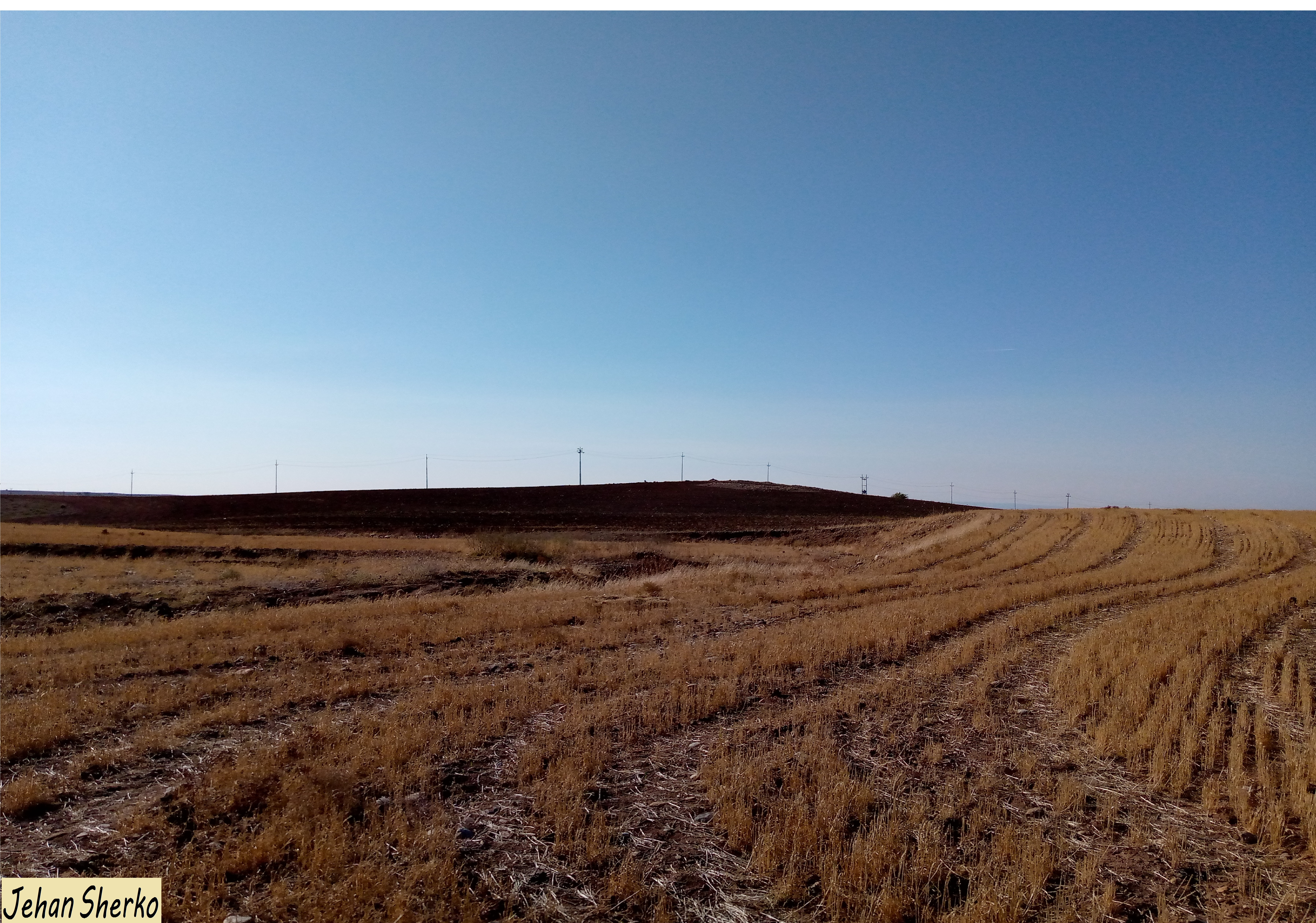
قوج ( خربة )
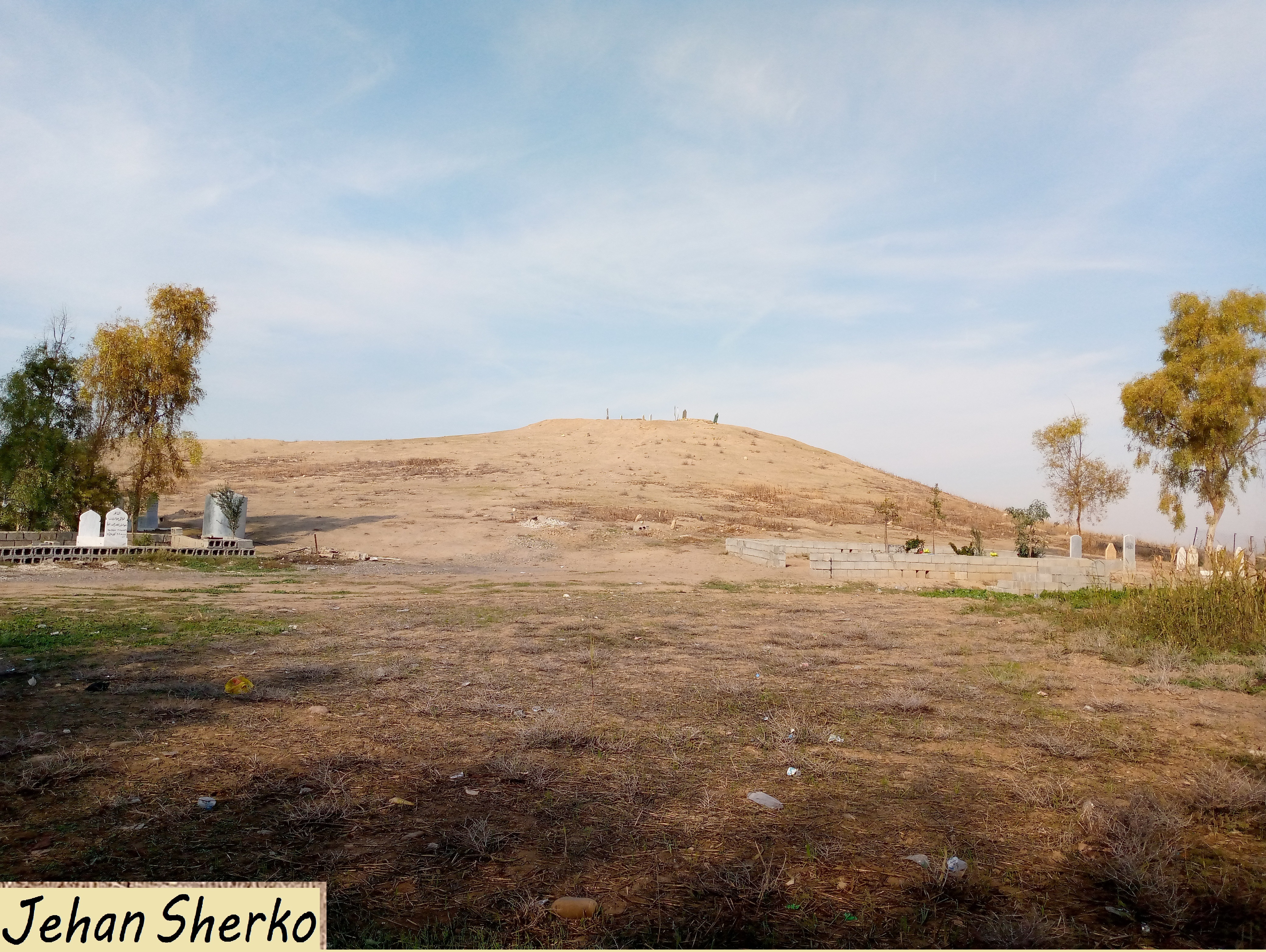
بعرور أو تل شمامر
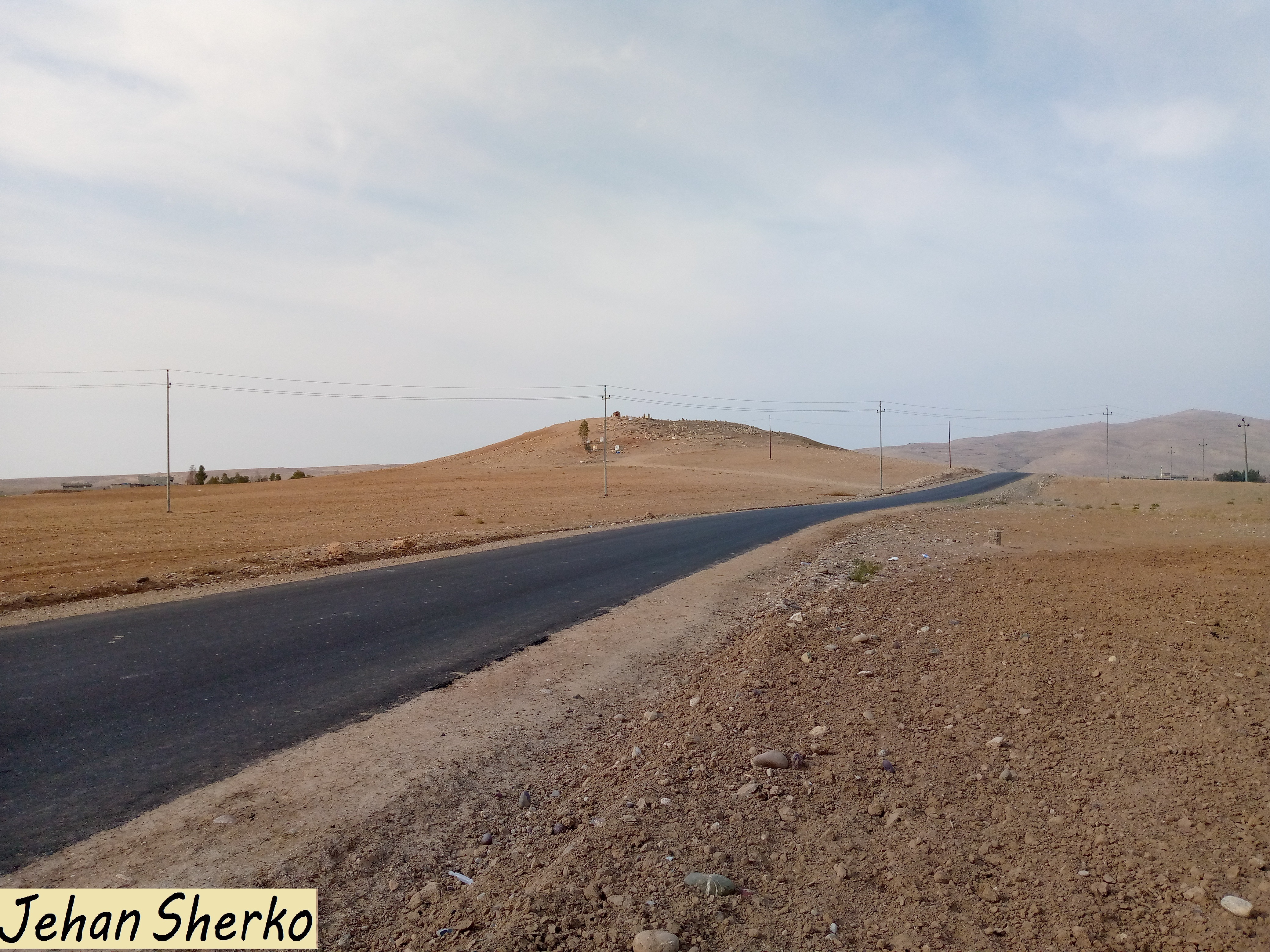
تل شينا
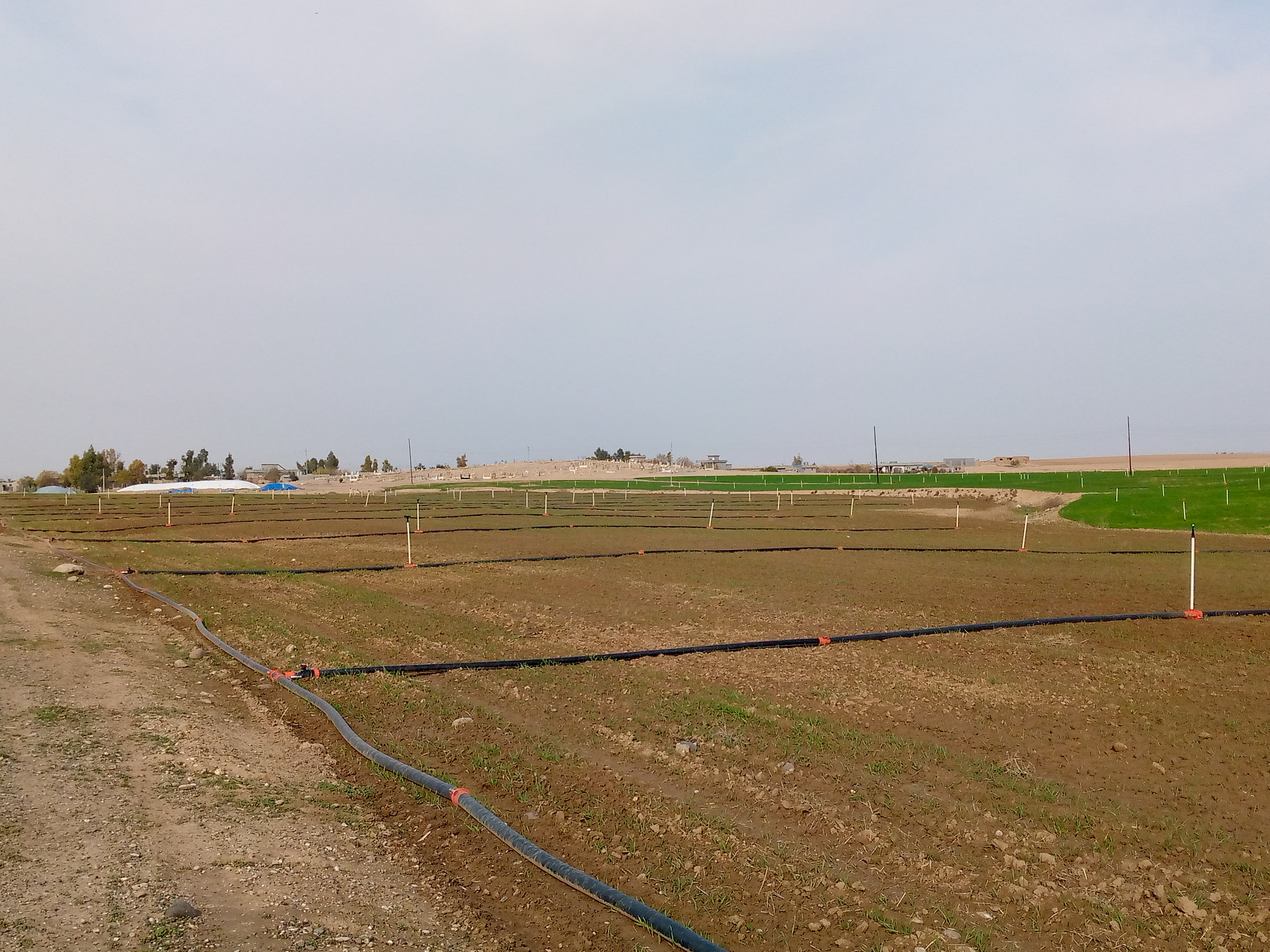
تل كوزابنكا
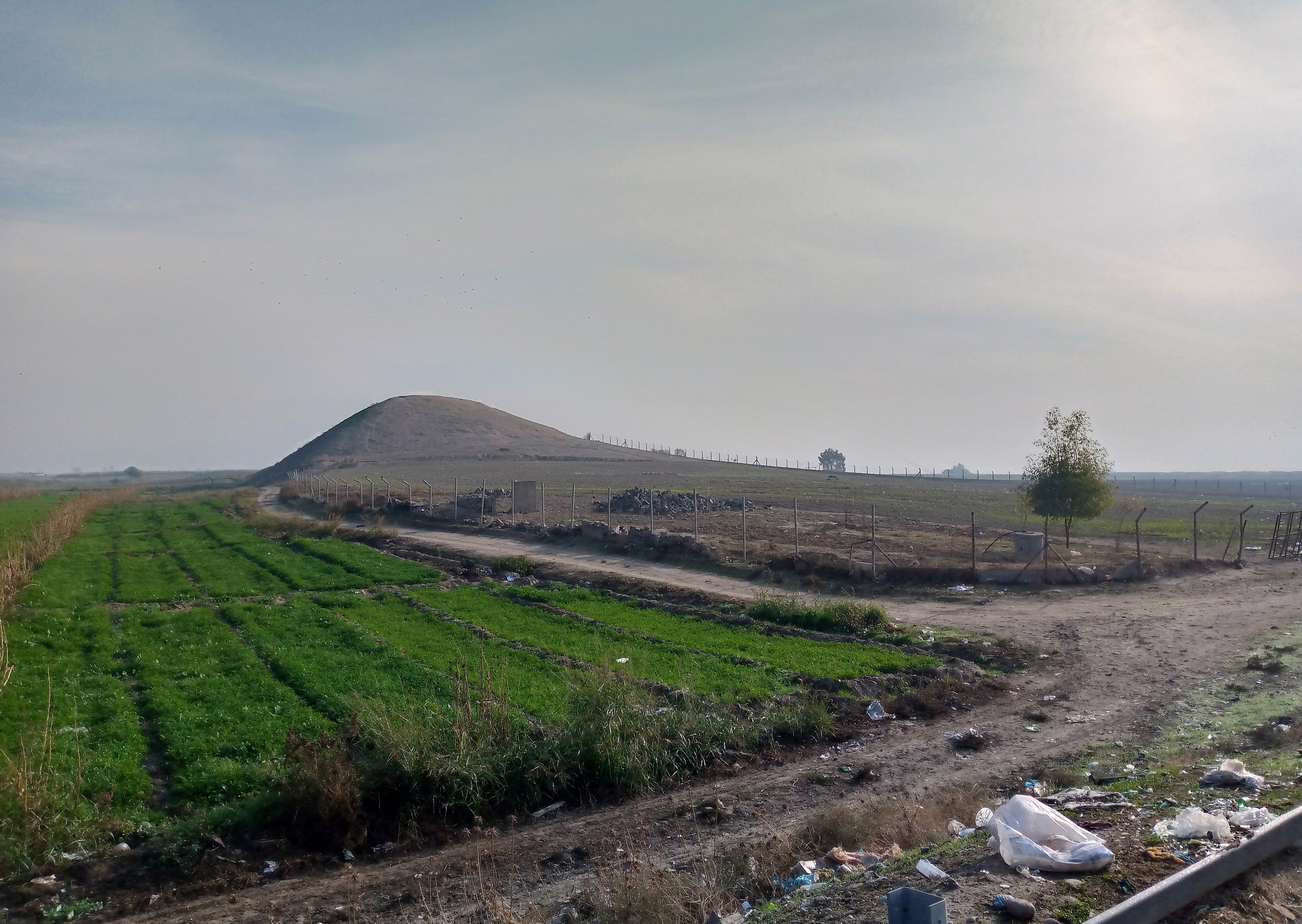
تل جمكه
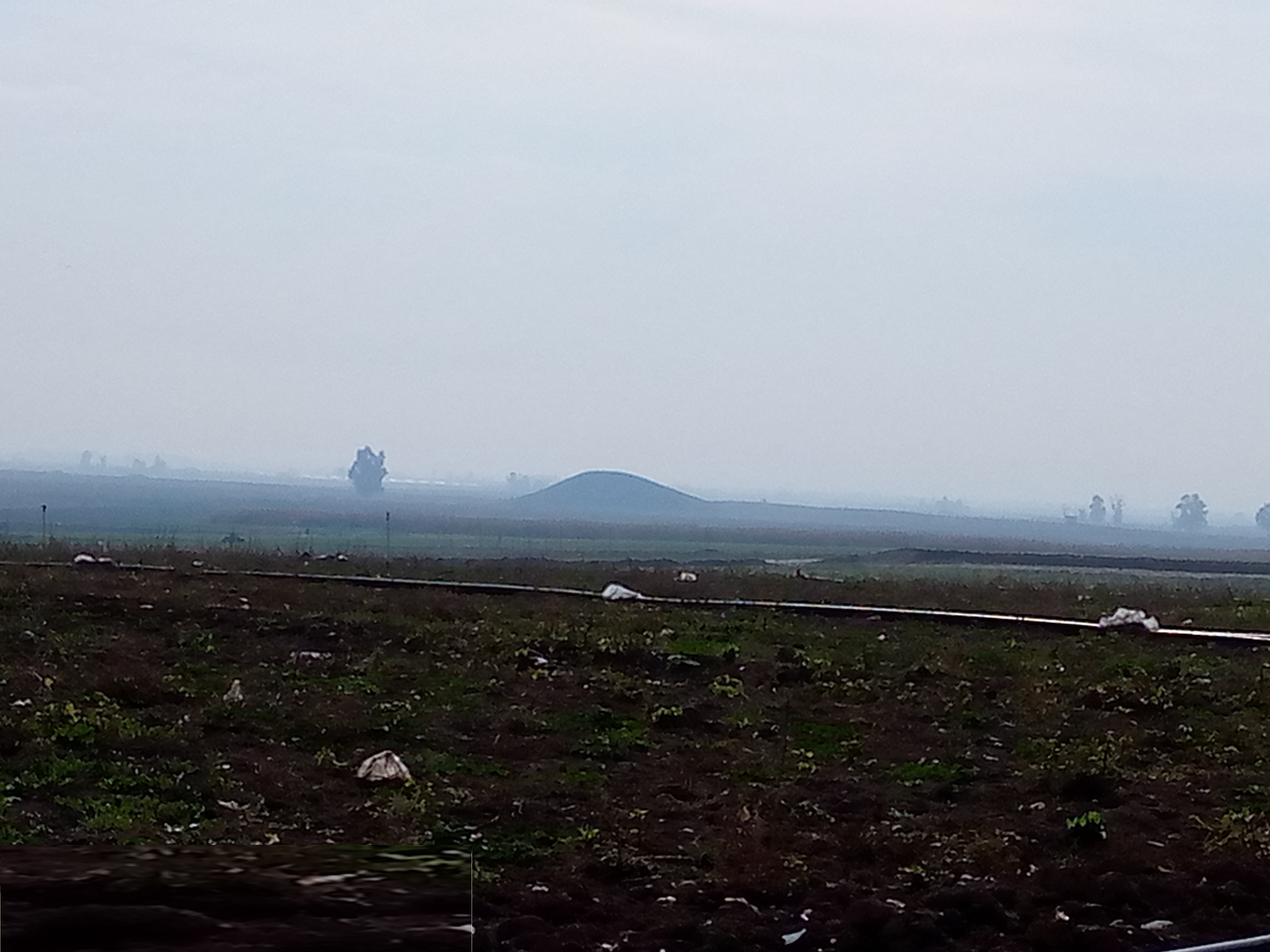
تل بابا جعفر
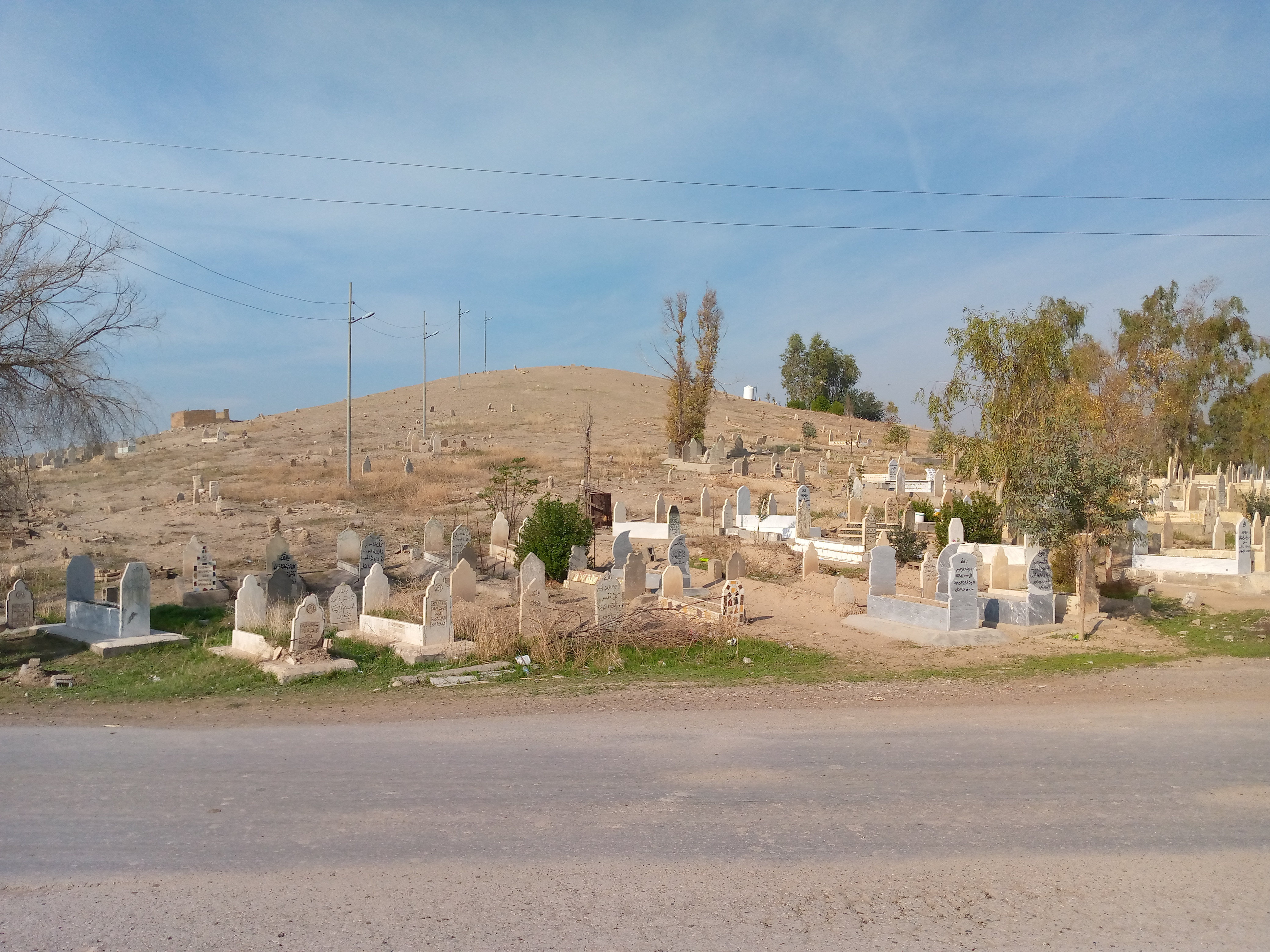
تل سويري
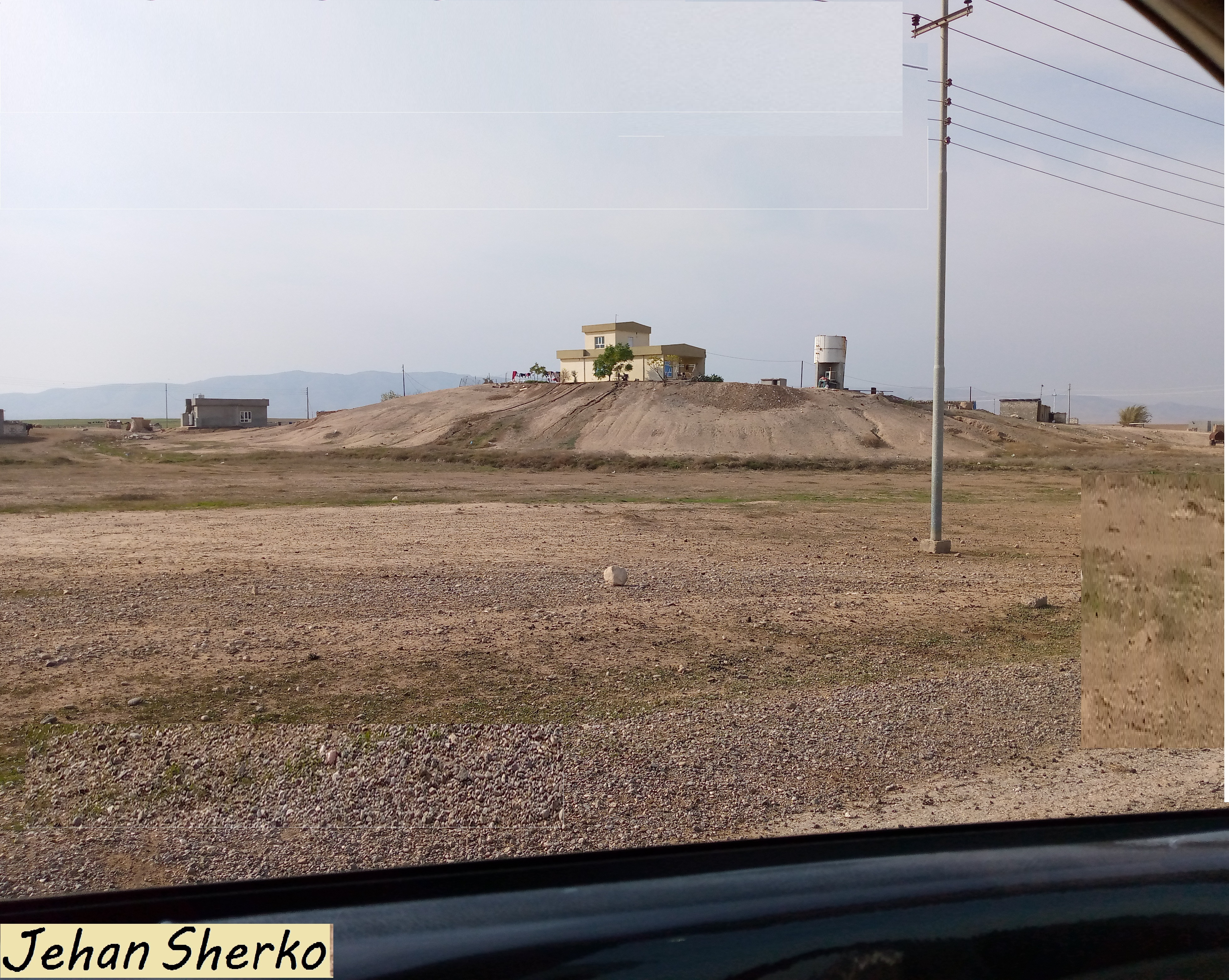
تل كومى
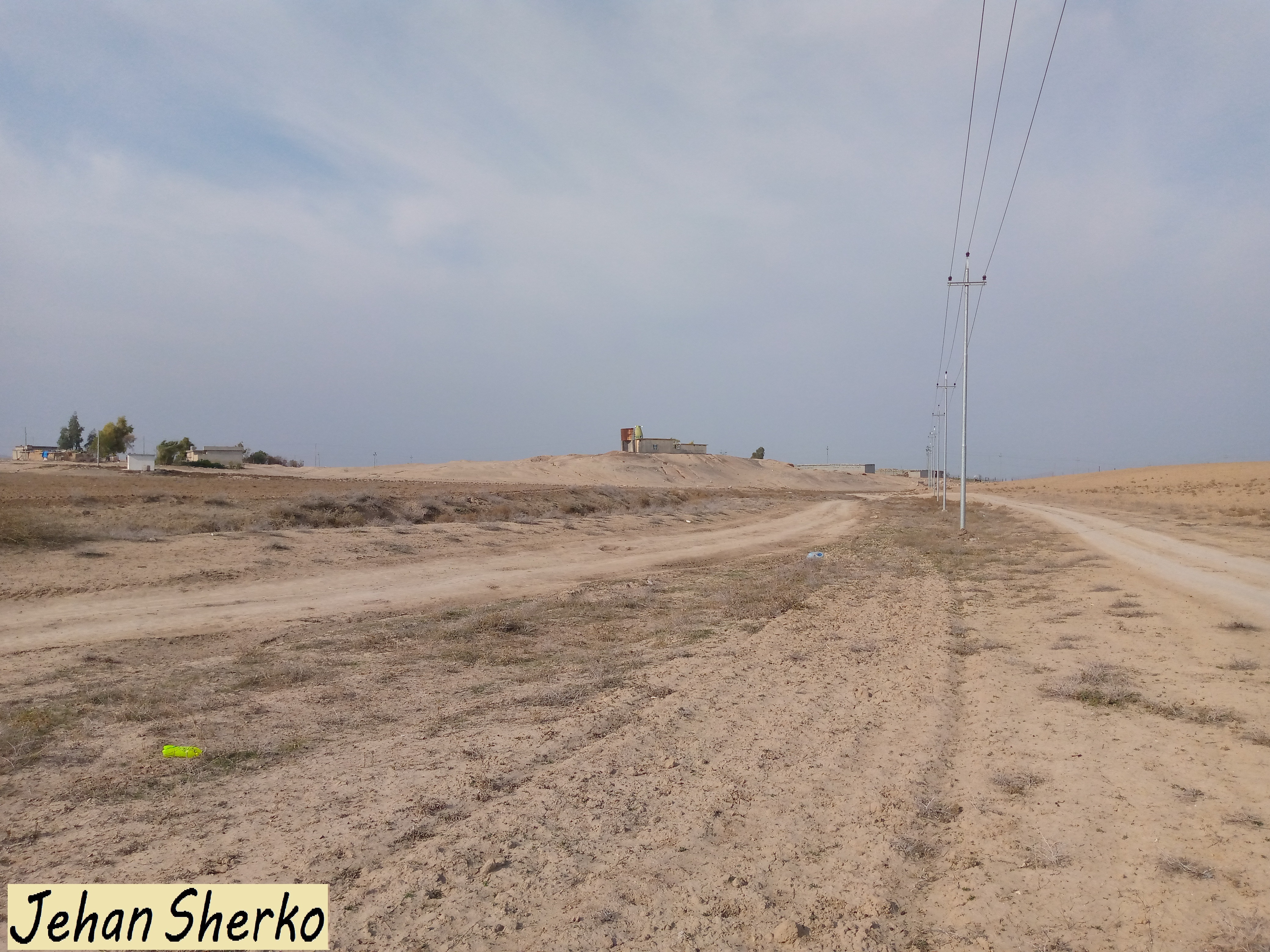
تل حسن بك
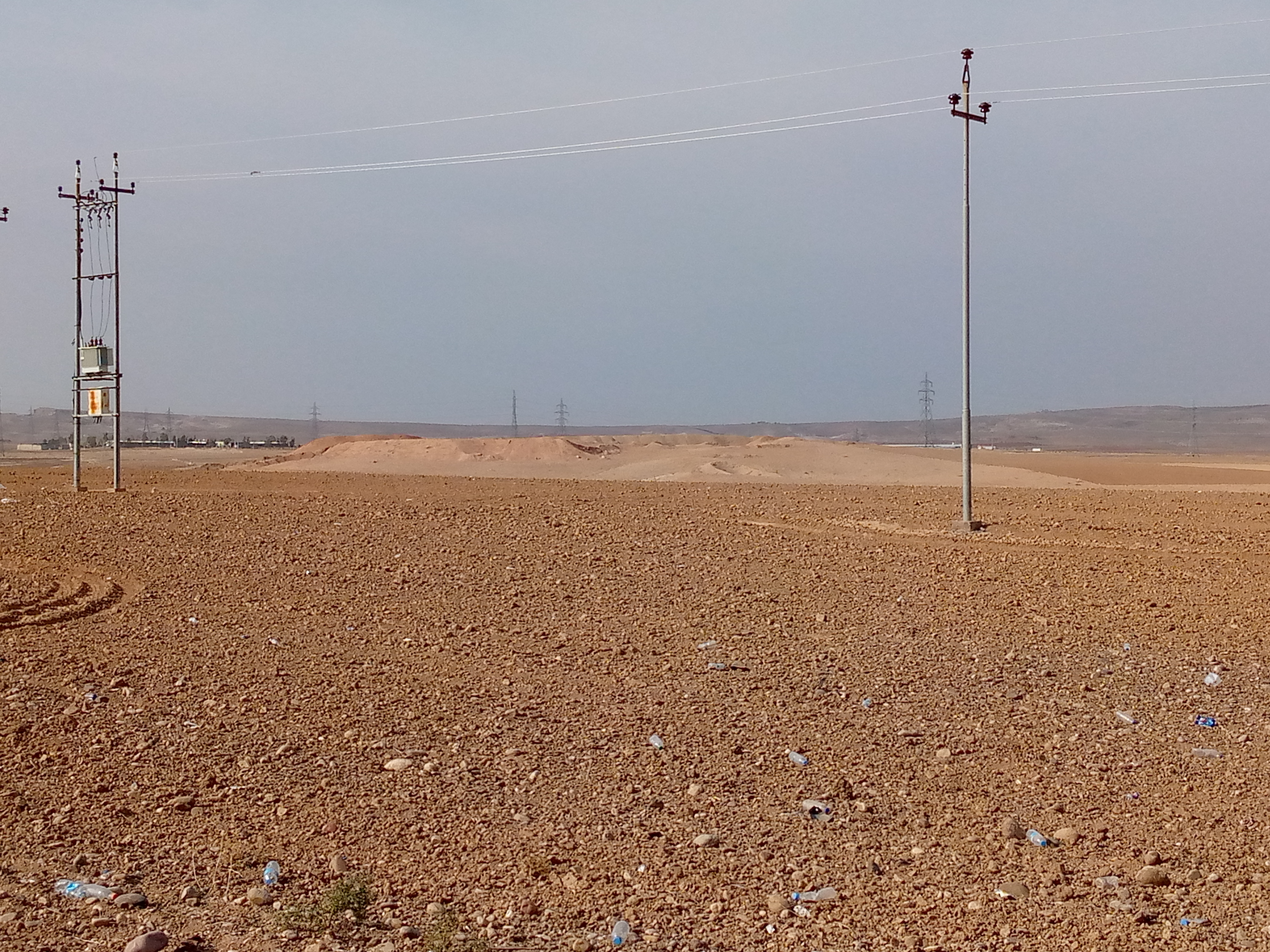
تل كندال يارمجه
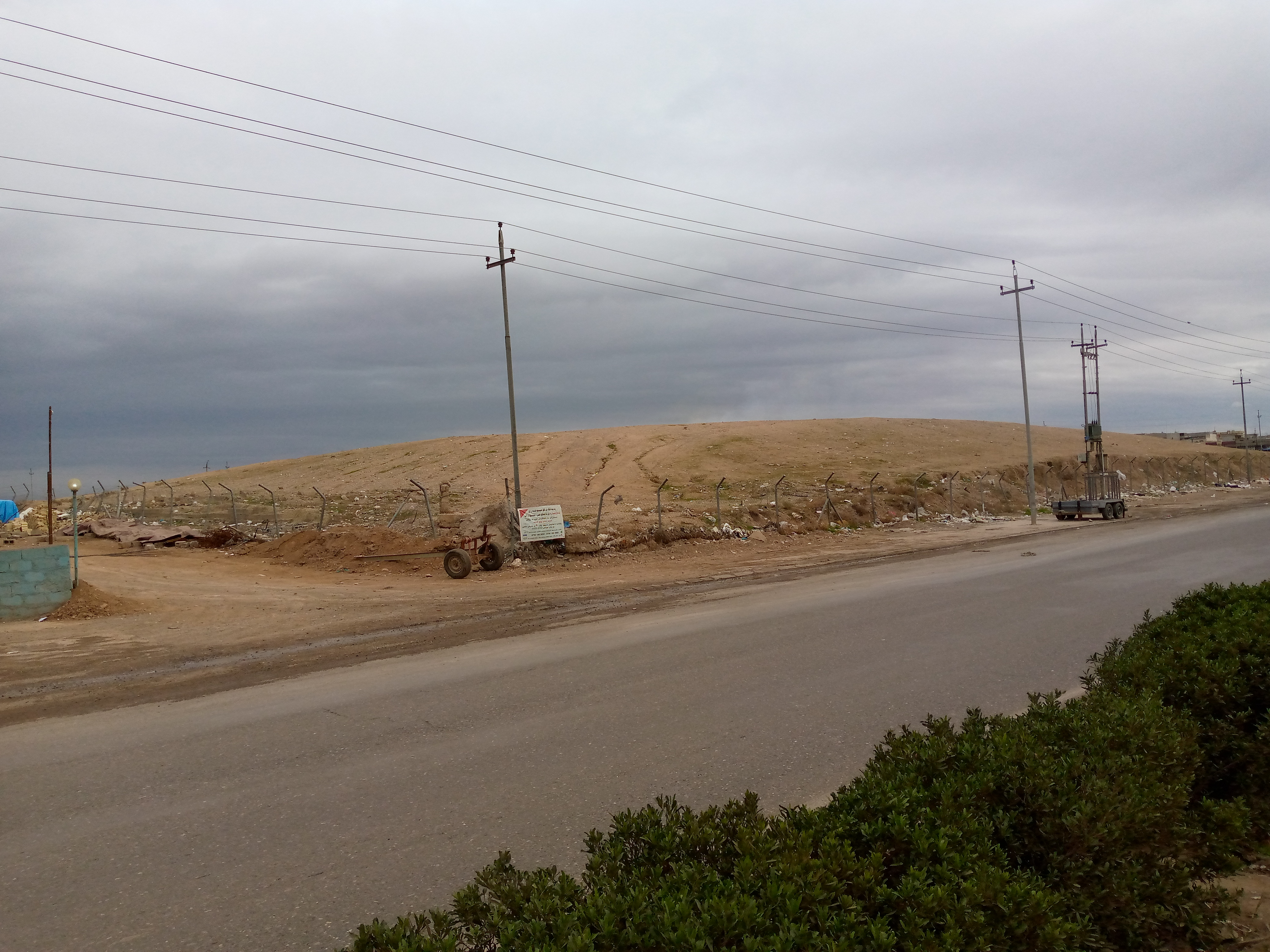
تل محمد(قتوي)
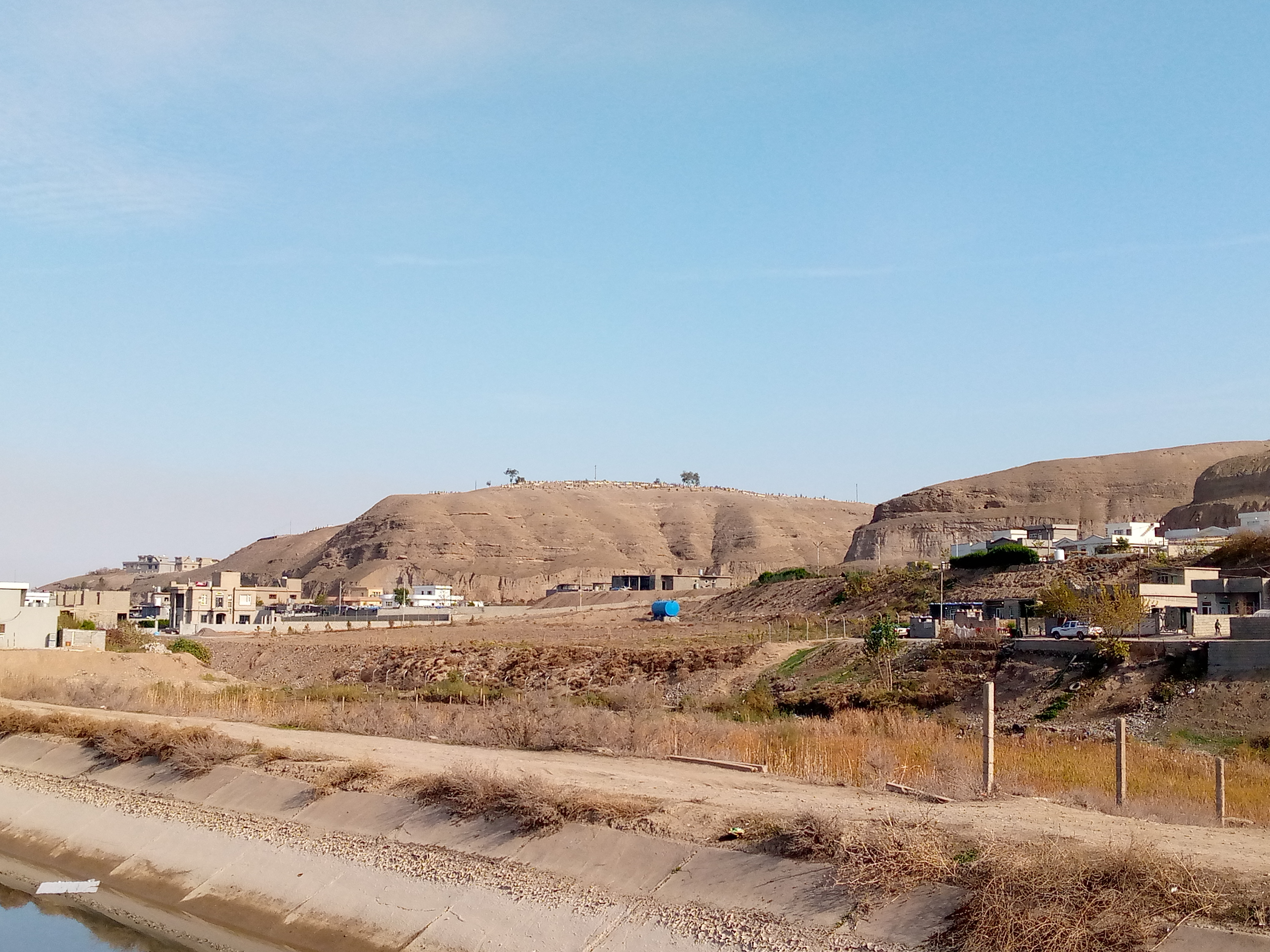
تل باستام
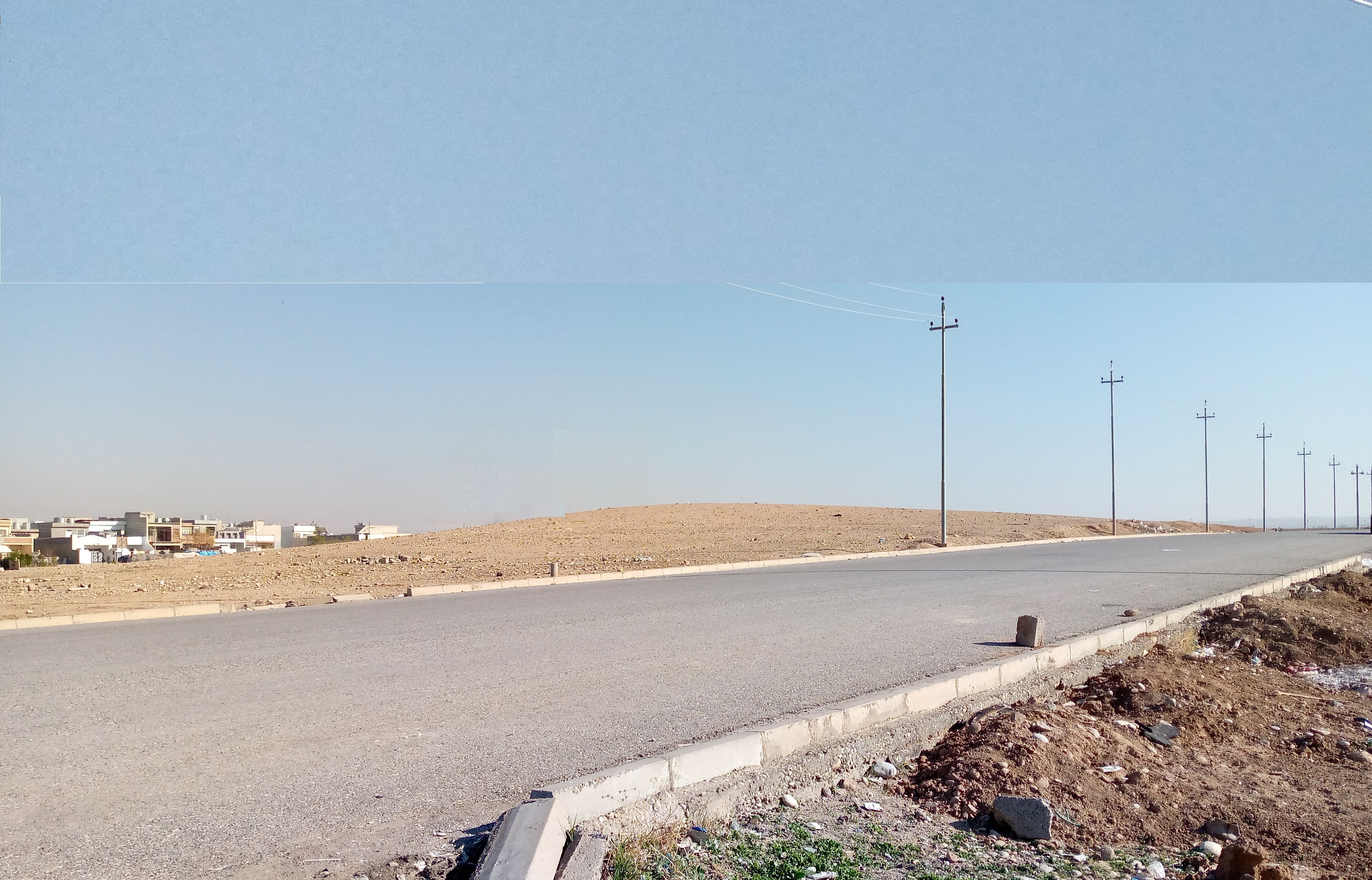
تل علي مولان
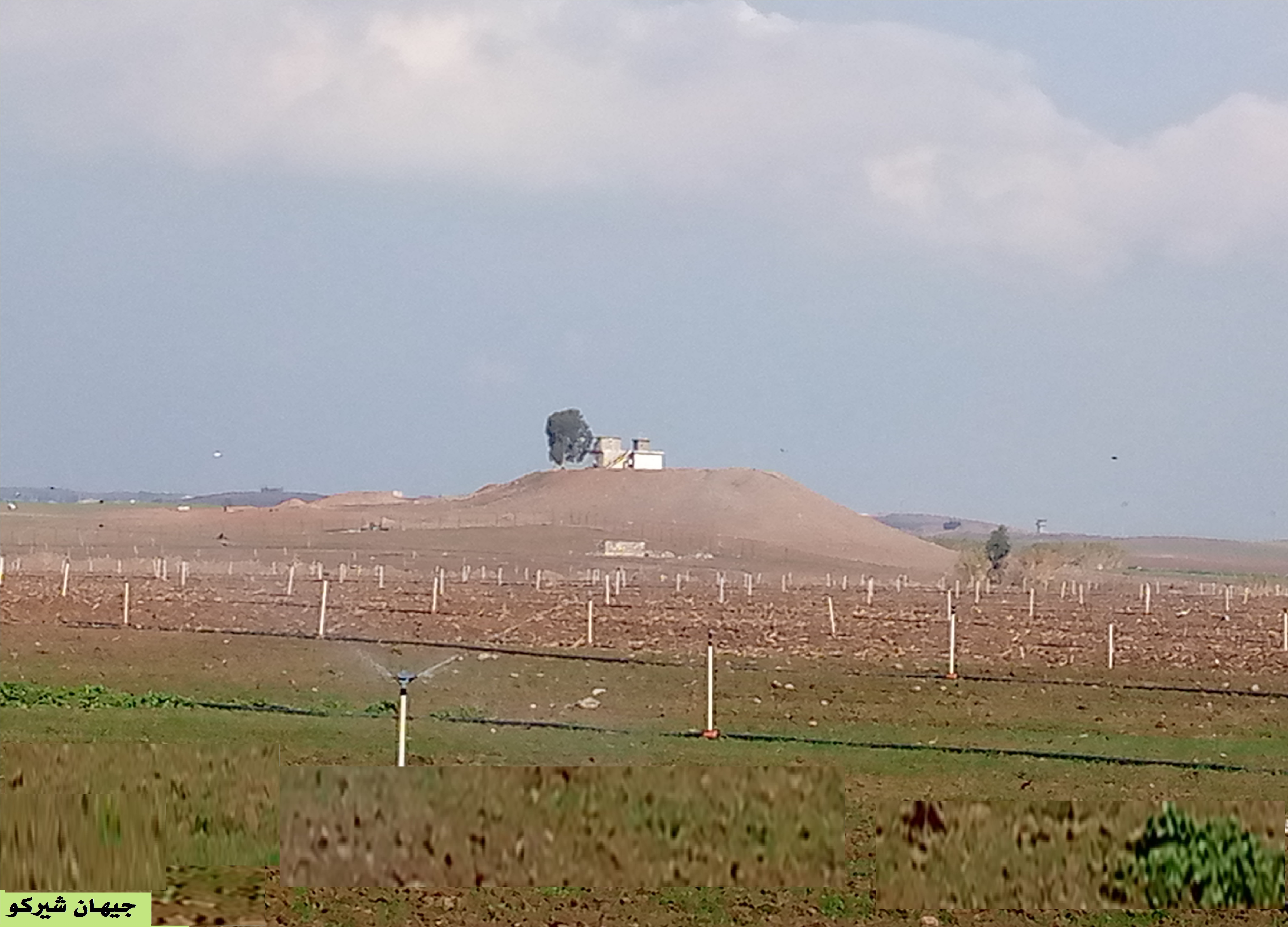
تل حاجي لر
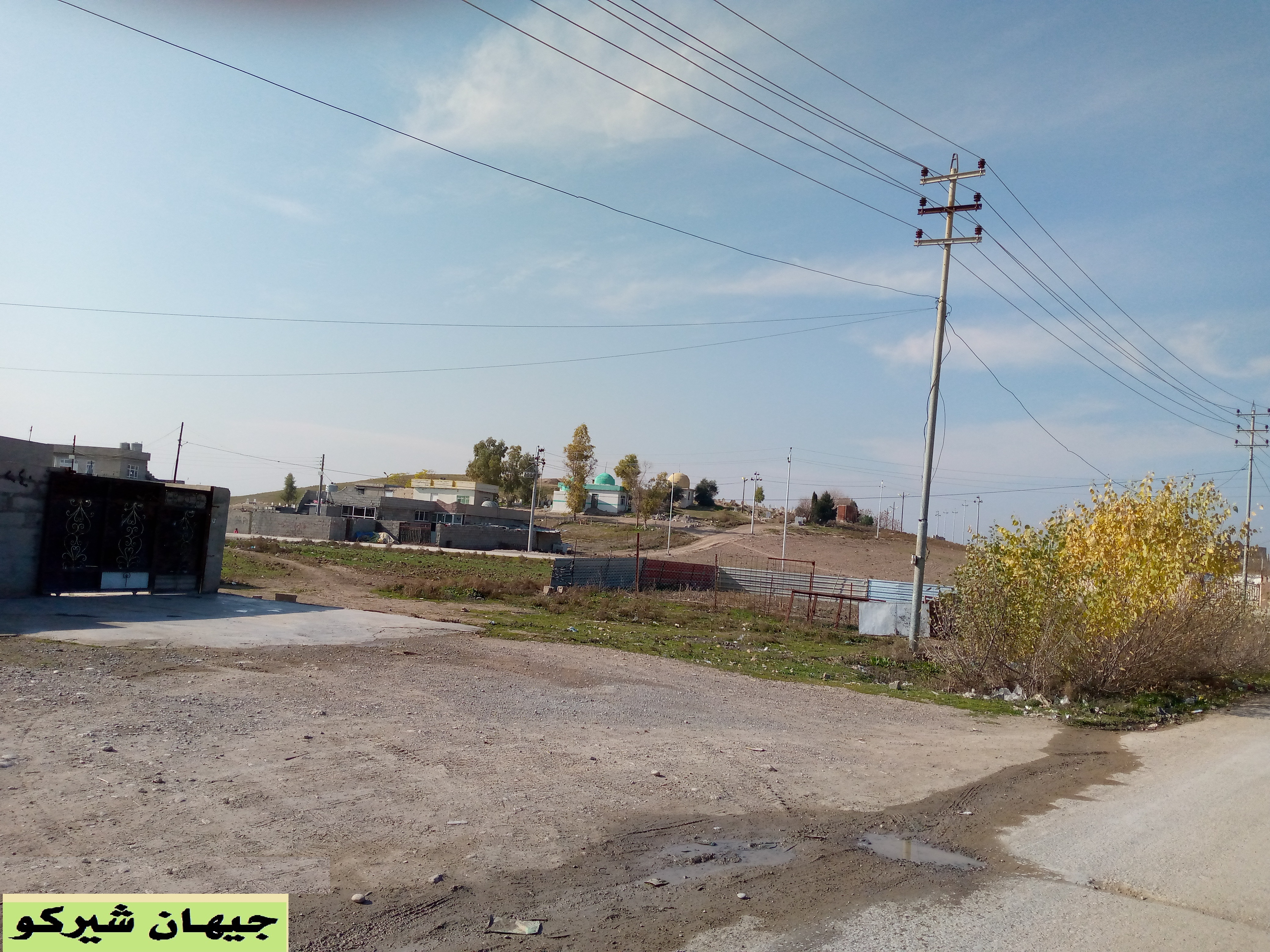
تل قلاجوغان
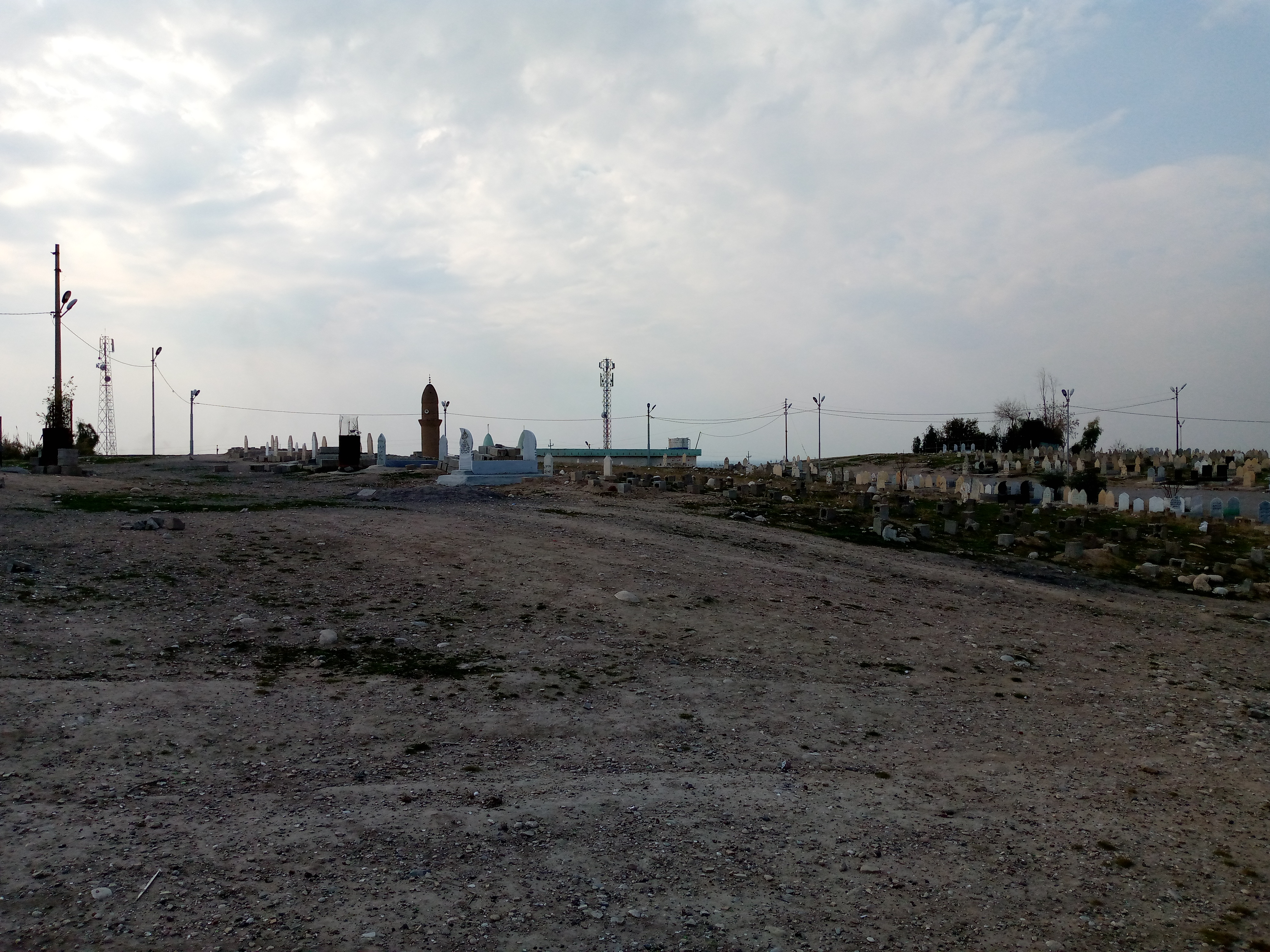
تل كزنة

## الخصائص السكانية
في تعداد عام 1997، كانت محافظات كردستان العراق خارج سيطرة الحكومة المركزية، لذا قدر عدد السكان استنادا إلى تعداد عام 1987 بزيادة نسبة النمو السكاني. بلغ تقدير سكان المحافظات الثلاث مليونين ومئة وثلاثة وعشرين ألفًا، بنسبة 14% من سكان العراق. 
في آخر تعداد لسكان العراق عام 2024، بلغ عدد سكان محافظات كردستان العراق الثلاث ستة ملايين وثلاثمئة وسبعين ألفًا، من إجمالي 45,407,895 نسمة هم عدد سكان العراق، أي ما يعادل 14% من عدد السكان. توجد أقلية عربية كبيرة تعيش في هذا الإقليم يقدرها خبراء بأكثر من مليوني شخص.
تسكن كردستان العراق أعراق متعددة ذات لغات مختلفة، فهناك الأكراد والعرب والآشوريون/السريان/الكلدان والتركمان والأرمن والشبك والإيزيديون والغجر والشركس والصابئة المندائيون.

### اللغات
اللغتان الكردية والعربية رسميتان في الإقليم. الكردية هي اللغة الأكثر انتشاراً، كما أنه يُتحدثُ اللغة العربية على نطاق واسع ومفهومة. واللهجتين الرئيسيتين الكردية السورانية والكورمانجية.
ويُتحدث أيضاً الآشورية الآرامية الجديدة، والمندائية الآرامية الجديدة، والأرمنية والتـركـمـانـية من قبل مجتمعاتهم ولكن الكثير من الكرد يعرفون هذه اللغات.

### الدين
تحتوي منطقة كردستان العراق على عدة أديان ومذاهب والدين السائد هو الإسلام، وينتمي إليه غالبية سكانها من الأكراد والعرب والتركمان، ومعظمهم ينتمون إلى طائفة السنة، ثم يأتي من بعده المسيحية، والآشوريين والأرمن (من بعض الأكراد والتركمان)، وكذلك طائفة اليزيدية التي تشكل أقلية صغيرة في المنطقة.

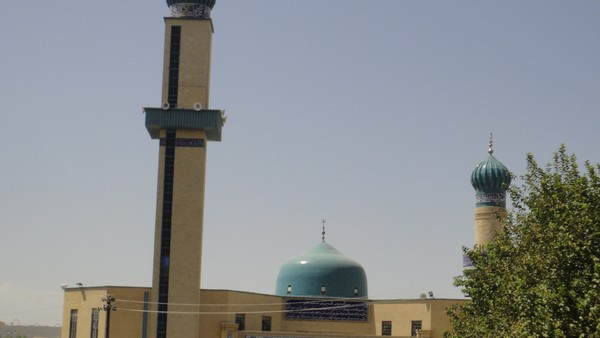
جامع السليمانية الكبير
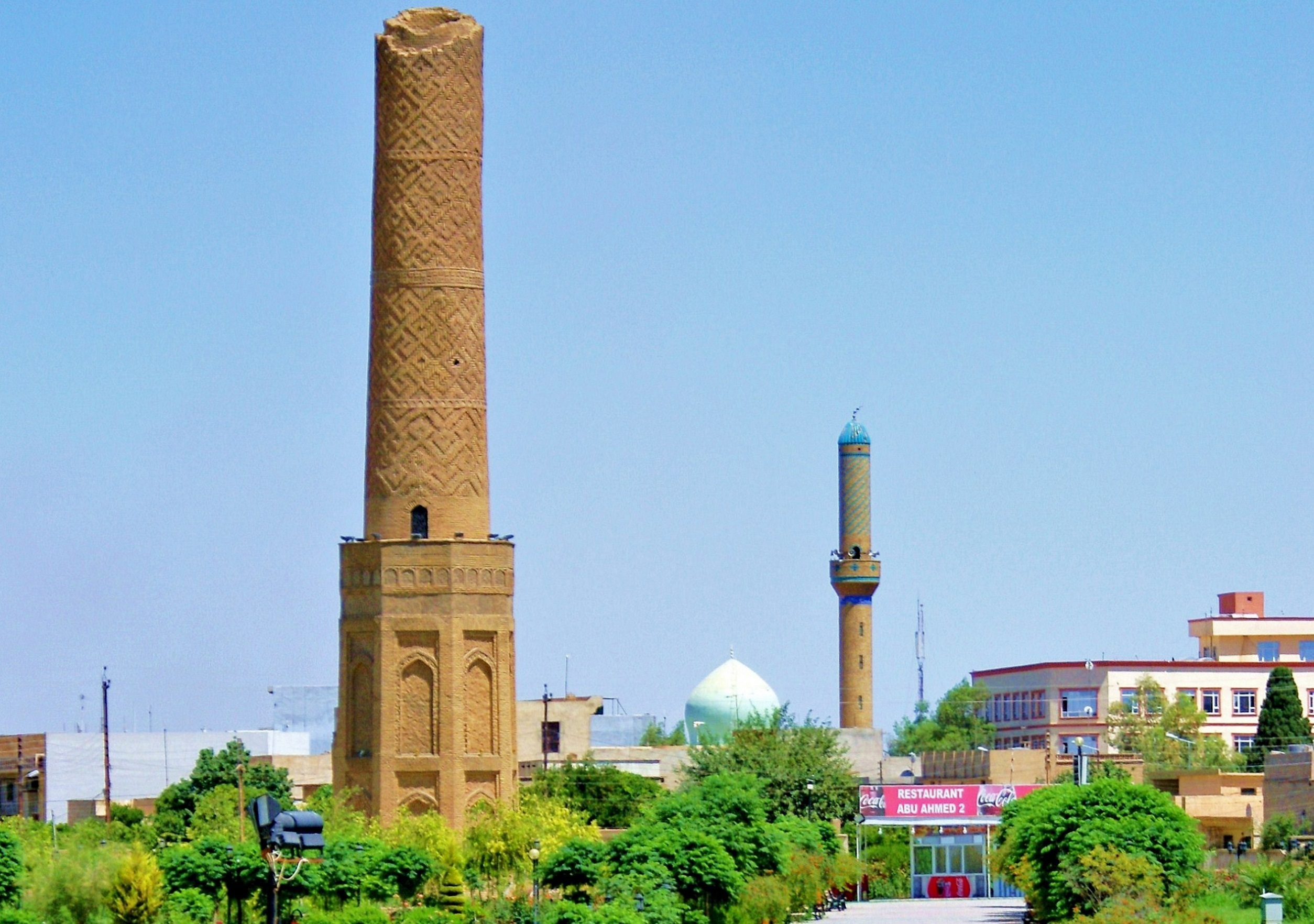
المئذنة المظفرية
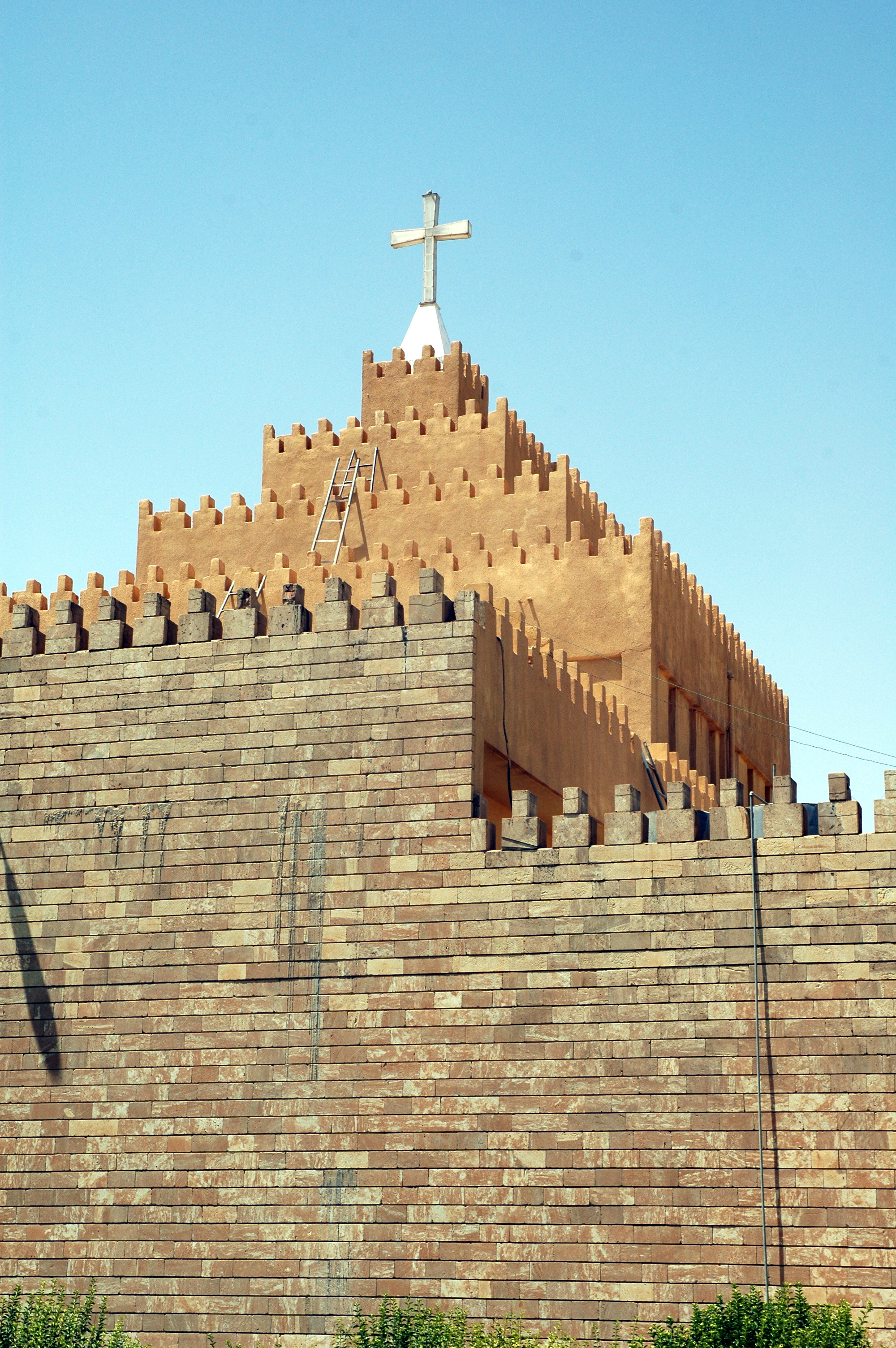
الكنيسة المسيحية الآشورية
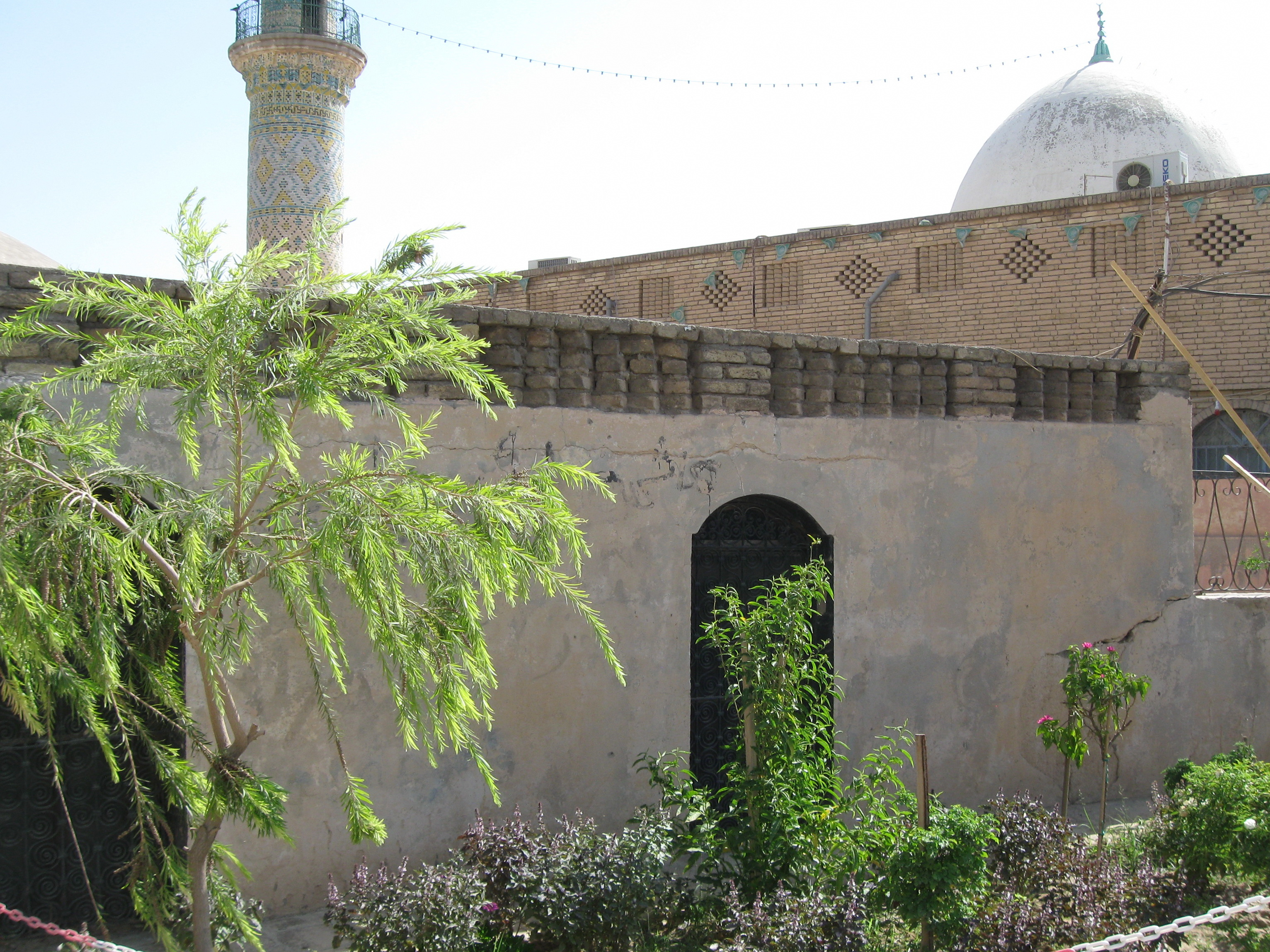
مسجد قديم أثري

### الهجرة
منذ الإطاحة به في ظل نظام صدام حسين في عام 2003، كردستان العراق شهدت هجرة كبيرة من المناطق العربية من العراق (وخاصة من الأكراد والآشوريين والأرمن والمندائيين والشبك والغجر)، وكذلك من جنوب آسيا. نظرا للاستقرار والأمن، وشهدت كردستان غير الكردية أو المهاجرين غير العراقيين.
وقد أعطى النشاط الاقتصادي على نطاق واسع بين كردستان العراق وتركيا الفرصة للأتراك للبحث عن عمل في كردستان العراق. وكانت صحيفة الأكراد المتمركزين في العاصمة الكردية تقدر أن حوالي 50,000 الأتراك الذين يعيشون الآن في كردستان. وقد نشرت تقارير حول المهاجرين من بنغلاديش والهند وباكستان أيضا.

## الثقافة
الثقافة الكردية هي مجموعة من السمات الثقافية المميزة التي يمارسها الشعب الكردي. الثقافة الكردية هي إرث من الشعوب القديمة المختلفة التي الأكراد الحديث على شكل ومجتمعهم، ولكن Iranic في المقام الأول. بين جيرانهم، هي الأقرب للثقافة الكردية على الثقافة الإيرانية. على سبيل المثال يحتفلون بعيد النوروز في اليوم العام الجديد، الذي يحتفل به في 21 آذار/مارس. هذا هو اليوم الأول من شهر نوروز "NEWROZ" في التقويم الكردي واليوم الأول من فصل الربيع. الشعوب الأخرى مثل الآشوريين والأرمن والعرب واليزيديين والشبك والمندائيين لها ثقافاتها المميزة.

### الموسيقى
تقليديا، وهناك ثلاثة أنواع من المؤدين الكلاسيكية الكردية - القصاص (çîrokbêj)، المنشدون (stranbêj) والشعراء (dengbêj). لم يكن هناك موسيقى معينة تتعلق المحاكم الكردية الأميرية، وبدلا من ذلك، والموسيقى التي تؤدى في تجمعات ليلة (şevbihêrk) يعتبر الكلاسيكية. تم العثور على العديد من الأشكال الموسيقية في هذا النوع. العديد من الأغاني هي ملحمة في الطبيعة، مثل lawiks الشعبية التي هي القصص البطولية سرد حكايات الأبطال الأكراد في الماضي مثل صلاح الدين الأيوبي. Heyrans هي أغنيات حب التعبير عن حزن عادة من فصل والمحبة التي لم تتحقق. Lawje هو شكل من أشكال الموسيقى الدينية وPayizoks هي الأغنيات وتحديدا في فصل الخريف. أغاني الحب والموسيقى والرقص، وحفل الزفاف والأغاني الاحتفالية الأخرى (dîlok / narînk)، والشعر والأغاني المثيرة العمل التي تحظى بشعبية كبيرة.

## القوات المسلحة

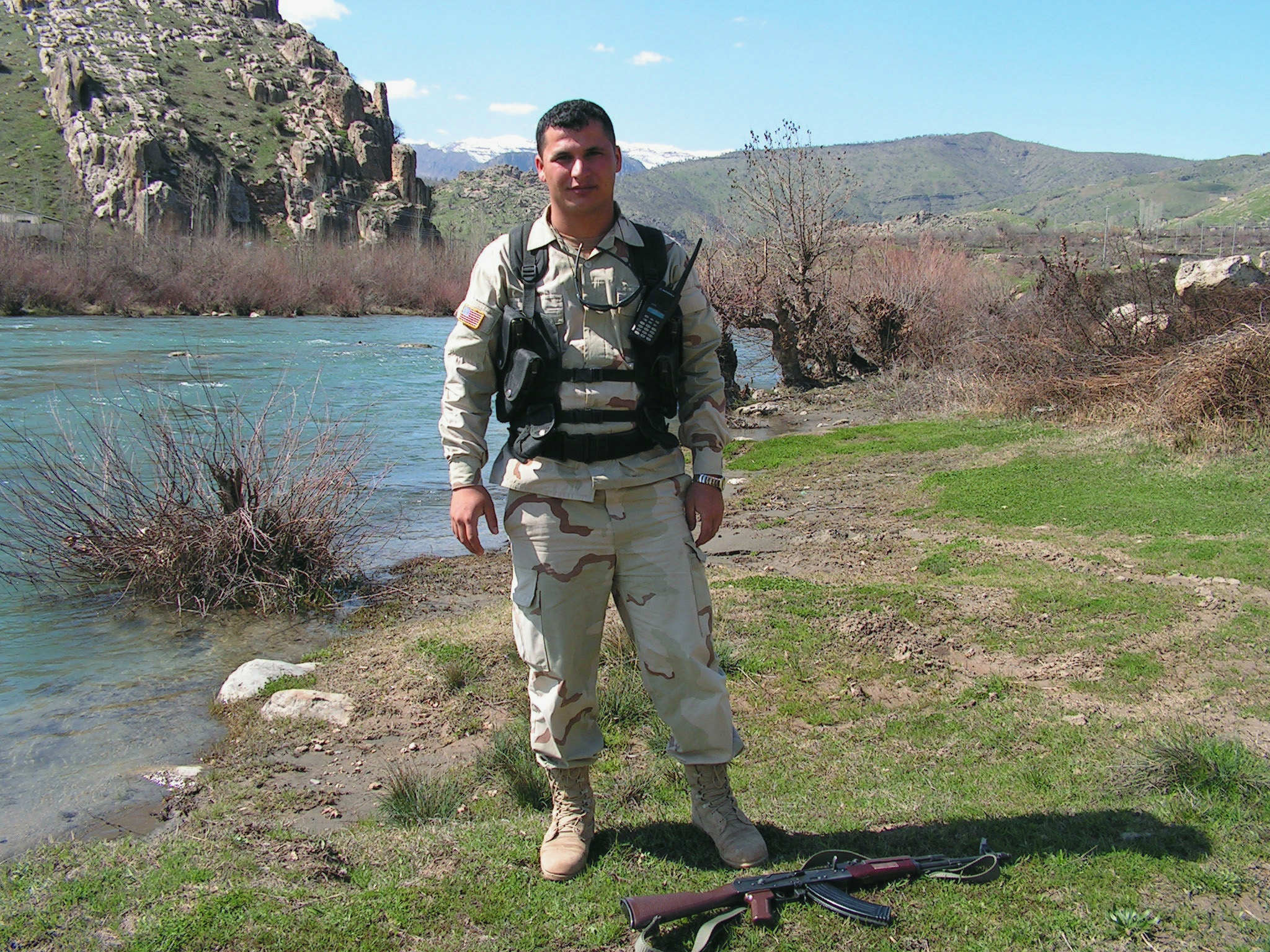
القوات الخاصة البيشمركة

البيشمركة هو مصطلح يستخدم من قبل الكورد للإشارة إلى المقاتلين الأكراد المسلحين، وقد وصفت من قبل البعض على أنها تعني المناضل وتعني حرفيا «أولئك الذين يواجهون الموت» (مواجهةpesh + الموت merg e) وعرفت قوات البيشمركة في كردستان في وقت مبكر منذ مجيء حركة الاستقلال الكردية في سنة 1920، وبعد انهيار العثماني والقاجارية الإمبراطوريات التي حكمت بصورة مشتركة على المنطقة التي تعرف اليوم باسم كردستان.
خاضت قوات البيشمركة القتال جنبا إلى جنب مع الجيش الاميركي وقوات التحالف في الجبهة الشمالية خلال عملية حرية العراق. خلال السنوات التالية، لعبت البيشمركة دورا حيويا في الأمن لكردستان ومناطق أخرى من العراق. ولم يشهد اقليم كردستان أي حوادث قتل أو عتداء أو خطف لاي جندي من قوات التحالف منذ غزو العراق في عام 2003. كما تم نشر وحدات من البيشمركة في بغداد ومحافظة الأنبار لدعم عمليات مكافحة الإرهاب.
إقليم كردستان لديه جيشه الخاص وفقا للدستور العراقي وقد سميت قوات البيشمركة في الدستور بمصطلح «حرس الإقليم» ولا يسمح للجيش العراقي المركزي بدخول إقليم كردستان وفقا للقانون إلا بموافقة برلمان الإقليم وبمصادقة رئاسة الإقليم.

## التعليم
قبل قيام حكومة إقليم كردستان، كان تقريبًا يدرس التعليم الابتدائي والثانوي والعالي باللغة العربية. لكن مع تأسيس منطقة الحكم الذاتي الكردستاني. أول مدرسة دولية افتتحت هي مدرسة الشويفات الدولية لها فرع في كردستان العراق أنشئ في عام 2006. وقد فتحت المدارس الدولية الأخرى، British International Schools in Kurdistan وهو الأحدث مع الافتتاح المقرر في السليمانية في أيلول/سبتمبر 2011.
وترد جامعات كردستان العراقية الرسمية أدناه، مع الموقع الرسمي، وتاريخ التأسيس وأحدث البيانات عن عدد الطلاب.
| معهد                                          | الموقع الرسمي                                    | تاريخ التأسيس | عدد الطلاب (السنة) |
| --------------------------------------------- | ------------------------------------------------ | ------------- | ------------------ |
| جامعة صلاح الدين (SU)                         | http://www.suh-edu.com                           | 1968          | 7,048 (2007)       |
| جامعة السليمانية (US)                         | http://www.univsul.org/                          | 1968          | (3,067) (2006)     |
| جامعة دهوك                                    | www.uod.ac                                       | 1992          | 1,689 (2007)       |
| جامعة كويه (KU)                               | www.koyauniversity.org                           | 2003          | (?) (2006)         |
| جامعة كردستان                                 | www.ukh.ac                                       | 2006          | 400 (2006)         |
| الجامعة الأمريكية في السليمانية               | www.auis.org                                     | 2007          | 50 (2007)          |
| جامعة هولير الطبية (HMU)                      | https://www.hmu.edu.krd                          | 2006          | (?) (2006)         |
| جامعة الأعمال والإدارة (BMU)                  | www.bmu-me.net                                   | 2007          | (?) (2007)         |
| جامعة سابيس                                   | www.sabisuniversity.net                          | 2009          | (?) (2009)         |
| جامعة جيهان                                   | www.cihanuniversity.org                          | ?             | (?)                |
| الجامعة الملكية البريطانية (أربيل)            | www.broyalu.com                                  | ?             | (?)                |
| جامعة حياة الخاصة للعلوم والتكنولوجيا - أربيل | hpust.com                                        | ?             | (?)                |
| جامعة تيشك الدولية                            | https://tiu.edu.iq                               | 2008          | (?)                |
| جامعة سوران                                   | www.soranu.com                                   | 2009          | 2200 (2011)        |
| جامعة نوروز                                   | ?                                                | ?             | (?)                |
| جامعة التنمية البشرية                         | [www.uhd.edu.iq//www.uhd.edu.iq/ www.uhd.edu.iq] | ?             | (?)                |
| الجامعة الكاثوليكية في أربيل                  | https://cue.edu.krd/                             | 2005          | 275                |
| جامعة نولج                                    | www.knu.edu.iq                                   | 2009          | 2700 (2009)        |